# 東山動植物園
東山動植物園（ひがしやまどうしょくぶつえん）は、愛知県名古屋市千種区東山元町の東山公園内にある市営動植物園。1937年（昭和12年）に開園した。

## 概要
名古屋市東部の丘陵地にあり、1937年（昭和12年）3月3日に植物園、同24日に動物園が開園した。その後、1968年（昭和43年）に動物園及び植物園を統合して有料公園施設「東山動植物園」となった。
動物園
動物園は主に本園と北園で構成されている。本園ではアジアやオセアニアに生息する動物、ネコ科の動物を中心に展示している。北園ではアフリカやアメリカで生息する動物を展示しているほか、世界のメダカ館、両生・爬虫類や夜行性動物等を展示した自然動物館がある。このほか展示コーナーや図書室を備えた動物会館、こども動物園などがある。
収容動物は哺乳類104種526点、鳥類65種245点、は虫類77種220点、両生類46種164点、魚類182種11,432点、節足動物13種134点となっている（2016年3月31日現在）。
植物園
園内の約60％はアベマキ、コナラが優先する二次林となっている。また、国の重要文化財である温室前館などの鑑賞温室のほか、お花畑や桜の回廊、地域の自然学習林、東海モデル林などがあり、万葉の散歩道や東海の森などの遊歩道も整備されている。
保有植物は羊歯植物門29科（70属）265種、種子植物は裸子植物亜門が13科（35属）142種、被子植物亜門が203科（1,556属）6,650種となっている（2016年3月31日現在）。
2017年（平成29年）の年間入場者数は、日本国内で上野動物園に次ぐ約240万人となっている。2005年（平成17年）から2009年（平成21年）までの5年間は、北海道の旭山動物園に次ぐ3位だった。2017年（平成29年）現在、飼育種類数は日本一。

## 施設

### 施設概要
- 正式名称：名古屋市東山公園 動植物園[1]
- 開園：1937年（昭和12年）
- 敷地面積：59.58ヘクタール（動物園32.21ヘクタール[2]、植物園27.37ヘクタール[2]）
- 所在地：愛知県名古屋市千種区東山元町3-70
- 最寄り駅：名古屋市営地下鉄東山線 東山公園駅
- 展示物：動物550種1万5,690点、植物230科7,000種（2009年現在）
- 管理運営：名古屋市

### スカイビュートレイン
1987年（昭和62年）3月、二代目モノレール（跨座式）として「スカイビュートレイン」が開業した。スカイビュートレインが開通する以前には、動物園と植物園との間におとぎ列車や本格的な懸垂式モノレール（東山公園モノレール）が走っていた。このうち後者はサフェージュ式モノレールの実用試験として当園に導入されたものだった。

### 園内

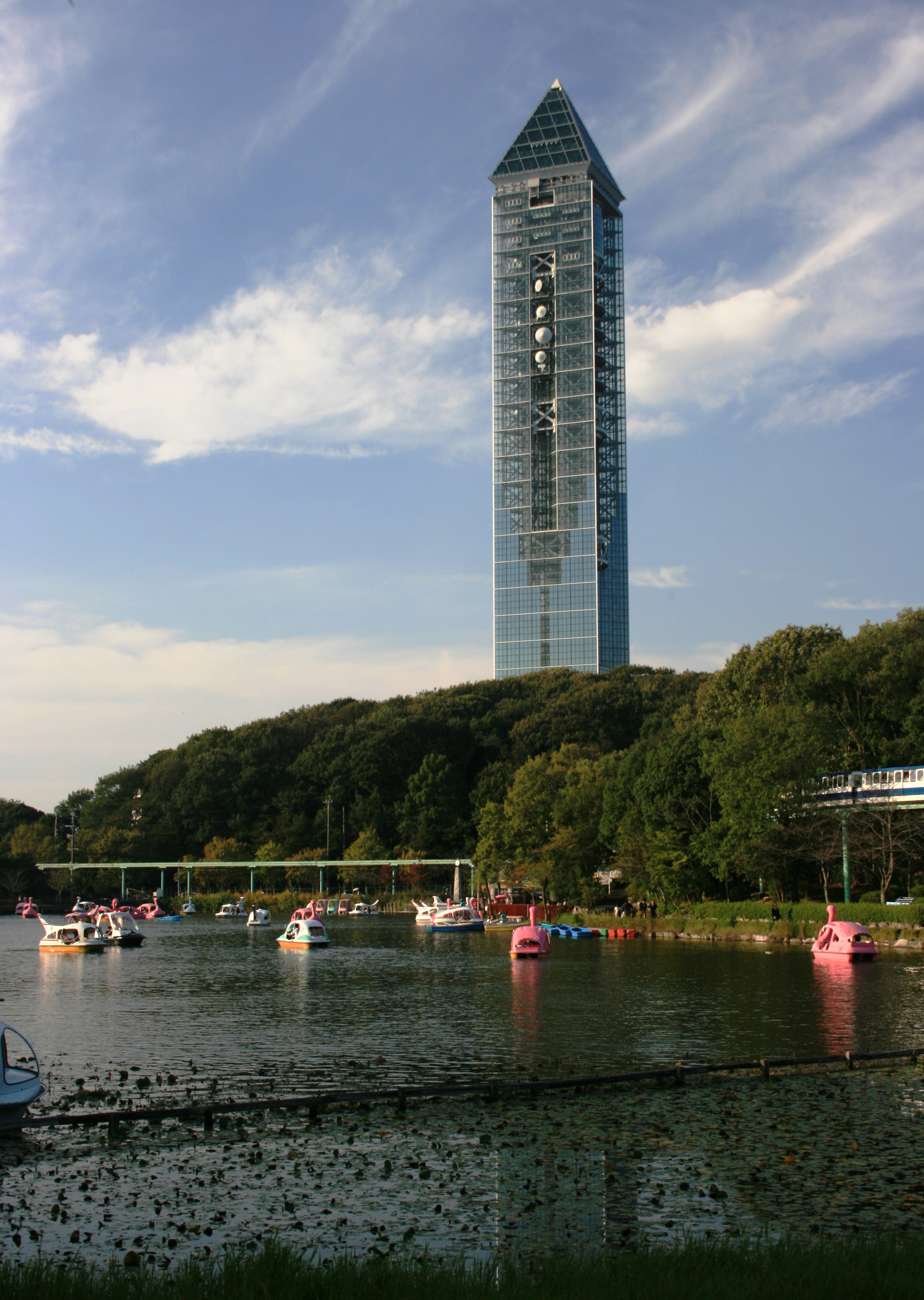
東山スカイタワー （2011年（平成23年）10月）
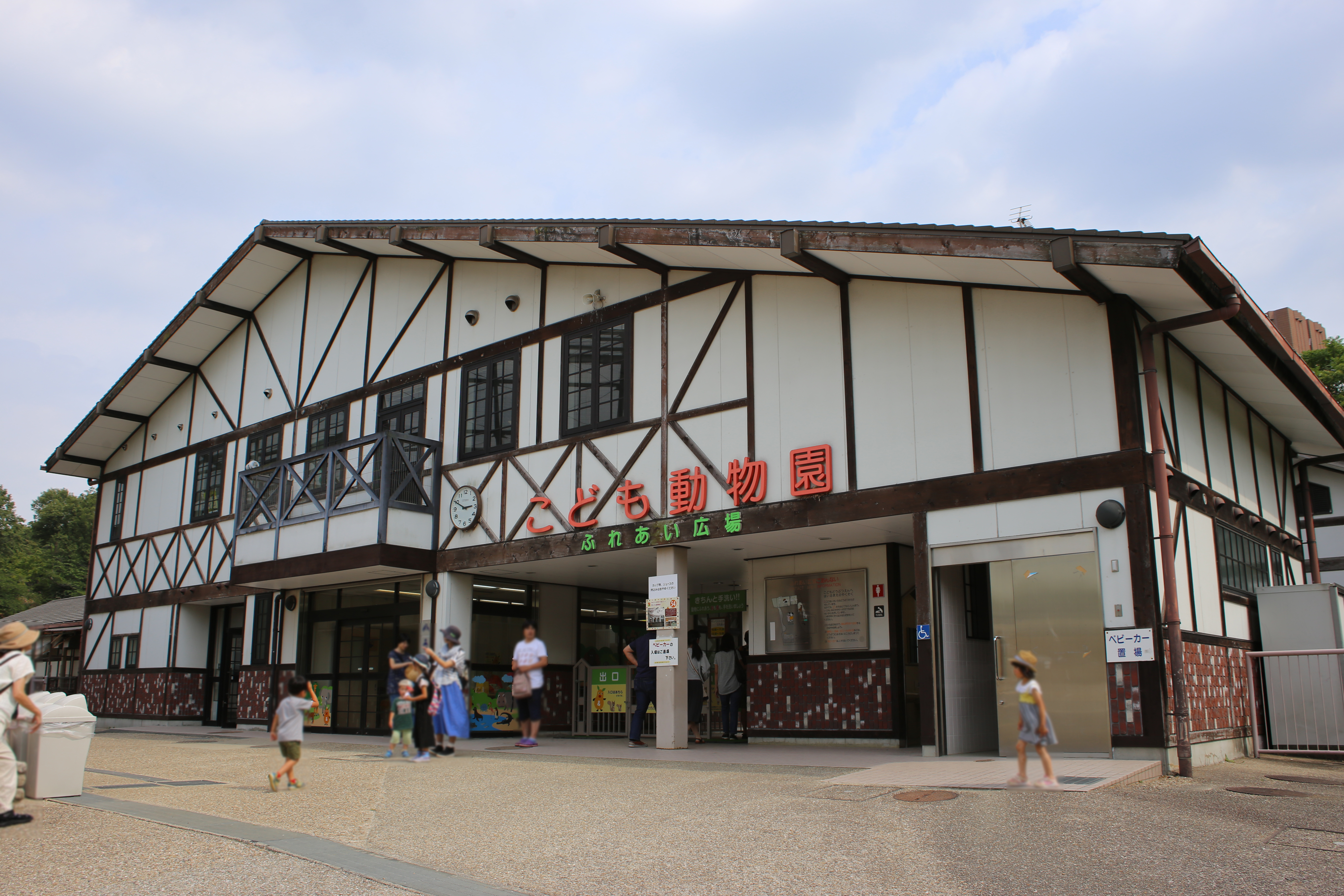
こども動物園 （2017年（平成29年）6月）
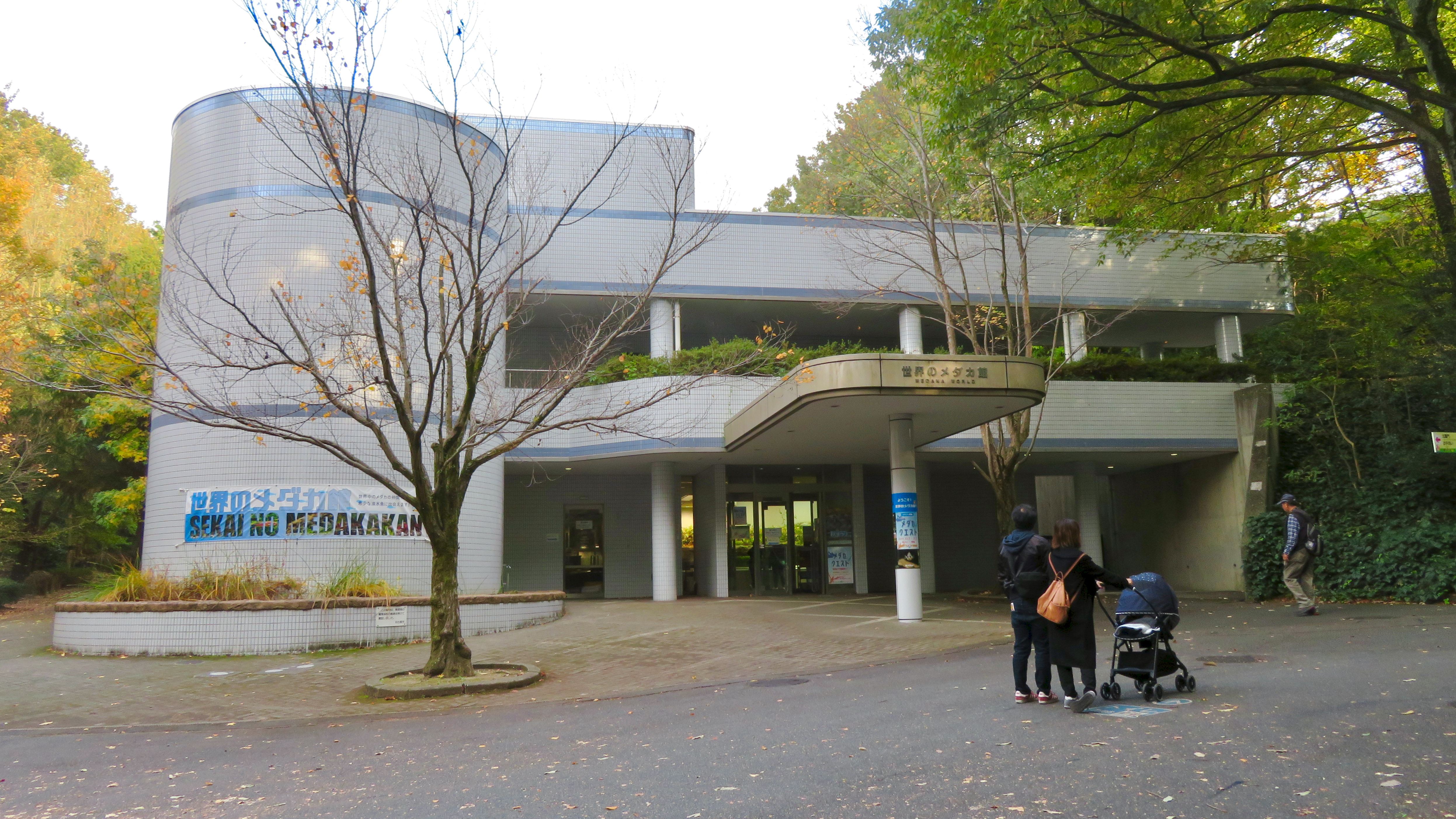
世界のメダカ館 （2012年（平成24年）2月）
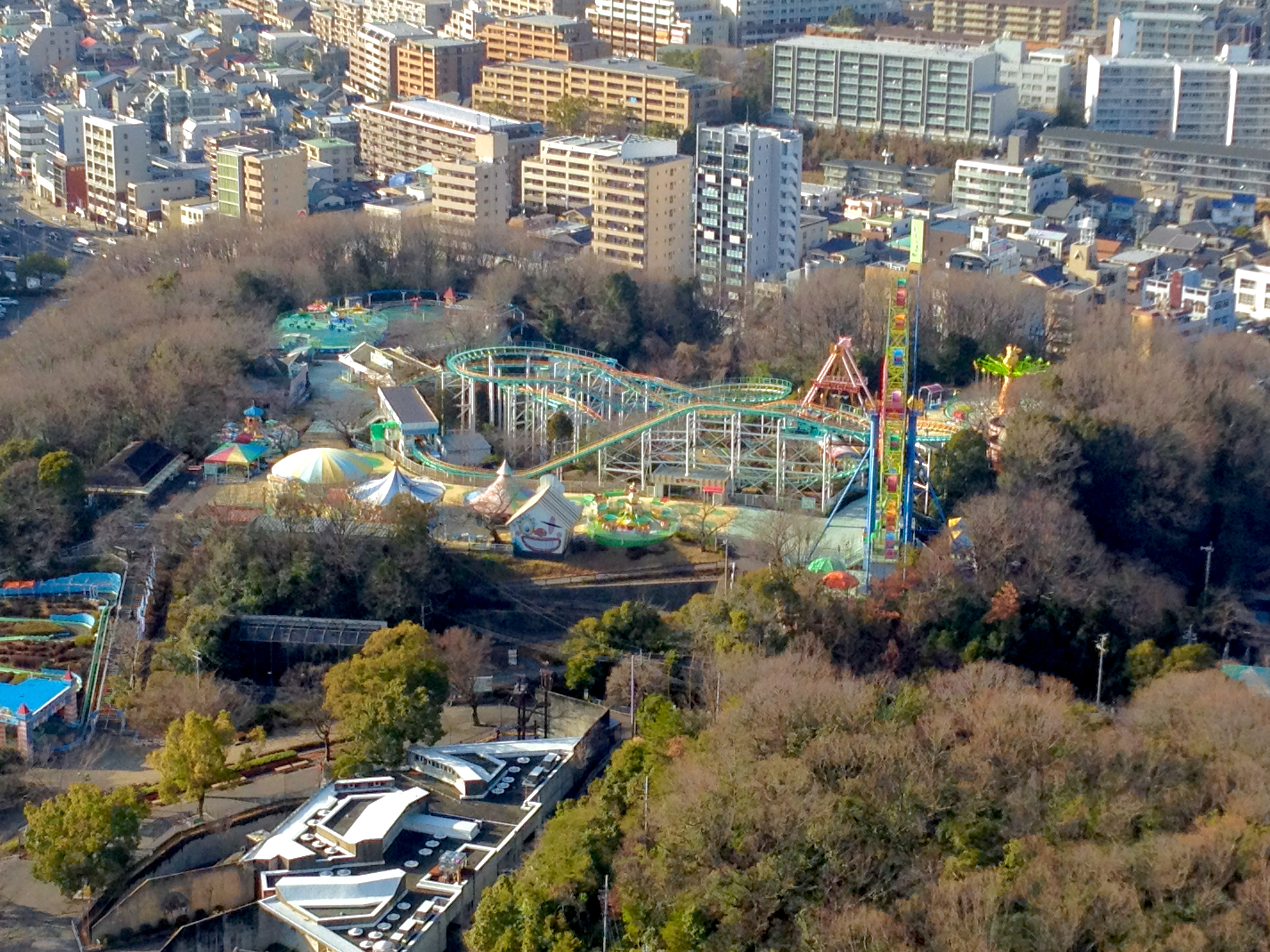
遊園地 （2012年（平成24年）2月）
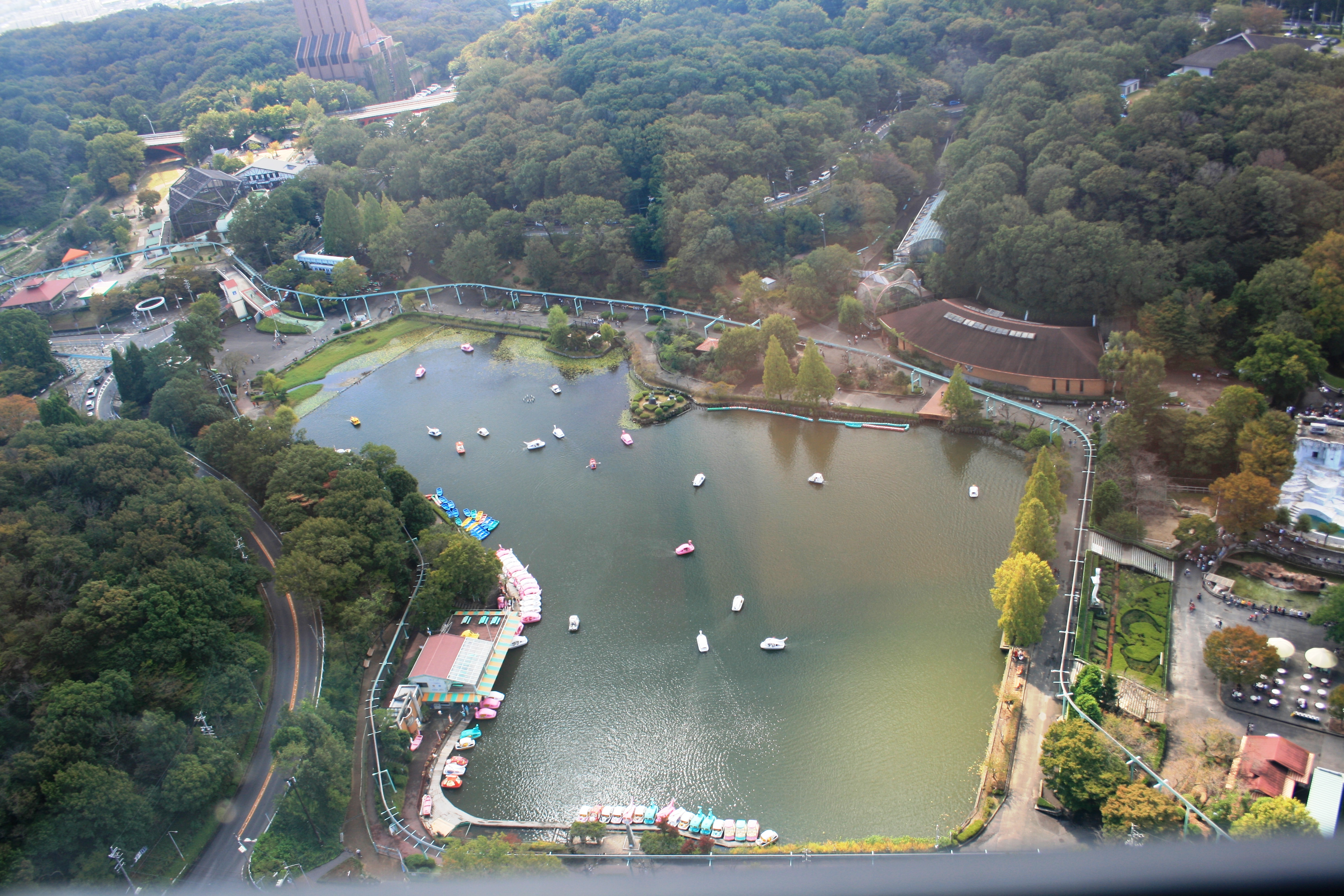
上池 （2011年（平成23年）10月）
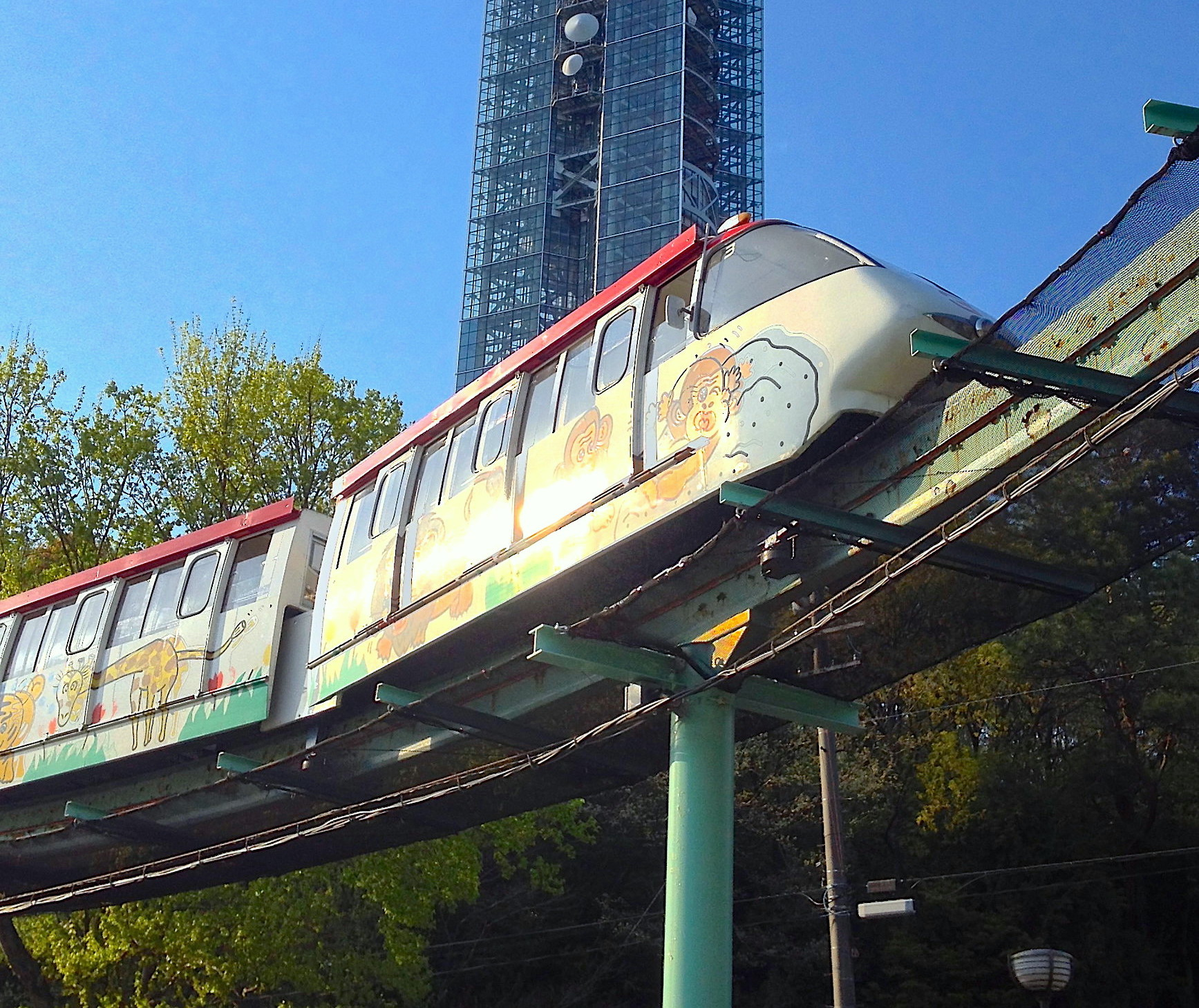
スカイビュートレイン （2013年（平成25年）4月）

## 歴史

### 動物園
1890年（明治23年）に、動物商の今泉七五郎により公開された「浪越教育動物植物苑」を起源としている。1917年（大正6年）に名古屋市議会で「動物園建設に関する意見書」が可決され、翌1918年（大正7年）3月20日に今泉が動物を寄付。同年4月1日に鶴舞公園において「名古屋市立鶴舞公園付属動物園」として開園した。
1935年（昭和10年）4月3日に東山公園が開園すると、同年10月30日に名古屋市議会で動物園の移転拡張を可決。1937年（昭和12年）3月3日に東山植物園が先行して開園し、3月24日に東山動物園が開園した。
第二次大戦前には、ゾウ・キリン・ライオン・トラなど700種1,200点という動物数を誇る大動物園となる。戦中、上野動物園や天王寺動物園と同様、空襲によって暴れだしたら問題だということで多くの動物が殺されたり（戦時猛獣処分）、餌不足により餓死するなどし、終戦まで生き延びたのは5種26点（ゾウ2頭、チンパンジー1頭、カンムリヅル2羽、カモ20羽、白鳥1羽）だけであった。しかし北王英一園長や千種警察署長の大野佐長などの努力があり、日本国内では唯一ここの2頭のゾウだけが終戦時まで生き延びたため（厳密には京都市動物園にも1頭が終戦時には生存していたものの、戦後間もなく死亡した。）戦後になるとゾウを見ようと全国から小中学生団体が詰めかけた（象列車の項目も参照）。
1984年（昭和59年）には、日本で初めてコアラが来日し、コアラ舎には連日の行列ができた。
2015年（平成27年）、ニシローランドゴリラ「シャバーニ」が「イケメンゴリラ」として話題になった。

### 植物園

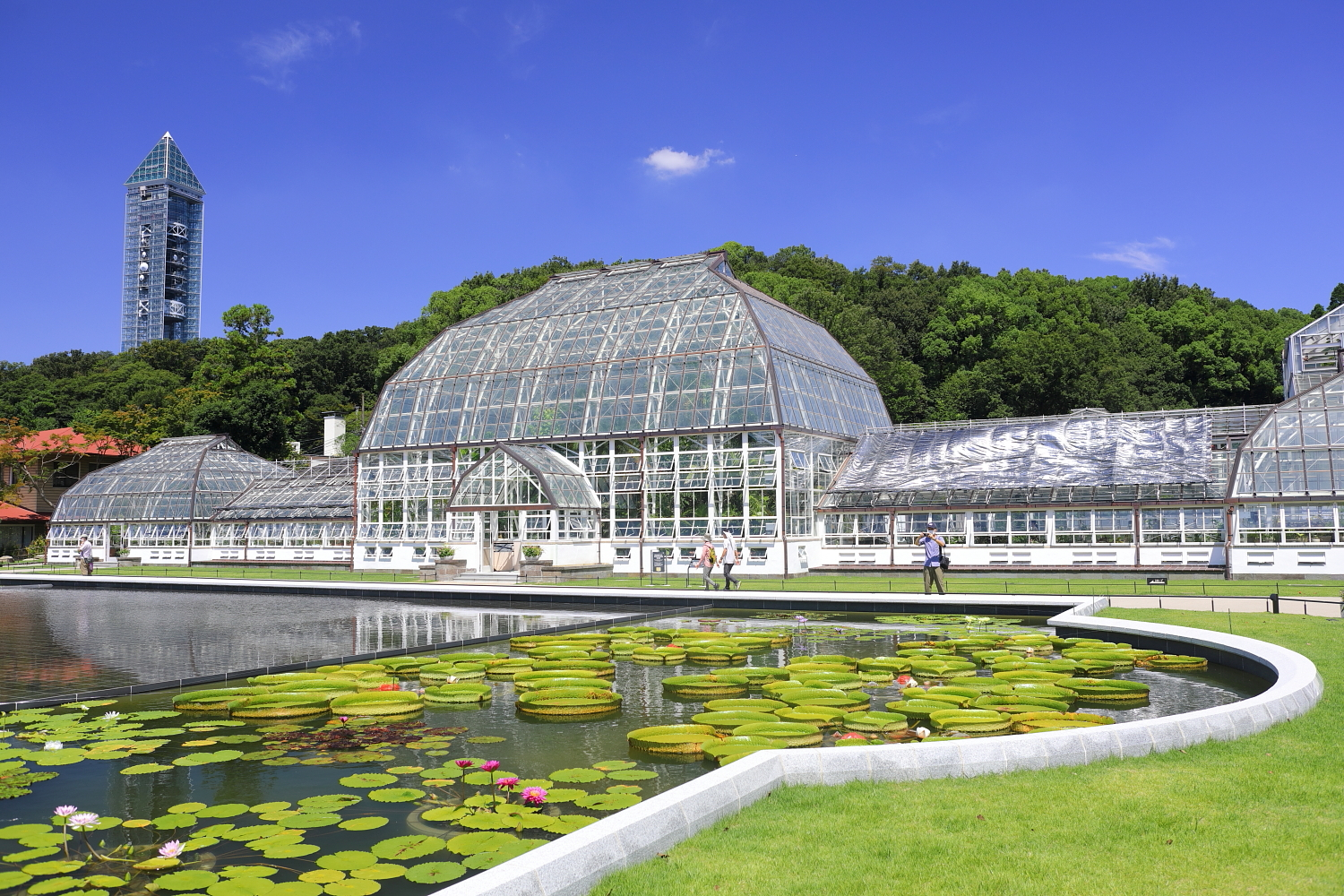
名古屋市東山植物園温室前館
（国の重要文化財）
（2021年（令和3年）8月）

先述のように、東山植物園は1937年（昭和12年）3月3日に開園した。植物園用地は覚王山東一帯の森林地帯で、東区田代町と天白村八事付近のもともと御料林だった場所であり、各地主が名古屋市に寄付した土地である。
東山植物園温室が地元企業の寄付で建設され、開園前の1936年（昭和11年）に前館（鉄骨造）と後館（木造）が竣工した。このうち温室前館は建築面積596m2、東西長さ66.5m、最高高さ12.4mで「東洋一の水晶宮」と称された。
温室前館は日本最初期の本格的な鉄骨造温室建築であるとともに全溶接建築物として建築技術史上高い価値があるとして、2006年（平成18年）に国の重要文化財に指定された。名古屋市は文化庁と協議し、2013年（平成25年）から2020年（令和2年）にかけて開園時に近づけるための保存修理事業を行った。そしてイタリア風洋風庭園と合わせて2021年（令和3年）4月23日より一般公開されている。
温室後館については建て替えのため2025年（令和7年）5月11日に閉鎖となっており、2030年度以降の再オープンを目指している。建て替え前の温室後館の建物は1960年（昭和35年）開設の「ハワイアンハウス」が基になっており、増築により1988年（昭和63年）からは5つの温室で構成されていたが、建て替えにより5室を一体化する。
1996年（平成8年）には「東山植物園の野鳥」が日本の音風景100選に選ばれた。

### 東山動植物園再生プラン
名古屋市は、松原武久市長時代に「東山動植物園再生プラン」を策定した。のちに市長となった河村たかし市長はこのプランの撤回を表明した。
その後、2010年（平成22年）に「東山動植物園再生プラン新基本計画」が策定され、社会情勢の変化と新たな視点の追加として基本計画の見直しが行われている。

### 年表

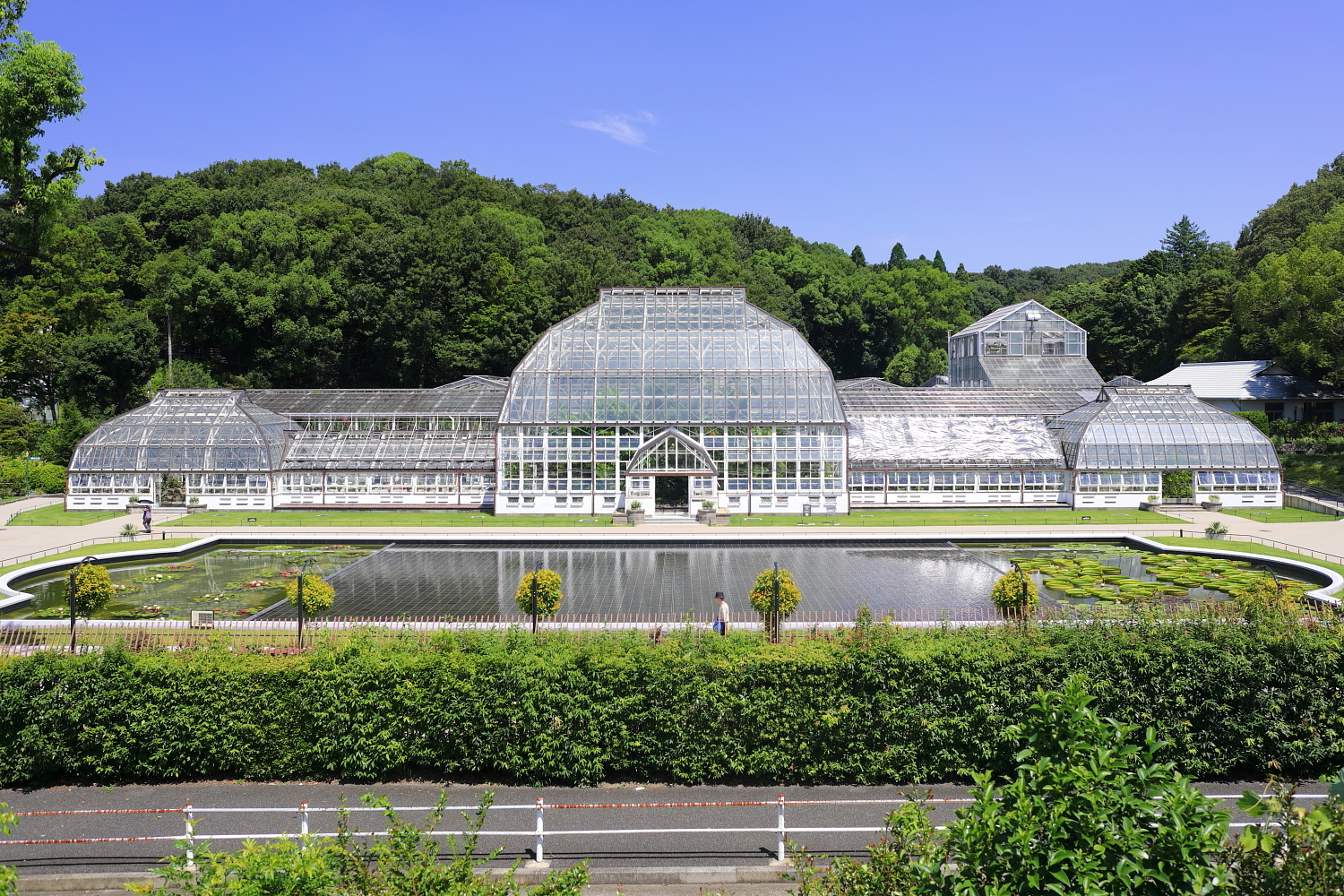
1890年（明治23年） - 動物商の今泉七五郎が中区前津町に「浪越教育動物植物苑」を開設[5]。
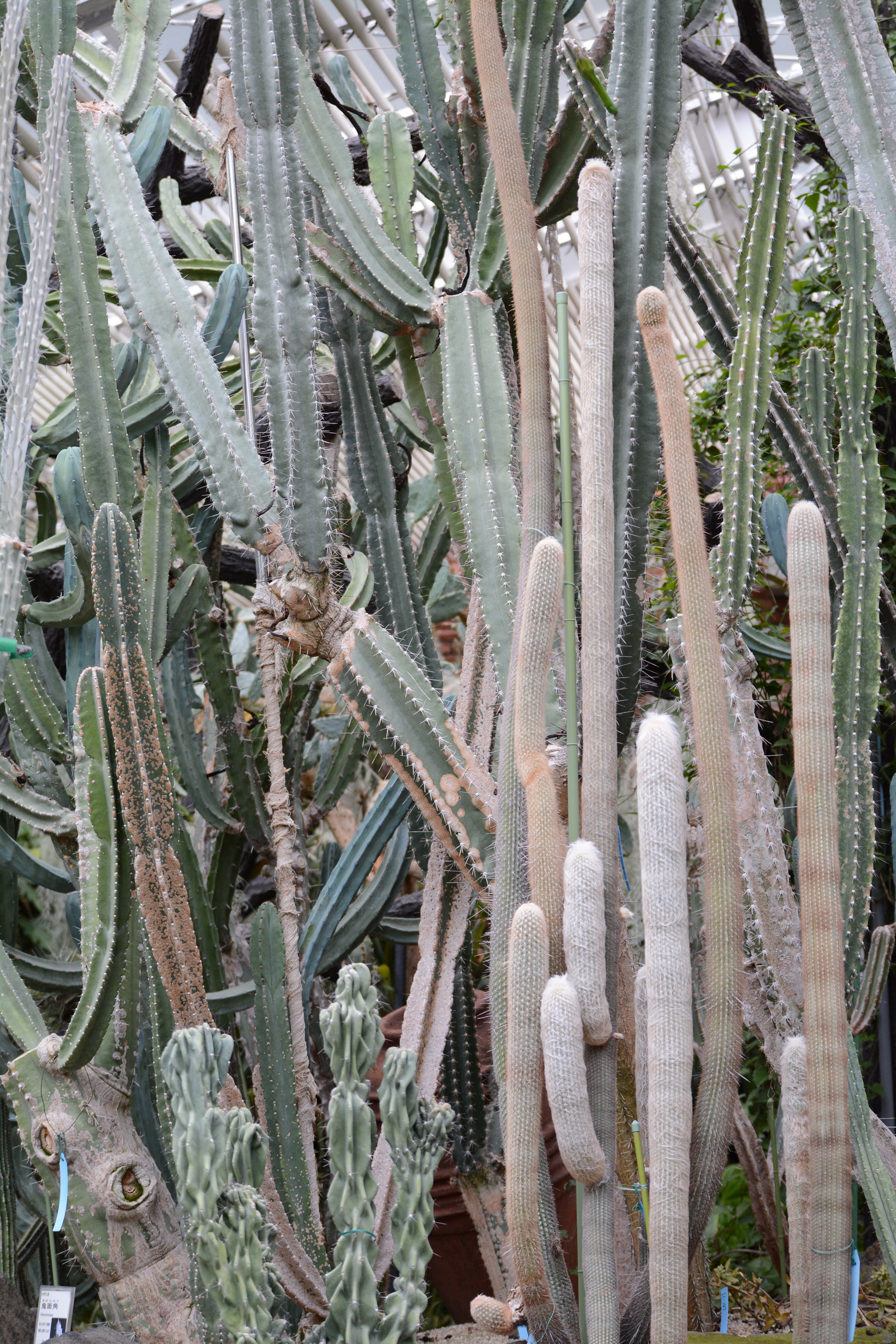
1910年（明治43年） - 「浪越教育動物苑」として大須門前町へ移転[5]。
- 1918年（大正7年）
  - 3月20日 - 今泉七五郎が動物を寄付[5]。
  - 4月1日 - 前身の「名古屋市立鶴舞公園付属動物園」が開園[15]。
- 1937年（昭和12年）
  - 3月3日 - 東山公園内に「東山植物園」が開園[5][15]。
  - 3月24日 - 鶴舞公園より移転し「東山動物園」として開園[16]。
- 1940年（昭和15年） - 国内で初めてオグロヌーの繁殖に成功する。
- 1944年（昭和19年）12月13日 - 名古屋空襲を受けて、ライオンなど7頭の戦時猛獣処分を実施。
- 1945年（昭和20年）1月13日 - 一般観覧を中止[5]（園舎が陸軍の倉庫として提供されたため）。
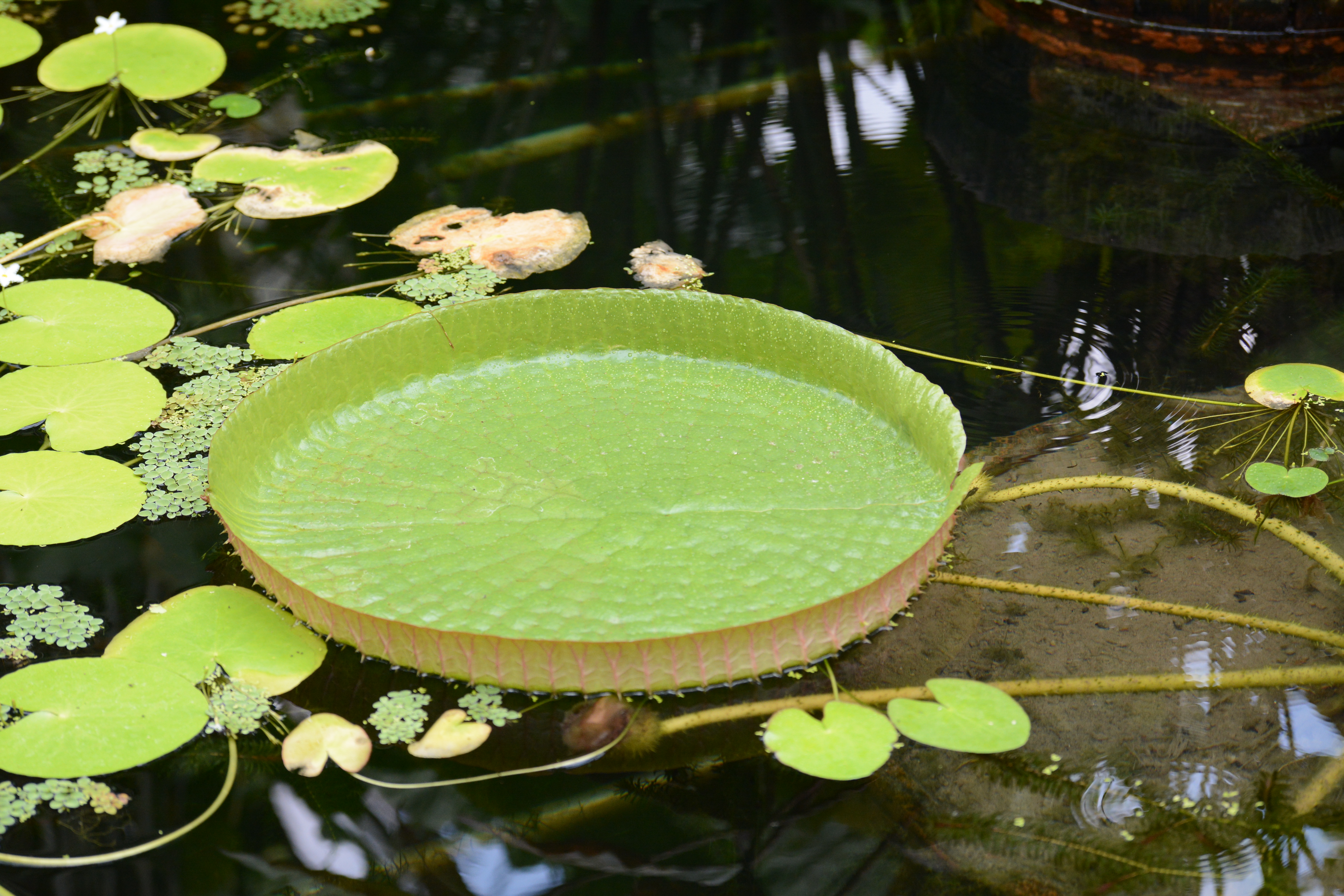
1946年（昭和21年）3月17日 - インドゾウ、チンパンジー、鳥類など収容動物26点で再開園[5]。
- 1953年（昭和28年） - 国内で初めてエランドの繁殖に成功する。
- 1959年（昭和34年） - カメルーンからゴリラが来園し、ゴリラショウが始まる（1968年まで）。
- 1960年（昭和35年） - 国内で初めてブラジルバク、ムーアモンキーの繁殖に成功する。
- 1964年（昭和39年） - モノレール開業（1974年廃止）。
- 1966年（昭和41年） - 国内で初めてクーズーの繁殖に成功する。
- 1967年（昭和42年） - 国内で初めてトムソンガゼル、ボブキャットの繁殖に成功する。
- 1967年（昭和42年）10月22日 - 北園で10歳の娘とゴーカート（ホンダ製）に乗っていた33歳主婦の三つ編に結われた髪が、座席後部50センチ下のむき出しになったエンジンシャフトに巻き込まれ、背板に頭を強打して首の骨を折り即死する事故が発生[17]。
- 1968年（昭和43年） - 動物園と植物園の共用を開始。
- 1969年（昭和44年）10月17日 - ロサンゼルス動物園と姉妹動物園になる。
- 1970年（昭和45年） - 国内で初めてベンガルヤマネコの繁殖に成功する。
- 1976年（昭和51年） - 国内で初めてラーテルの繁殖に成功する。
- 1978年（昭和53年） - 国内で初めてビクーナの繁殖に成功する。
- 1981年（昭和56年） - 国内で初めてドールシープ、クロコンドルの繁殖に成功する。
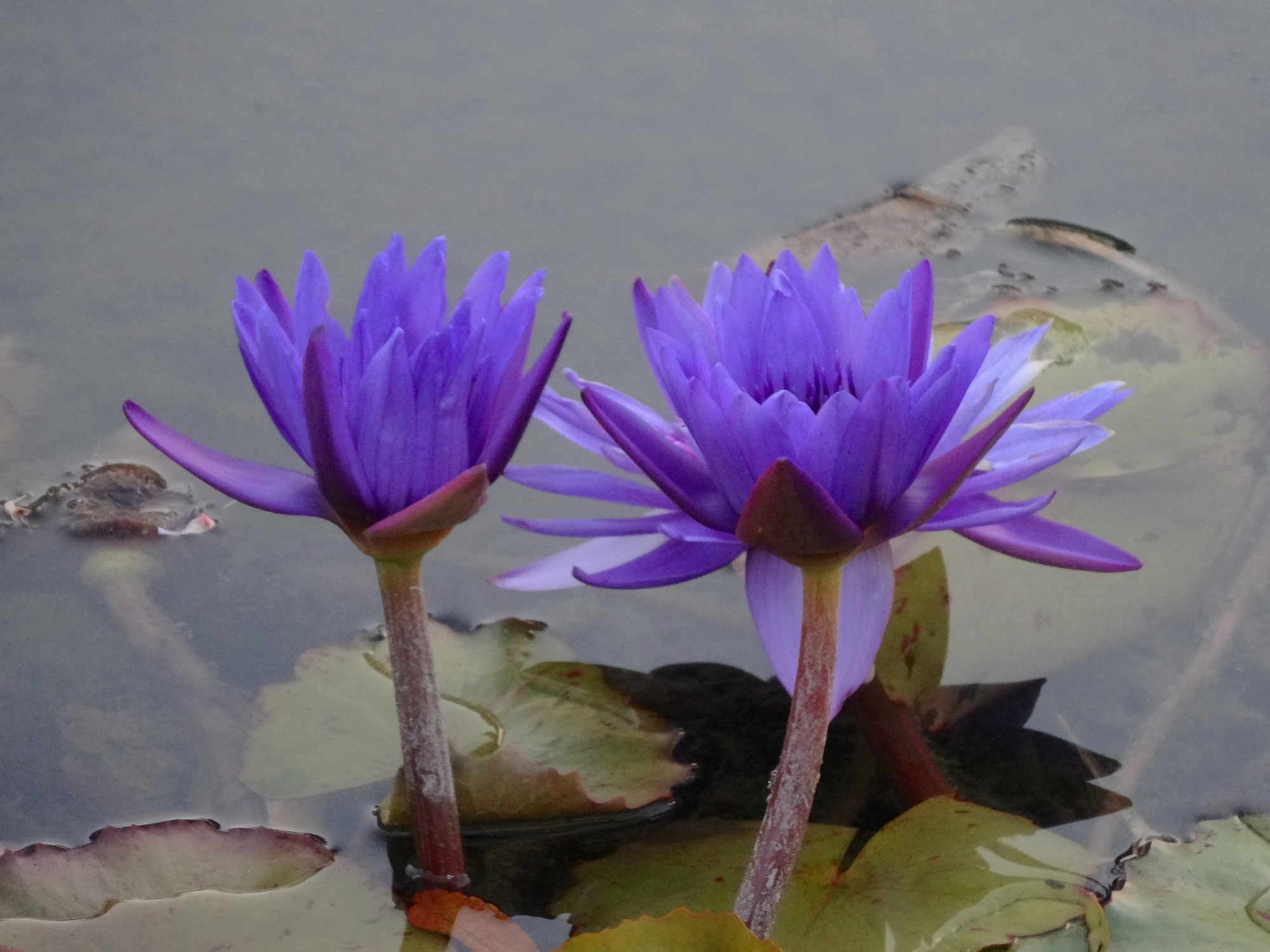
1984年（昭和59年）10月25日 - タロンガ動物園からコアラ2匹が来園[5]。コアラの名は「コロコロ」と「モクモク」[5]。
- 1986年（昭和61年）9月15日 - 日本で最初にコアラの繁殖に成功[5]。「ハッピー」（メス）が誕生。
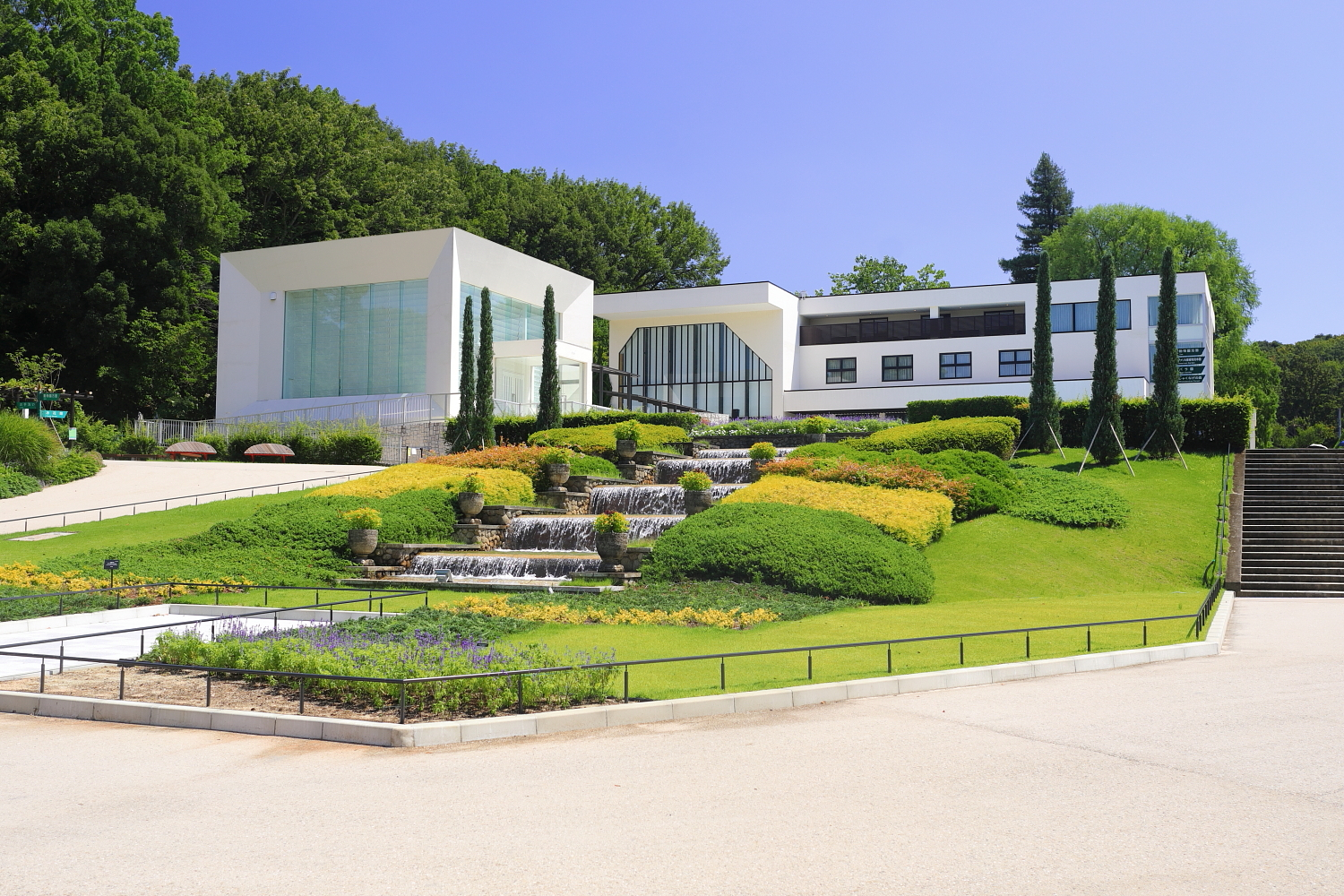
1987年（昭和62年） - 開園50周年記念「なごやHAPPYフェア」開催[5]。サンディエゴ野生動物公園からボンゴが来園。スカイビュートレイン竣工[5]。国内で初めてヤブイヌの繁殖に成功する。
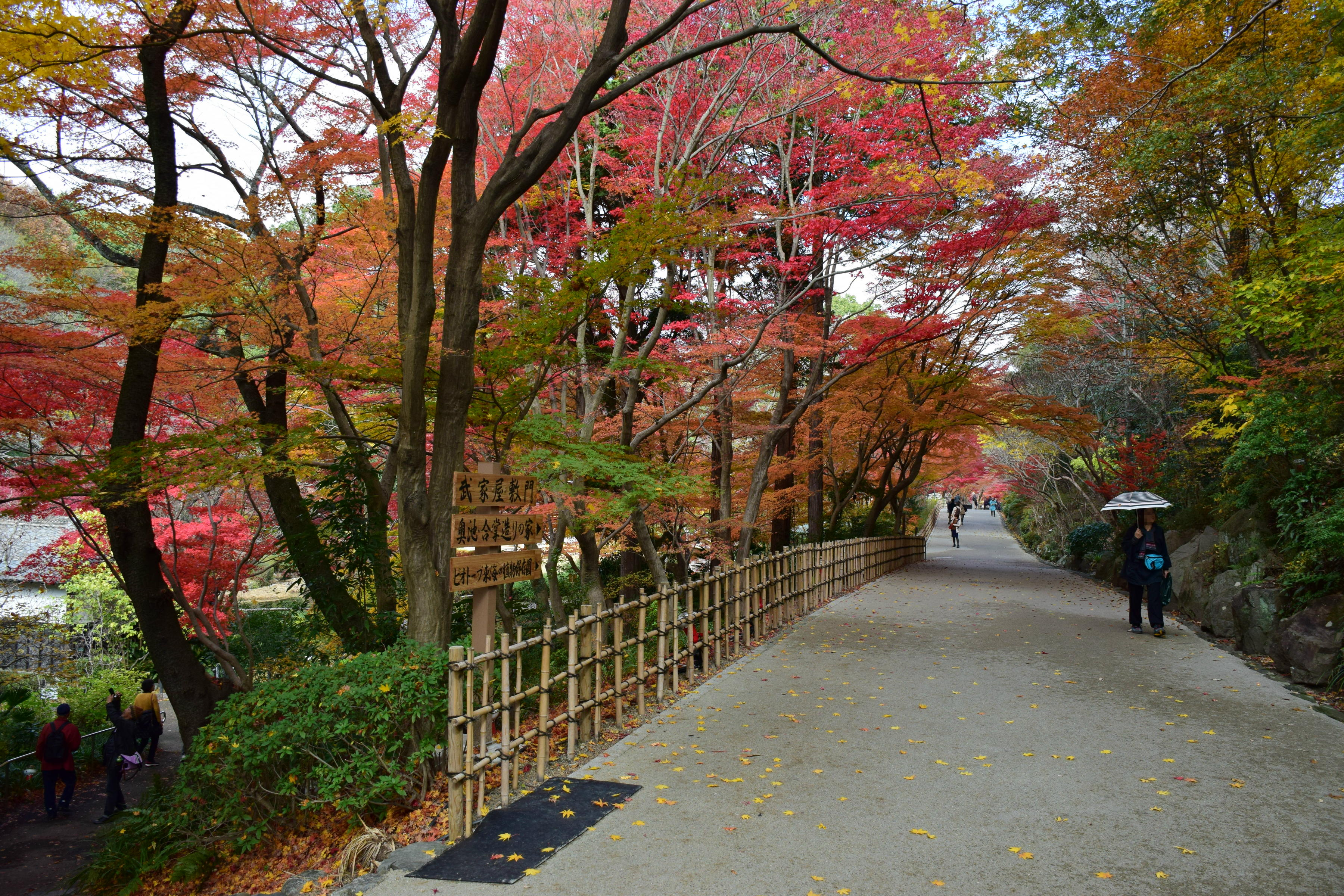
1989年（平成元年） - 国内で初めてリビアヤマネコ、ボンゴの繁殖に成功する。
  - 7月11日 - 東山スカイタワーが開館[5]。
  - 10月28日 - 自然動物館が開館[5]。
- 1991年（平成3年）11月 - インドサイの「ニルギリ」が来園[18]。
- 1993年（平成5年） - 世界のメダカ館が開館。
- 1996年（平成8年）9月30日 - タロンガ動物園（オーストラリア）と姉妹動物園になる[5]。
- 1999年（平成11年） - インドサイ「ドラ」誕生。国内で初めてマヌルネコの繁殖に成功する。
- 2000年（平成12年） - 国内で初めてジャガランディの繁殖に成功する。
- 2002年（平成14年） - 国内で初めてパンケーキリクガメ、ビルマホシガメの繁殖に成功する。
- 2003年（平成15年） - ゴリラ「アイ」、インドサイ「セラ」誕生。
- 2004年（平成16年） - 植物園温室前館が国の重要文化財の指定を受ける。
- 2007年（平成19年） - ワ〜オチューブ、カンガルー広場が完成。6月2日にコアラのチロル生まれる。母親のミルクが十分に出ず、成長不良だったため2月24日から人工飼育となる。
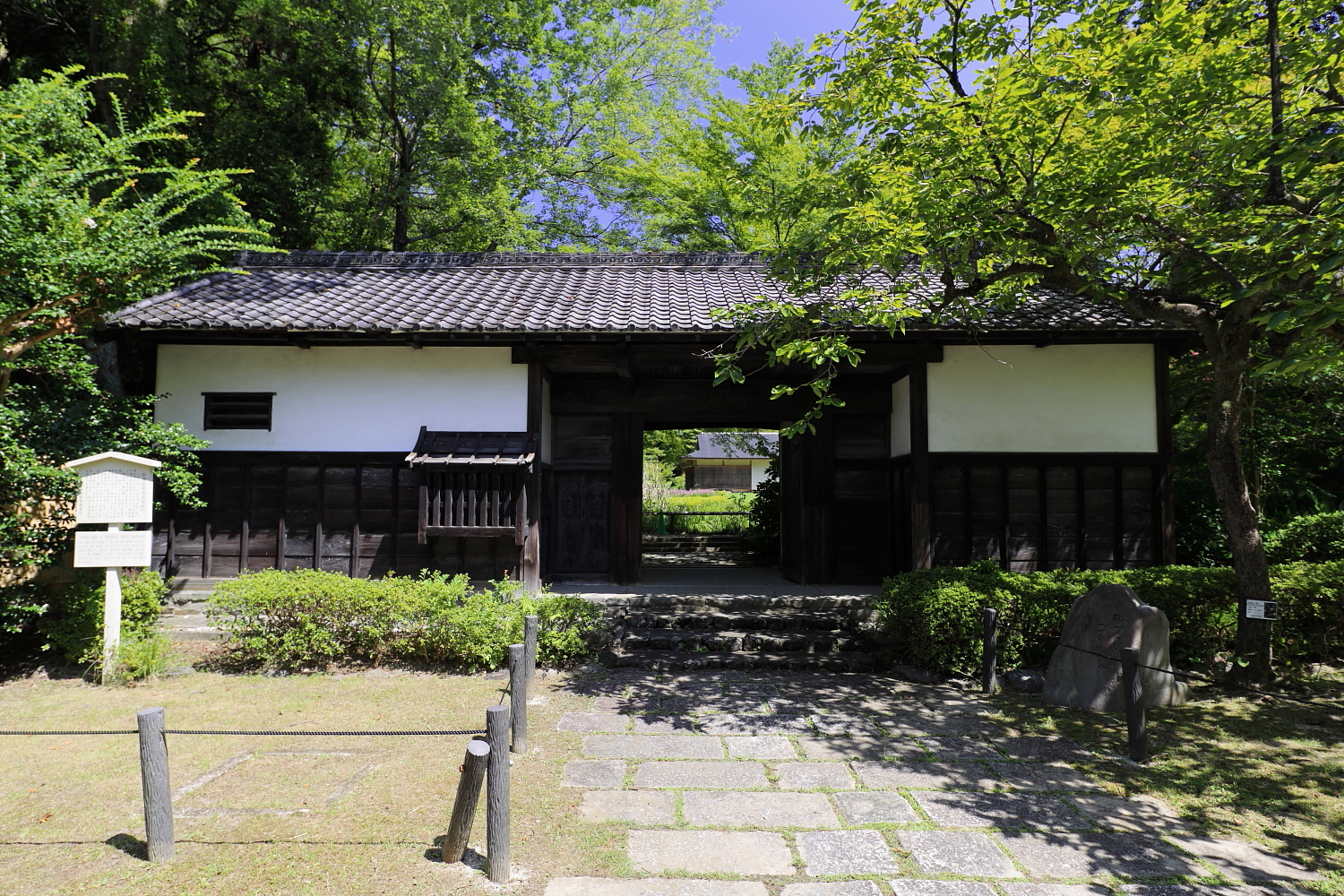
2009年（平成21年）
  - 4月18日 - 「地域の自然学習林」完成記念式典を開催[5]。
  - 5月4日 - コアラ舎の前にスカイビュートレインの車輪の部品が落下する事故が発生したことを受けて運休[19]。2010年（平成22年）3月18日より運行再開。
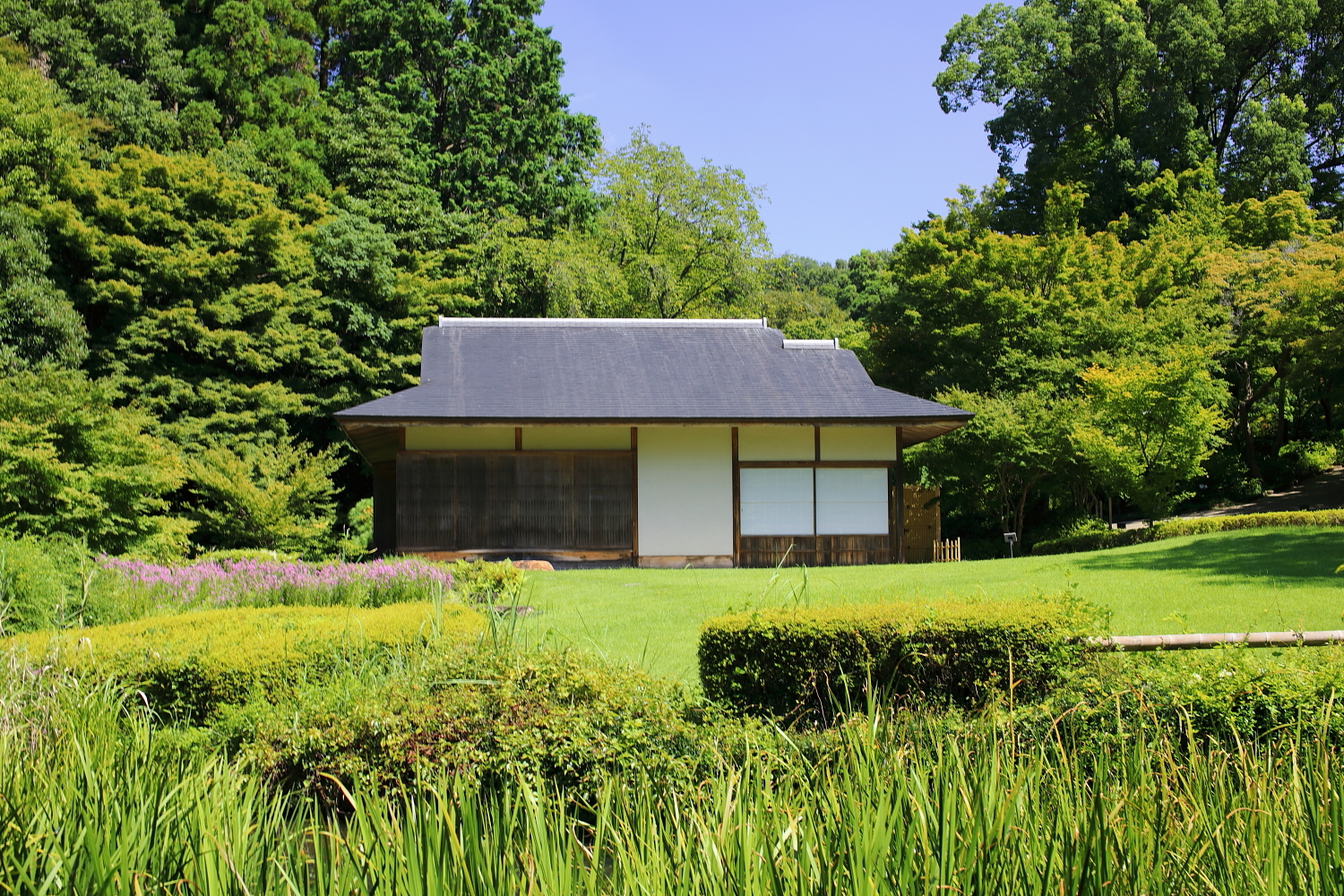
2010年（平成22年） - 7月17日にコアラのチロルが白血病により死去。
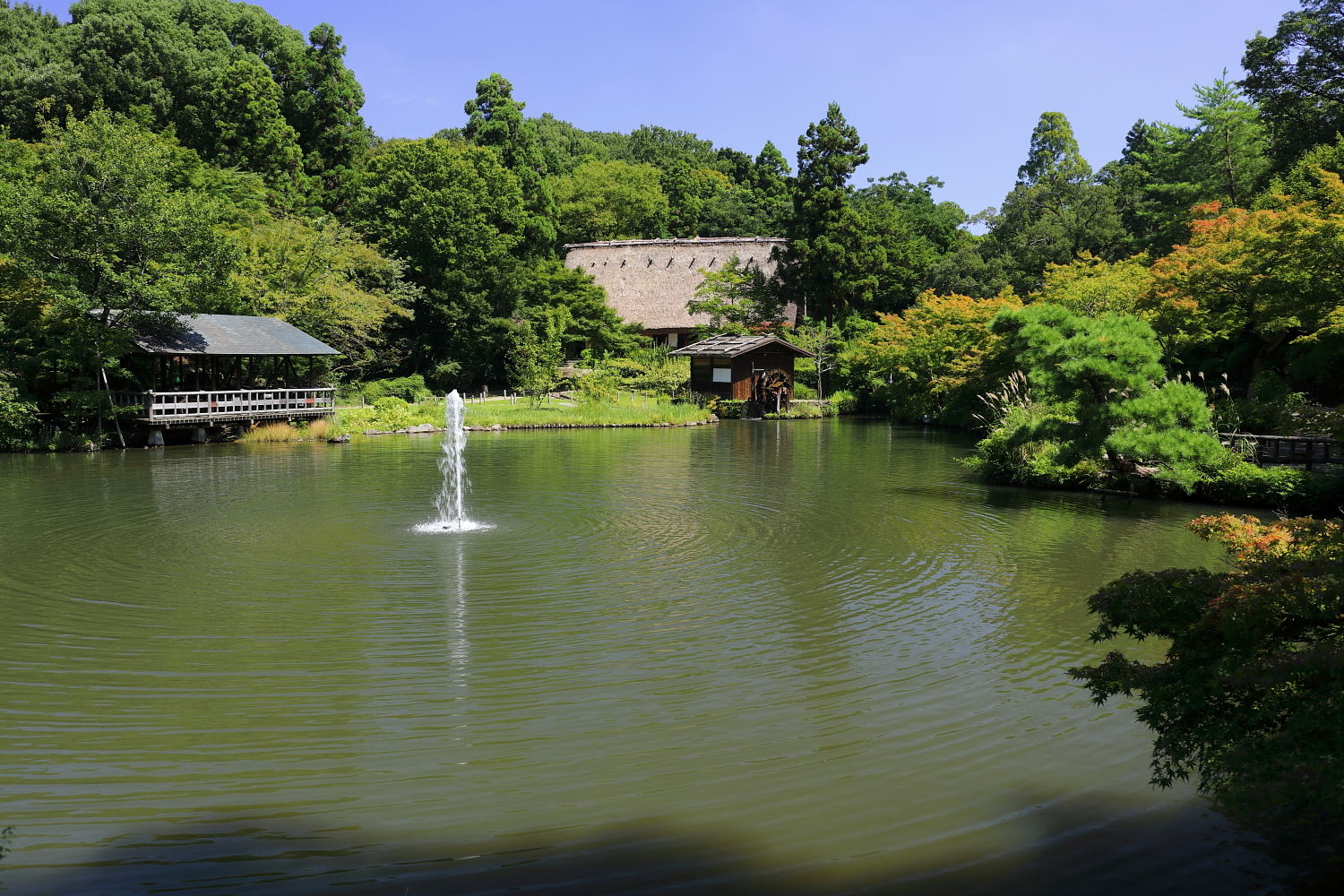
2013年（平成25年） - 日本6例目のアジアゾウの出産に成功する。「さくら」と名付けられた。
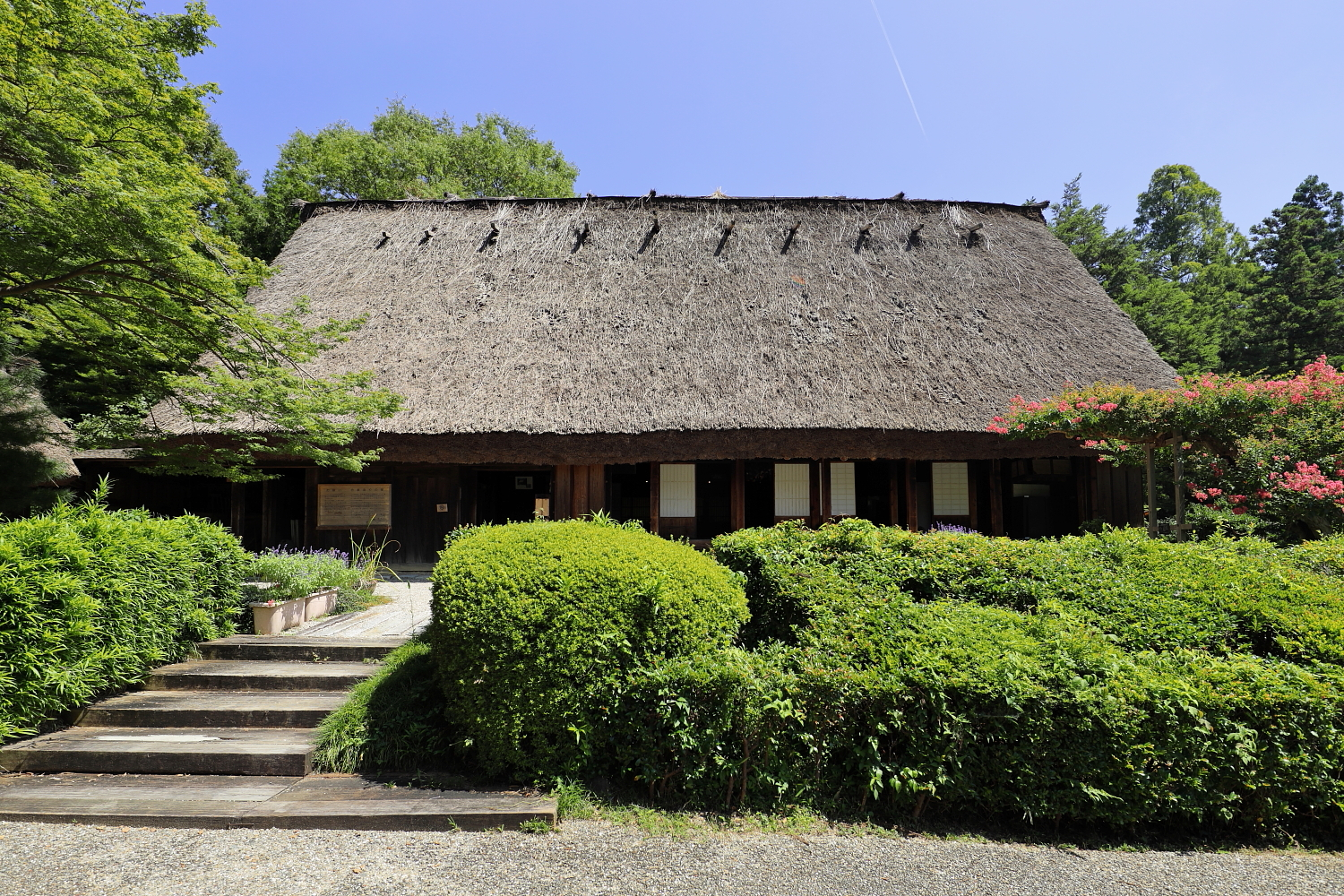
2013年（平成25年）10月 - 国内で飼育する唯一のドールシープ「ラン丸」が死去。
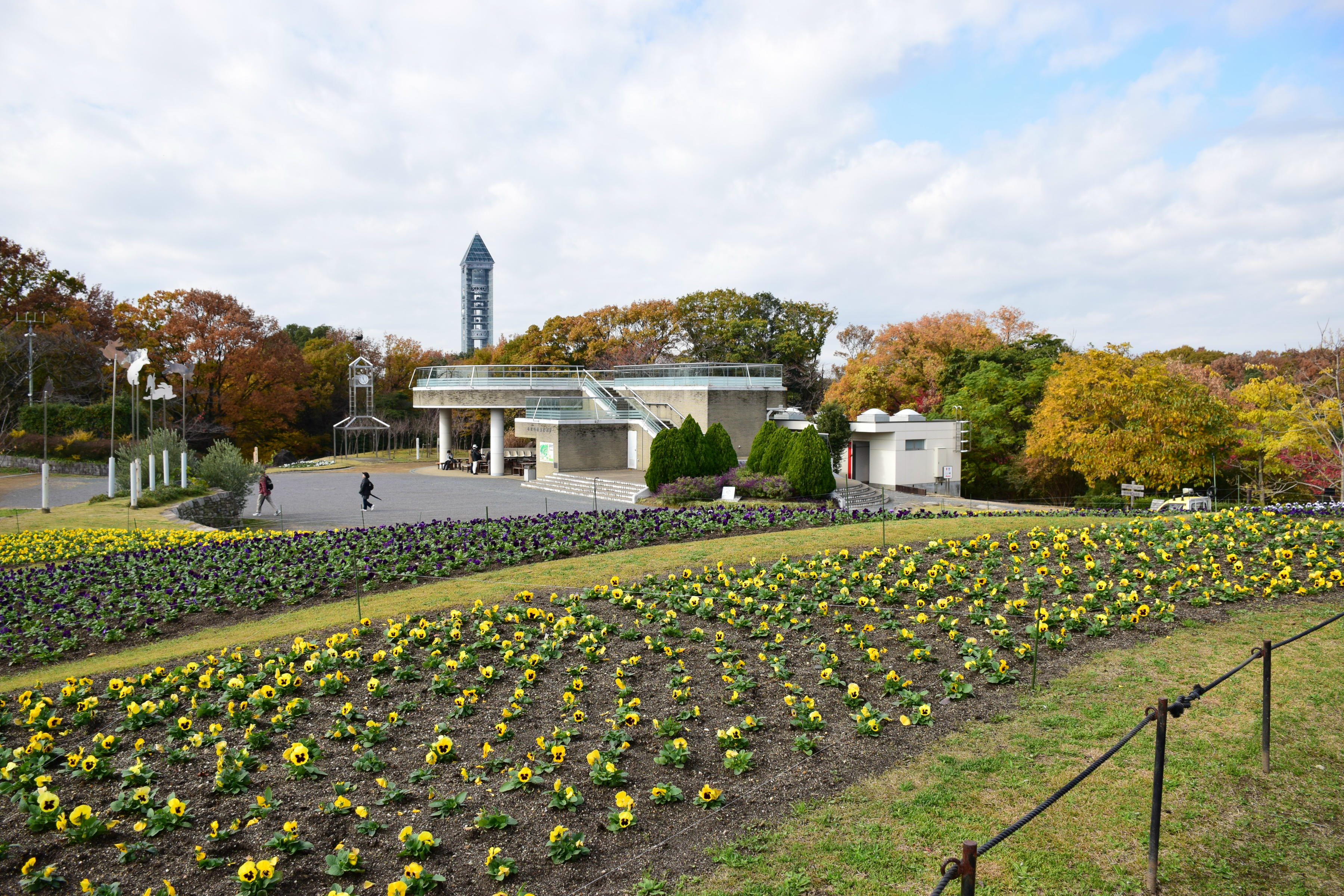
2014年（平成26年） - 植物園温室前館修理。
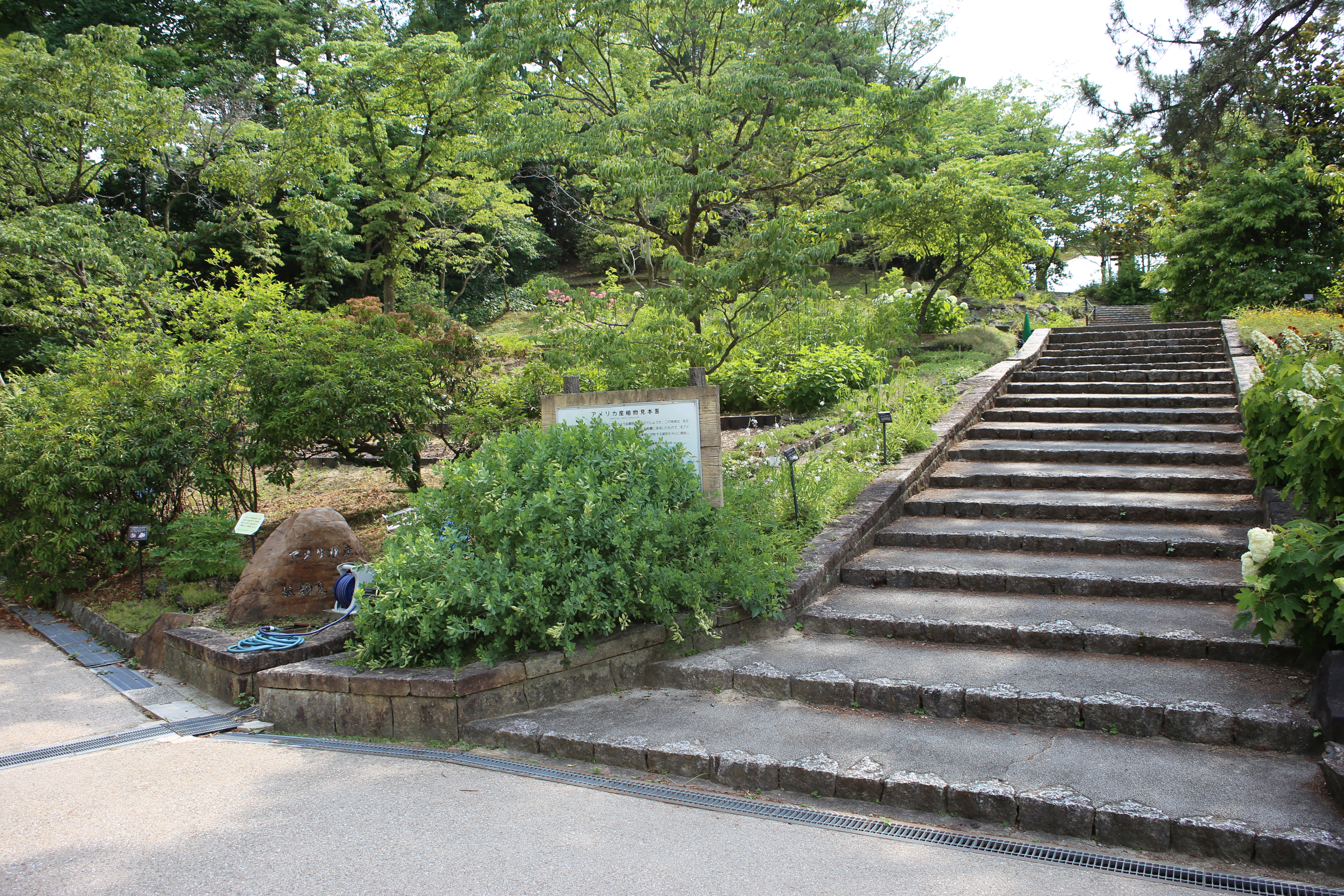
2014年（平成26年）12月 - 2008年10月にインドネシアのスラウェシ島・ティウ湖で採集し、同園で飼育していたメダカが新種と認められる[20]。名称は「ティウメダカ」で、採集地であるティウ湖から名付けられた[20][注 2]。
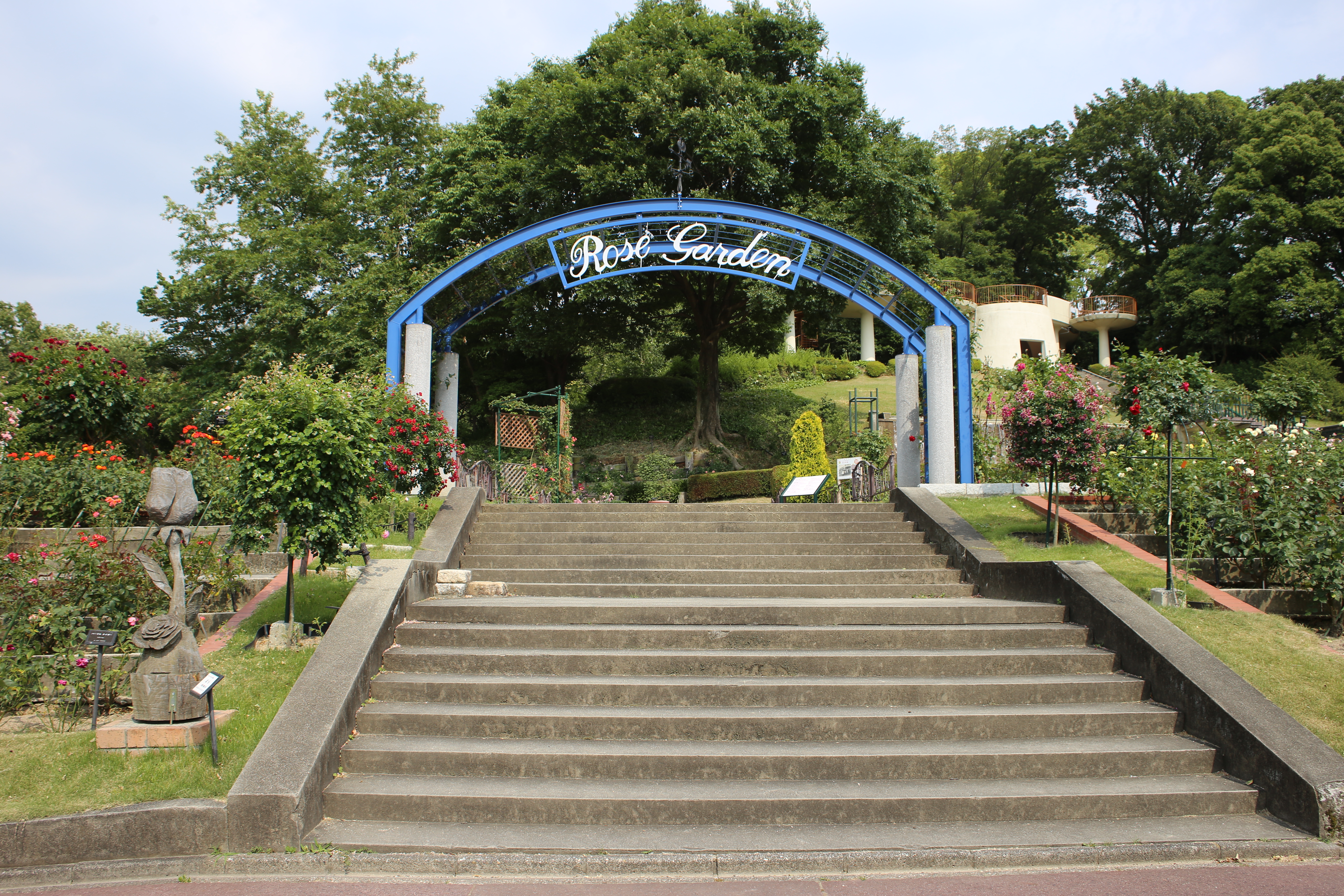
2015年（平成27年）1月 - 新種のメダカであるティウメダカ[注 3] の公開が始まる[20]。
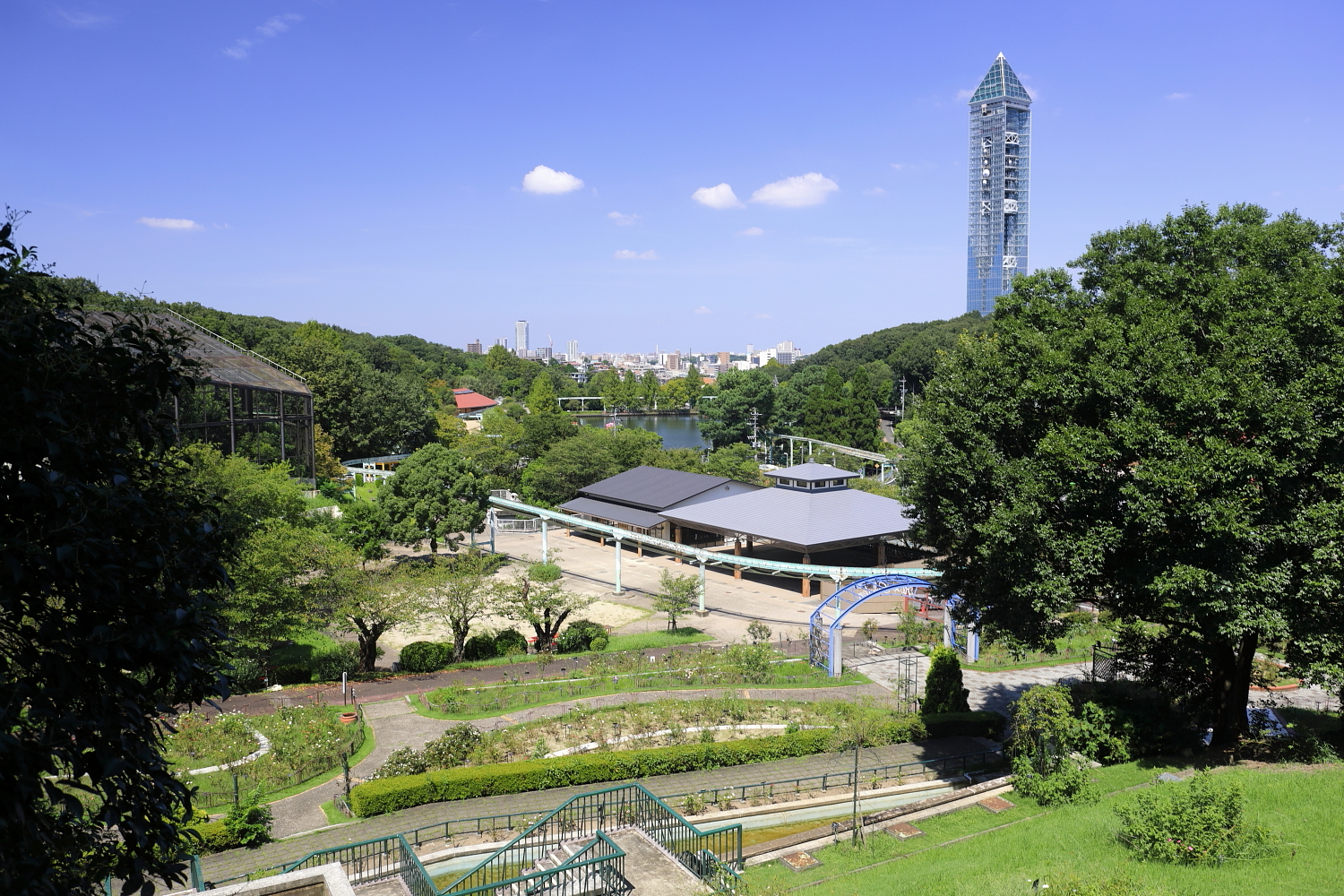
2018年（平成30年）9月 - 新ゴリラ・チンパンジー舎がオープン。
- 2021年（令和3年）3月 - レッサーパンダ舎がオープン。
- 2023年（令和5年）
  - 7月 - 本園内にアジアの熱帯雨林エリアを開設[21]。（展示動物：スマトラトラ、スマトラオランウータン、コサンケイ）
  - 10月 - 北園に新ジャガー舎開設[22]。
- 2024年（令和6年）
  - 8月23日 - コモドオオトカゲの展示（国内では唯一）を開始[23]。
  - 11月25日 - スマトラトラの「ダマイ」[注 4]が亡くなる[24]。

## おもな施設と飼育動物

### 動物園

#### 本園
アジアゾーン
アジアゾウ、コツメカワウソ、インドサイ、マレーバク、アクシスジカ、スマトラトラ、コサンケイ、レッサーパンダなど。
ライオン舎
- ライオン

ウマ舎
- チャップマンシマウマなど。

クマ舎
- マレーグマ、ニホンツキノワグマ、エゾヒグマ、メガネグマなど。

キリン舎
- アミメキリン

コアラ舎
- コアラ

バードホール
- インドクジャク、 スミレコンゴウインコ、アカコンゴウインコ、ホオジロカンムリヅルなど。

海洋ゾーン
- フンボルトペンギン、キタイワトビペンギン、ゴマフアザラシ、カリフォルニアアシカ、ホッキョクグマなど。

古代池
- ベニイロフラミンゴ、チリーフラミンゴ、モモイロペリカン、シジュウカラガンなど。

オセアニアゾーン
- アカカンガルー、ベネットアカクビワラビーなど。

食肉小獣舎
- ユキヒョウ、ジャガー、マヌルネコ、スナドリネコ、ジャングルキャット、ラーテル、アライグマ、サーバル、ハクビシンなど。

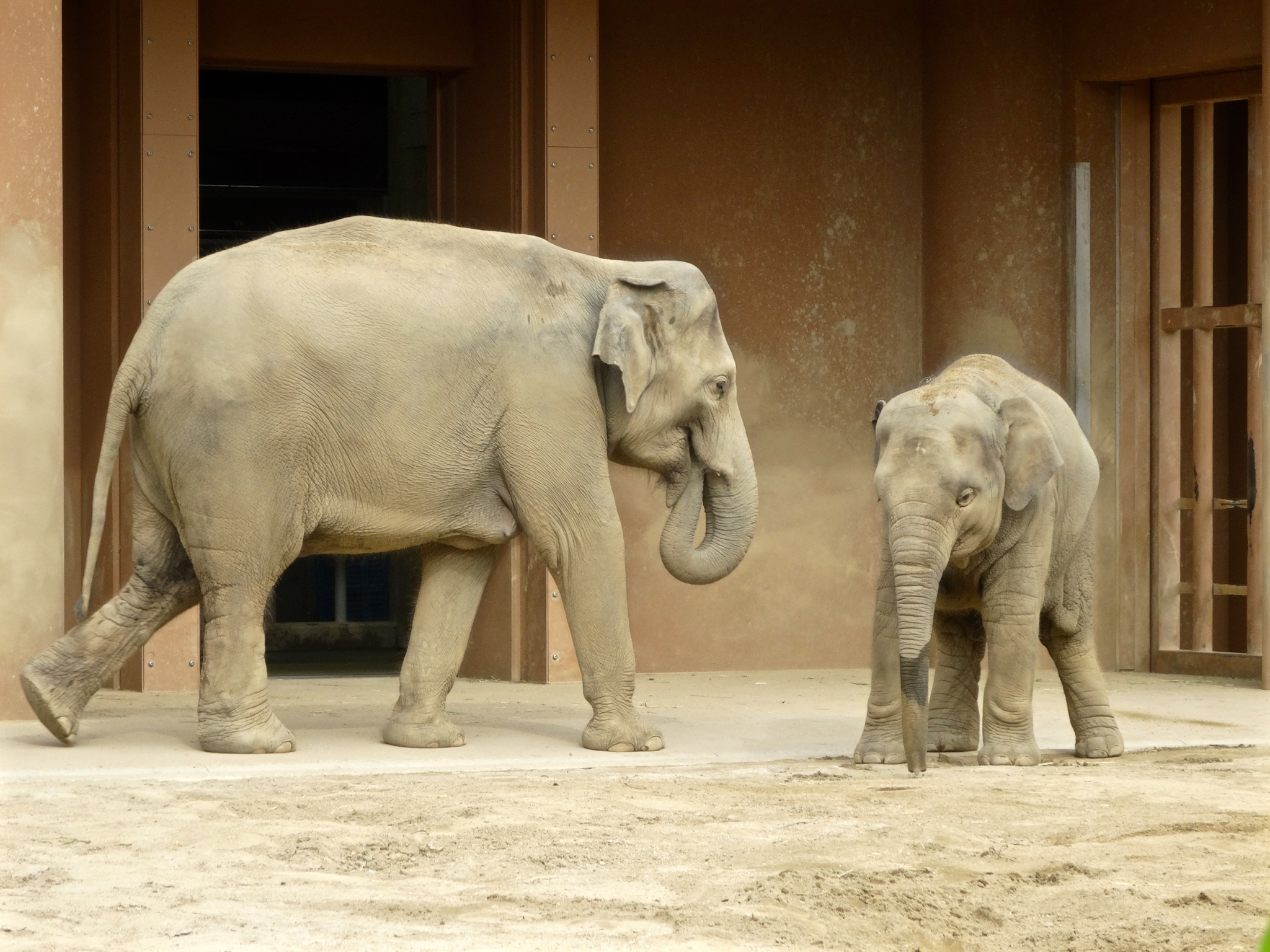
アジアゾウの親子 （2015年（平成27年）9月）
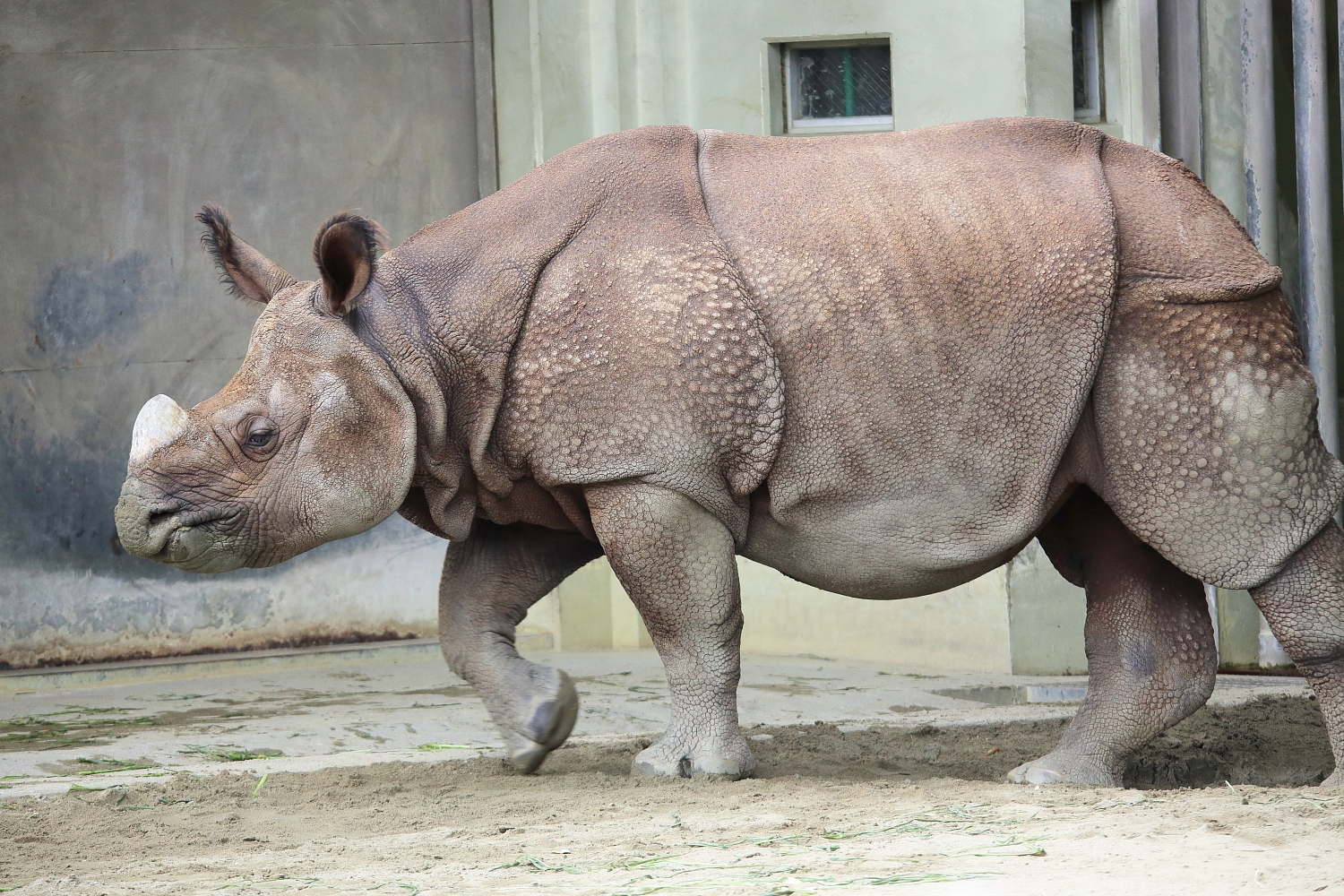
インドサイ （2012年（平成24年）9月）
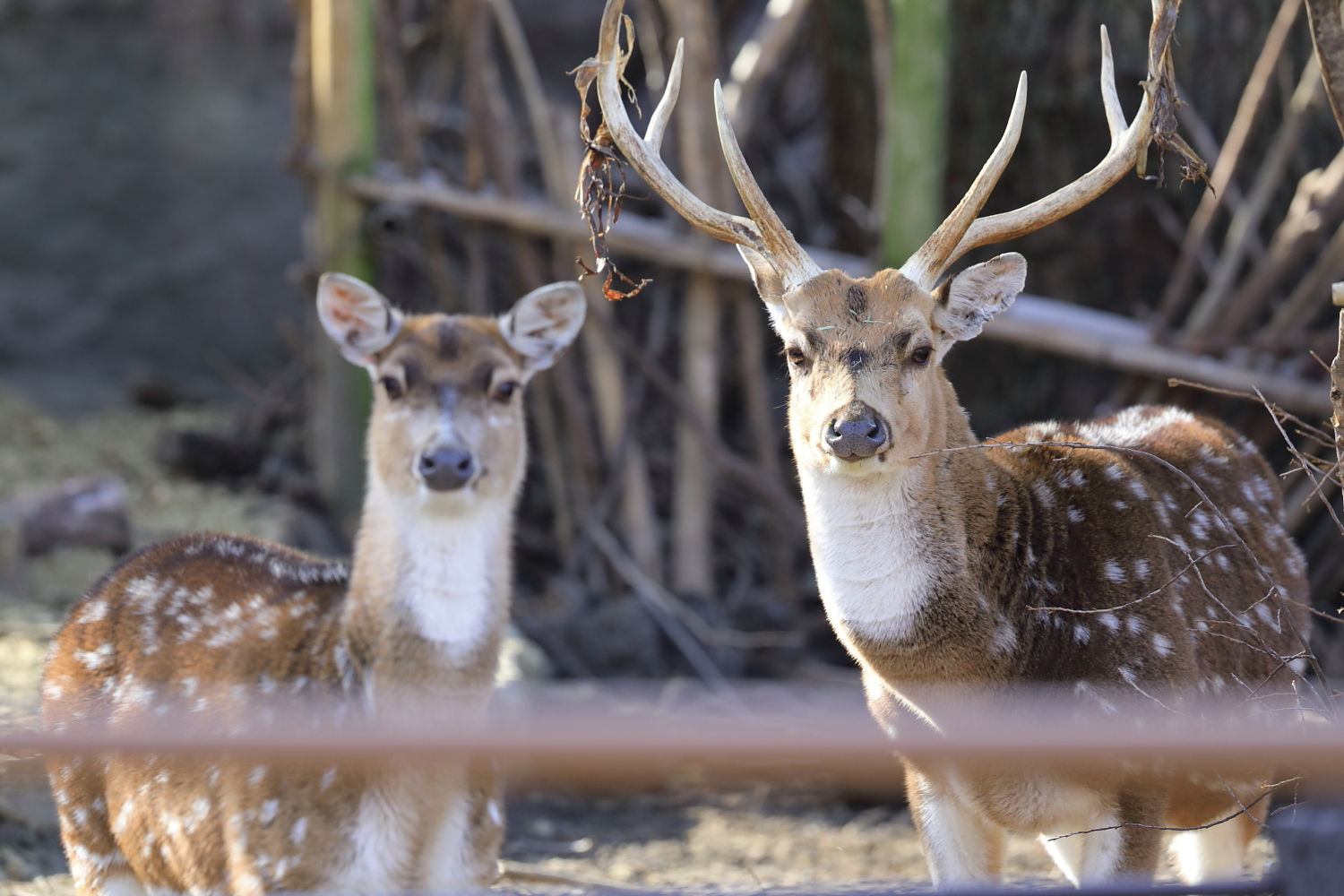
アクシスジカ （2021年（令和3年）1月）
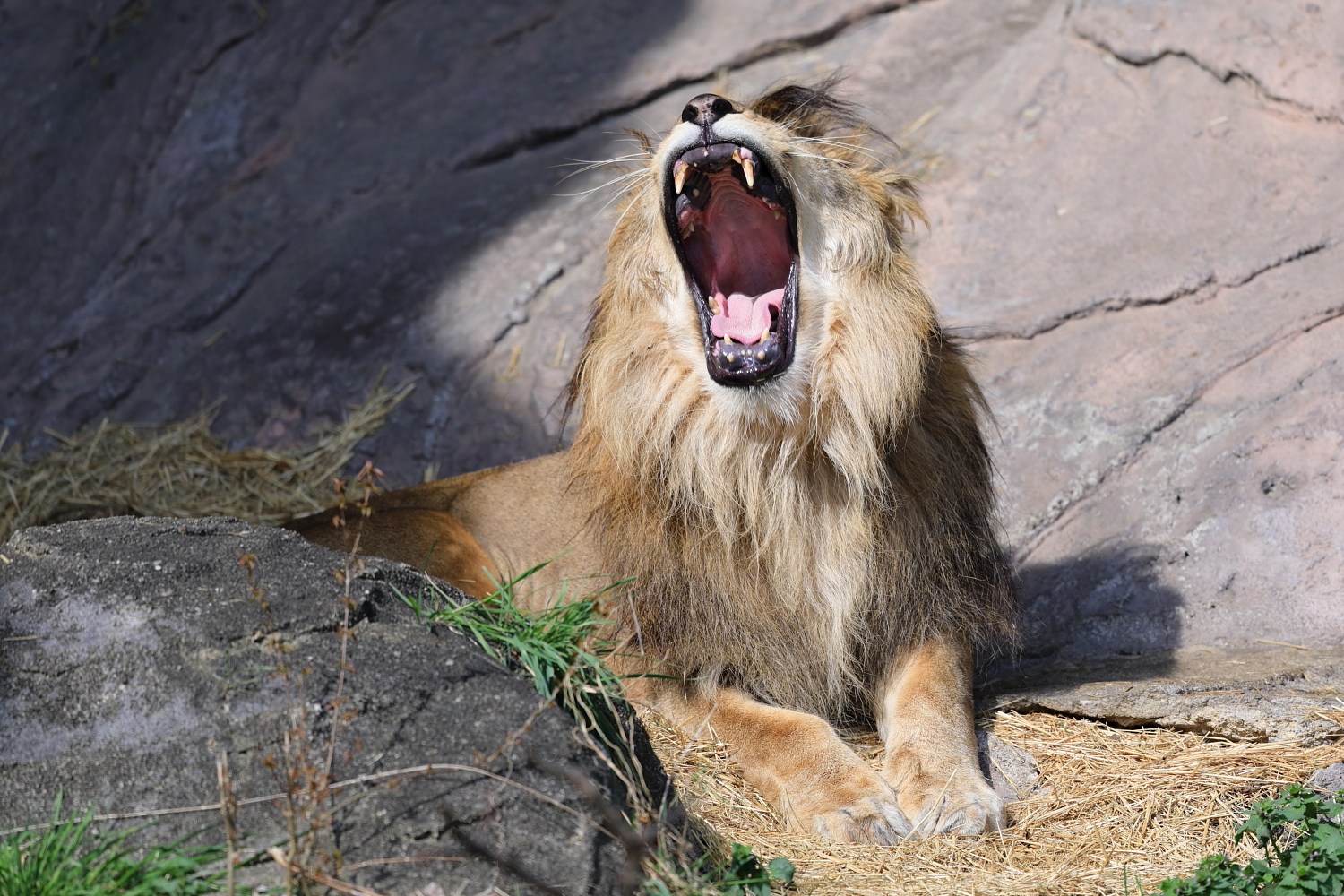
ライオン （2019年（平成31年）3月）
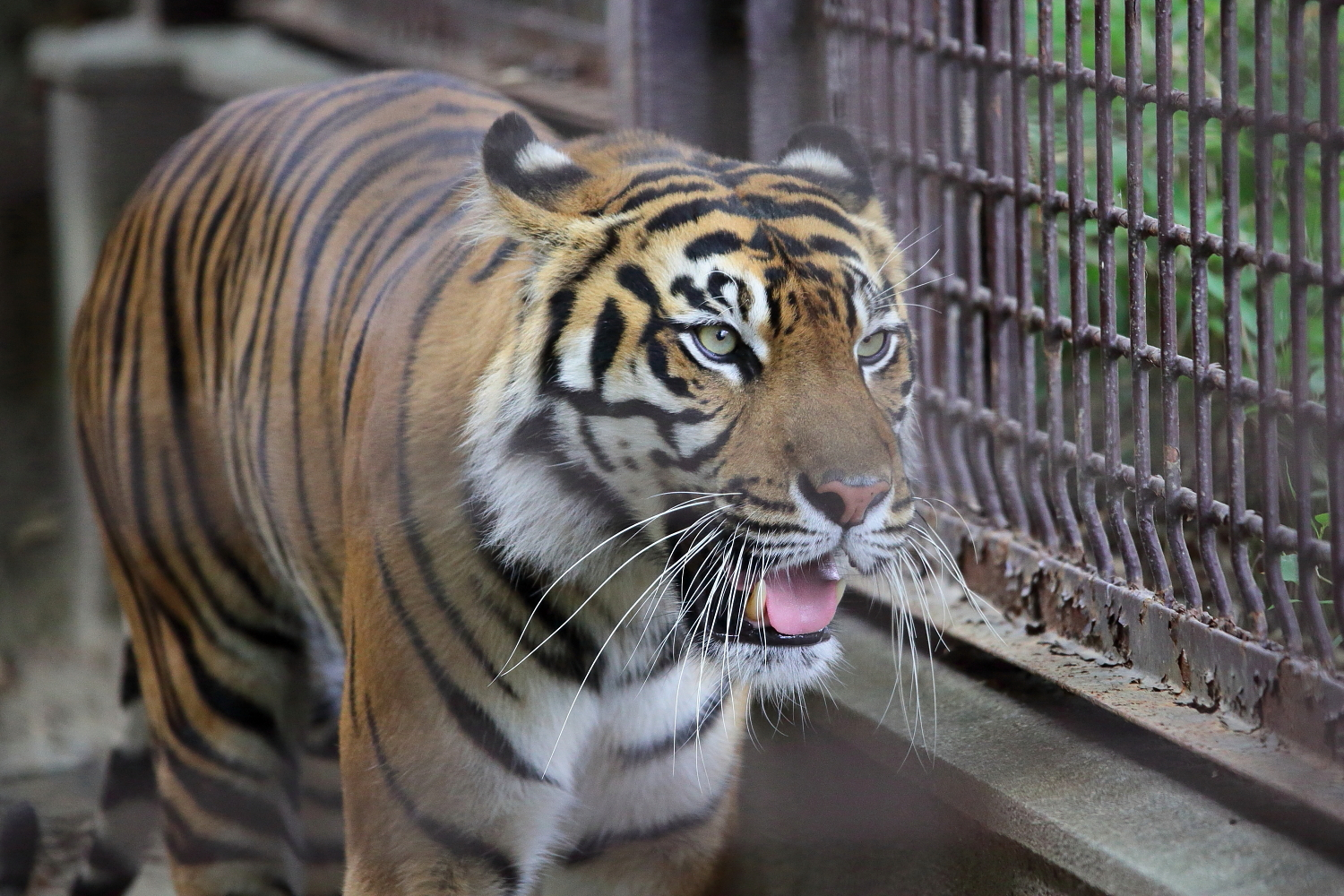
スマトラトラ （2012年（平成24年）1月）
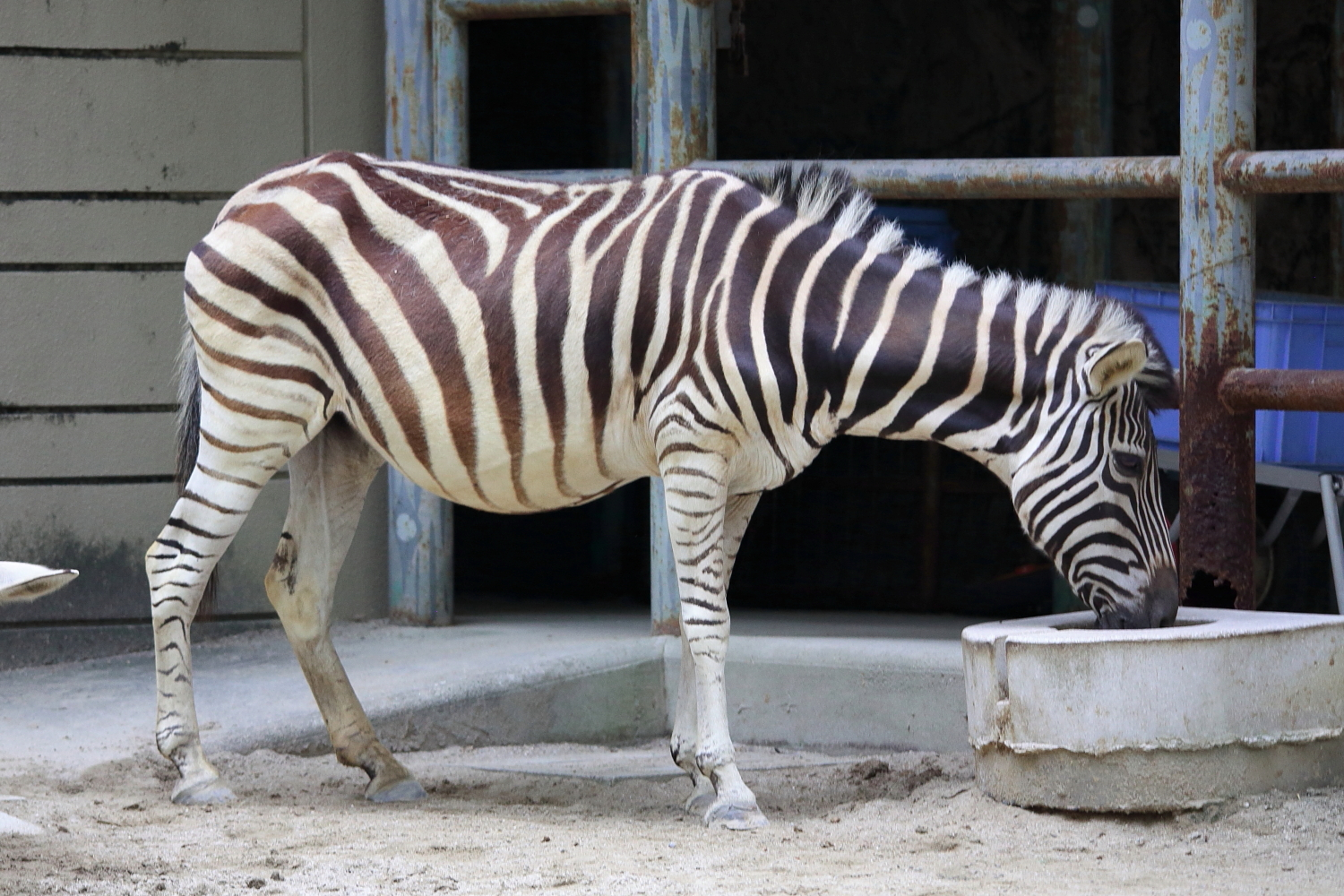
チャップマンシマウマ （2012年（平成24年）9月）
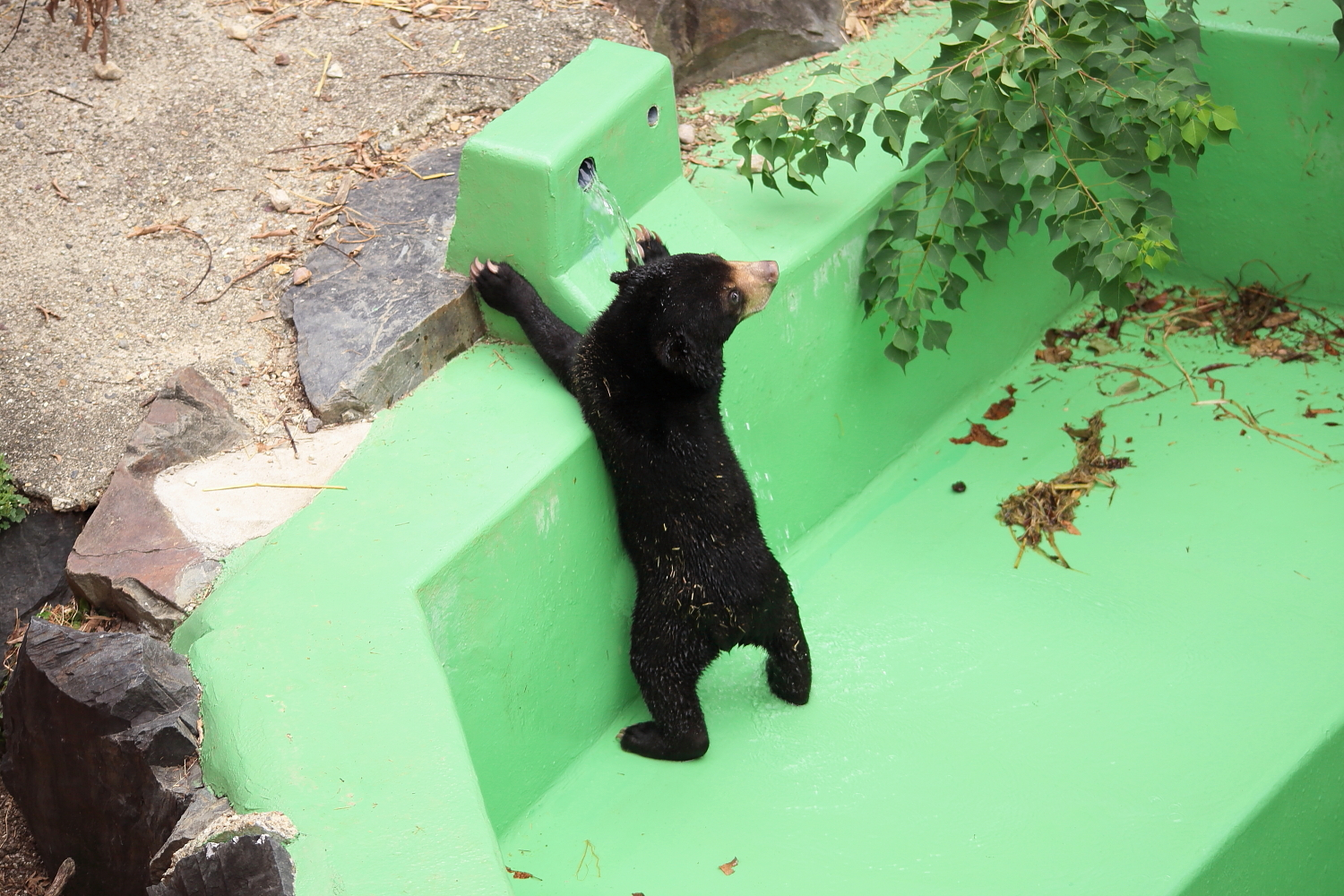
マレーグマ （2012年（平成24年）9月）
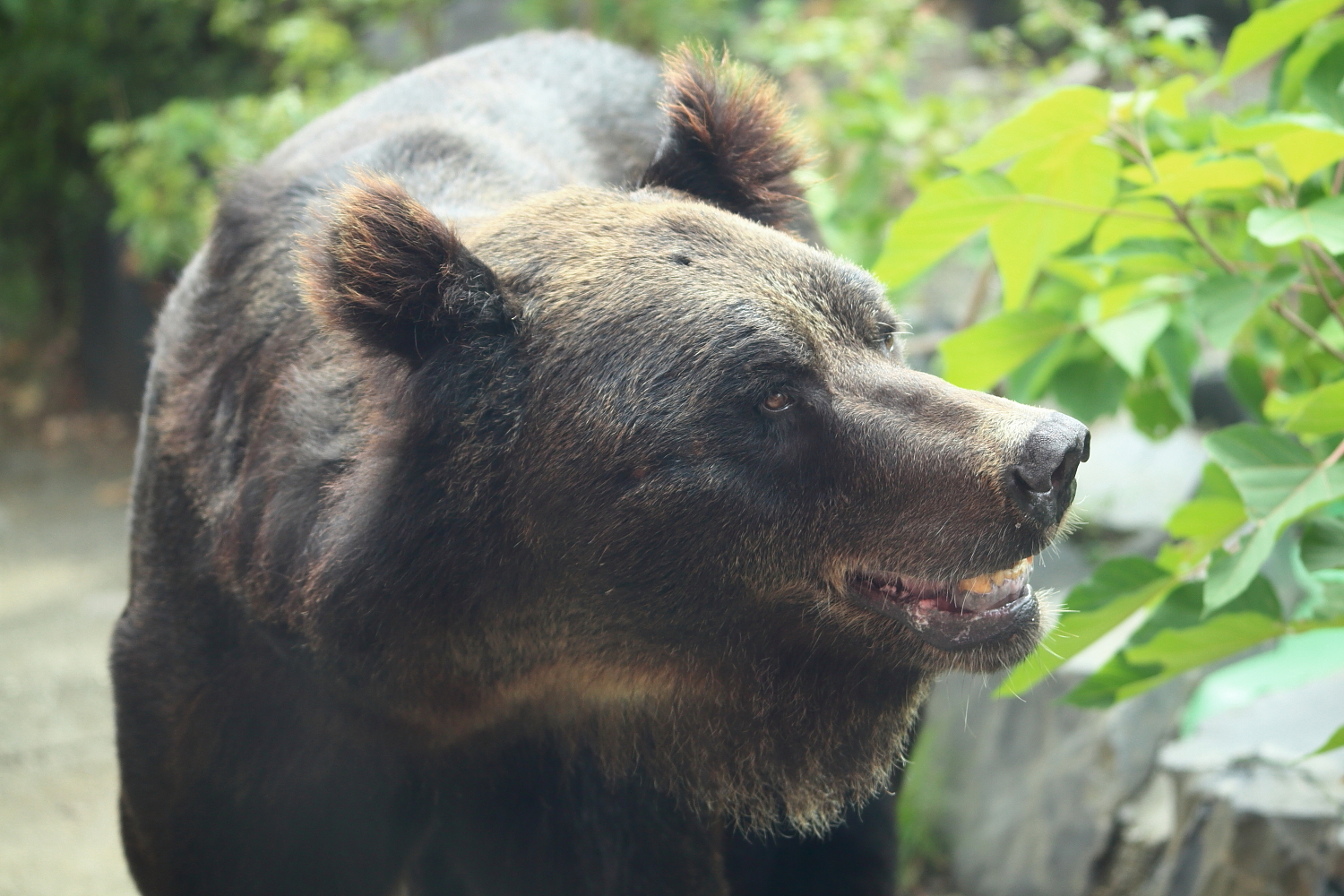
エゾヒグマ （2012年（平成24年）9月）
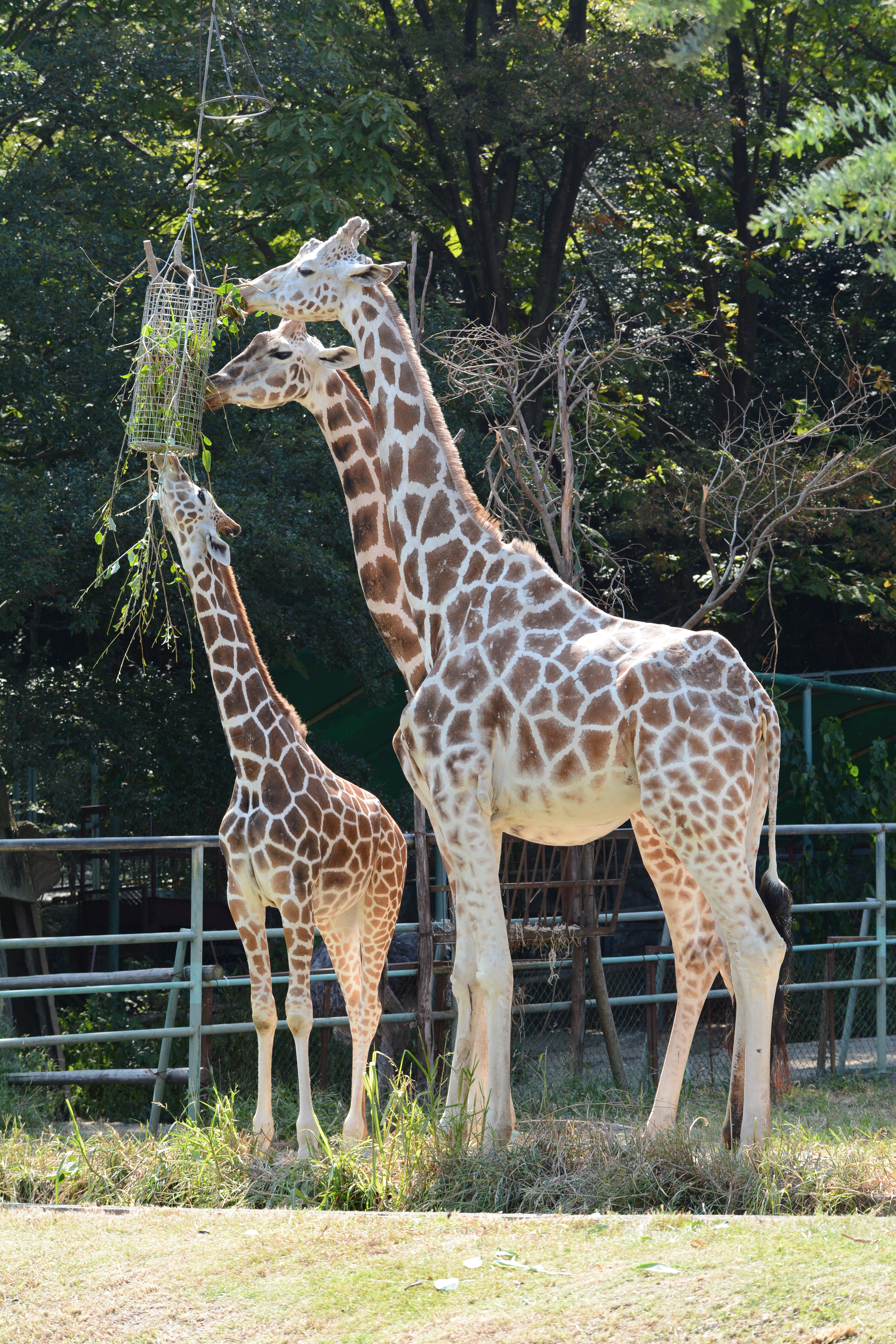
アミメキリン （2014年（平成26年）9月）
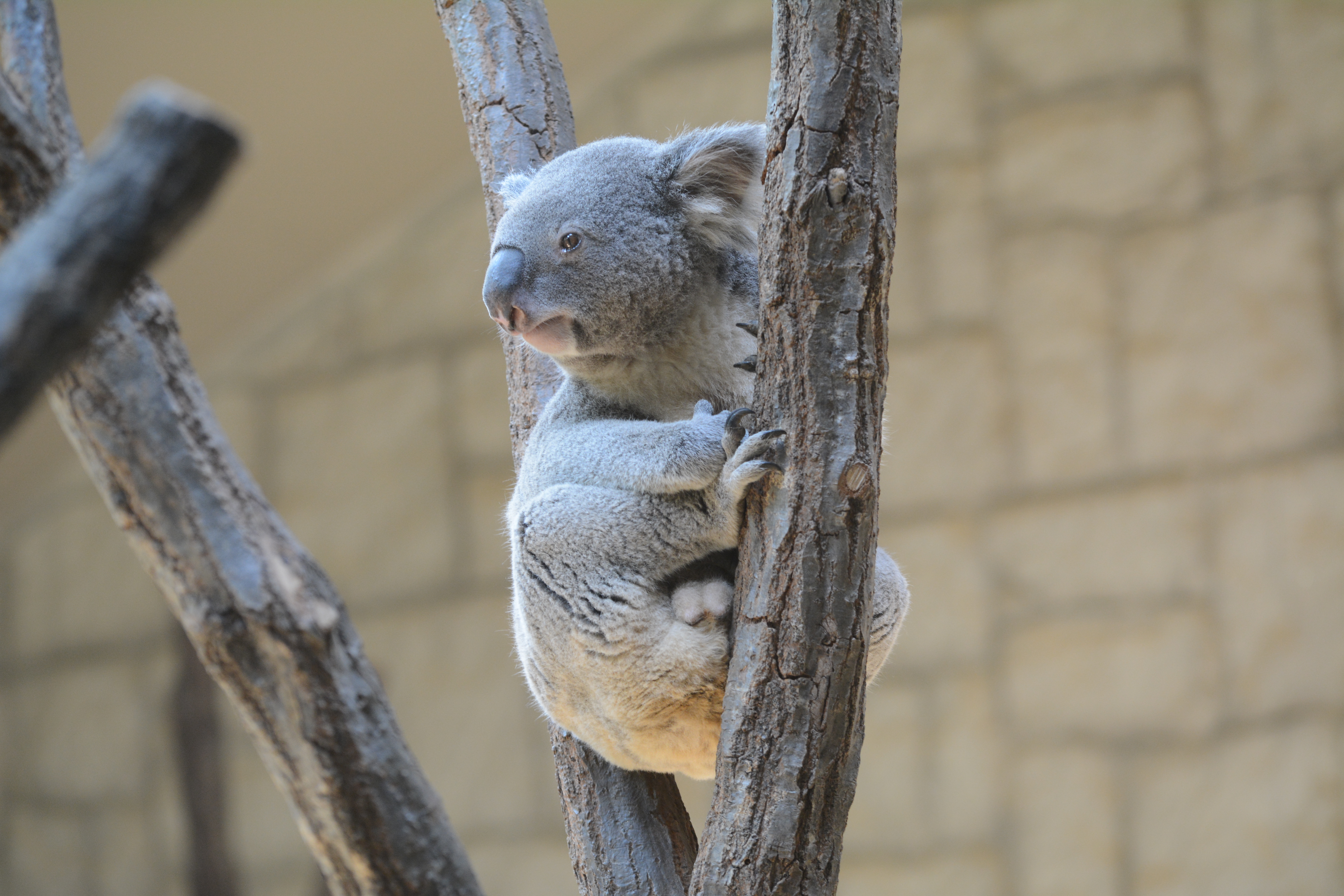
コアラ （2014年（平成26年）9月）
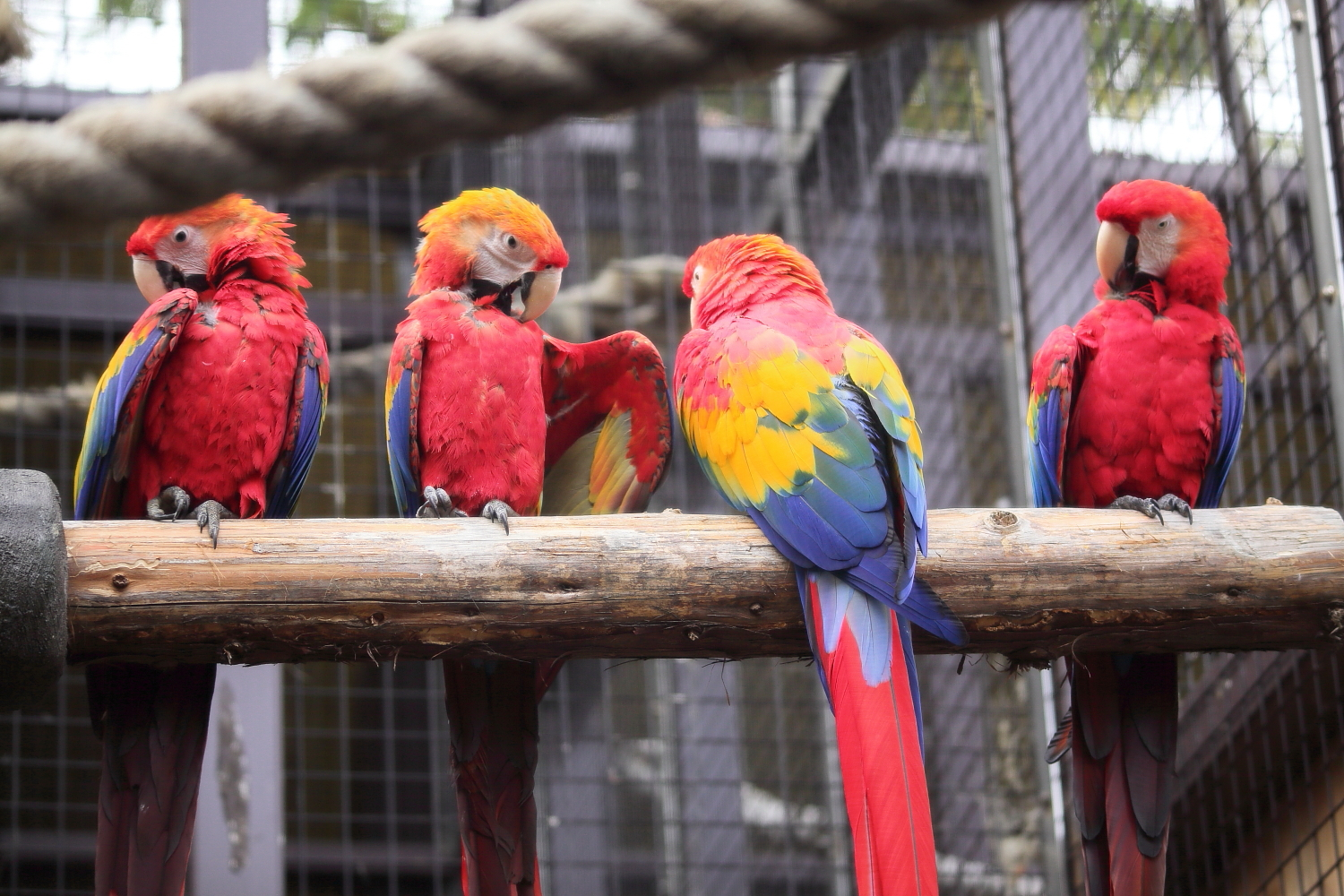
アカコンゴウインコ （2012年（平成24年）11月）
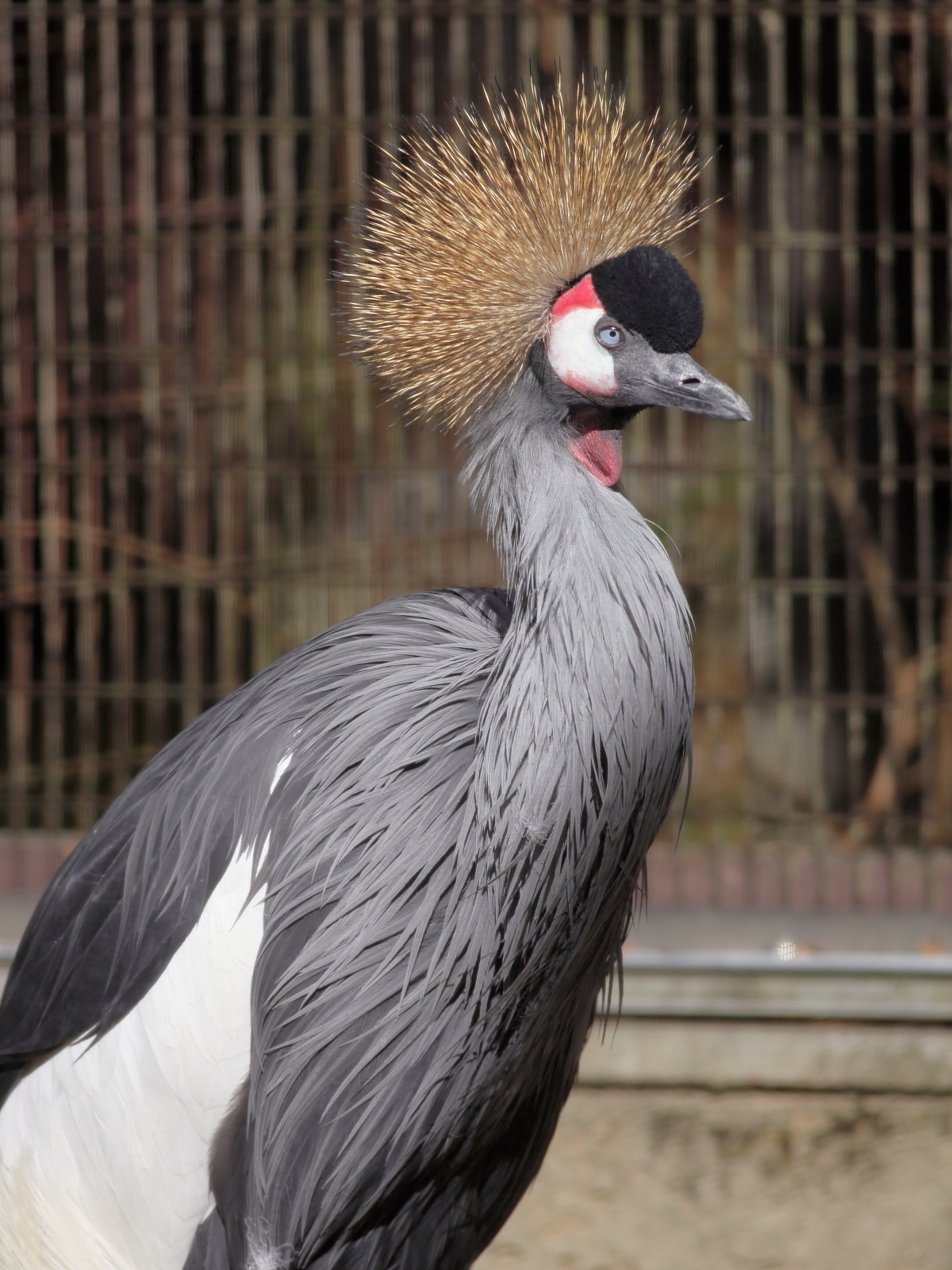
ホオジロカンムリヅル （2018年（平成30年）1月）
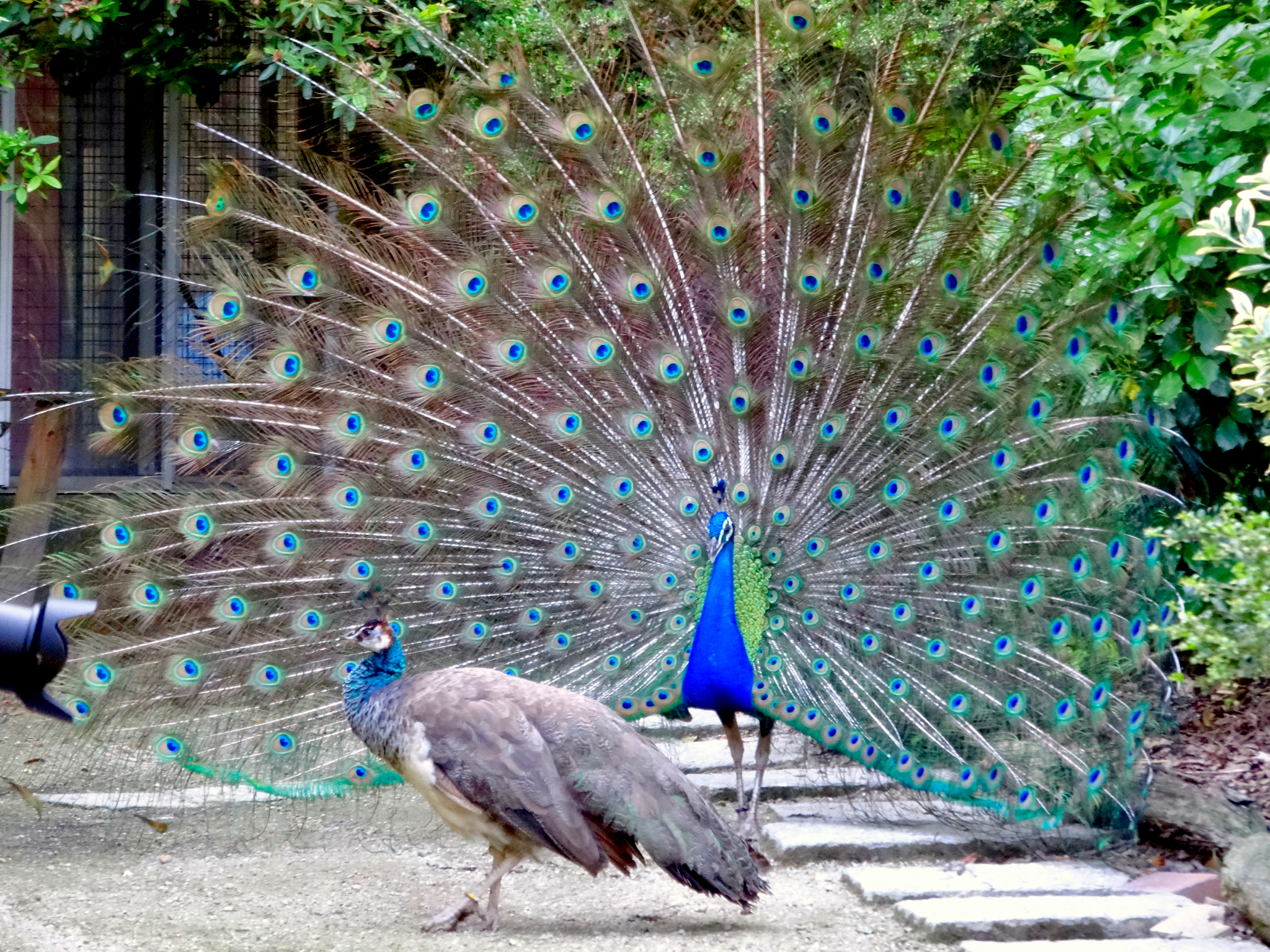
求愛中のインドクジャク （2017年（平成29年）5月）
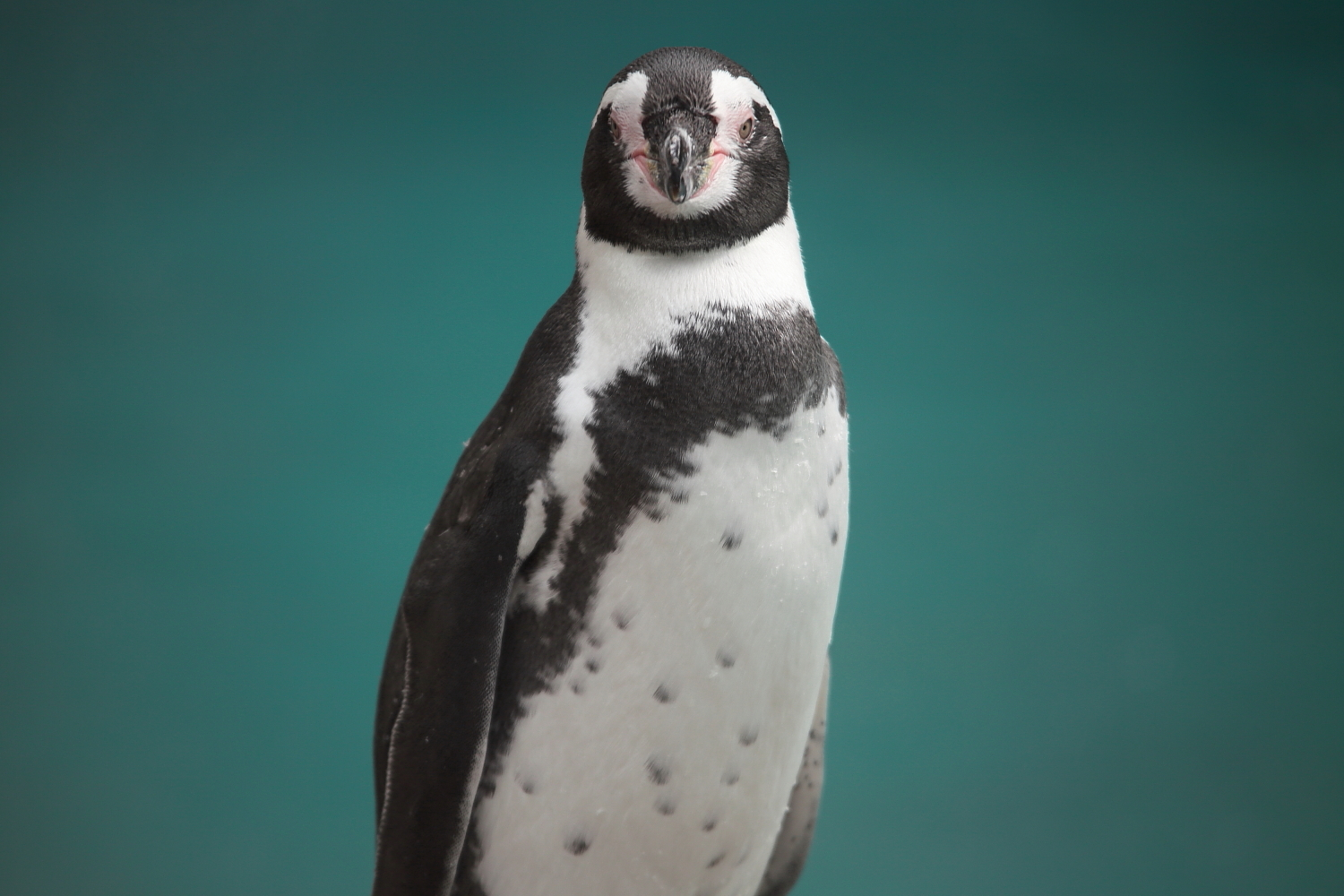
フンボルトペンギン （2012年（平成24年）9月）
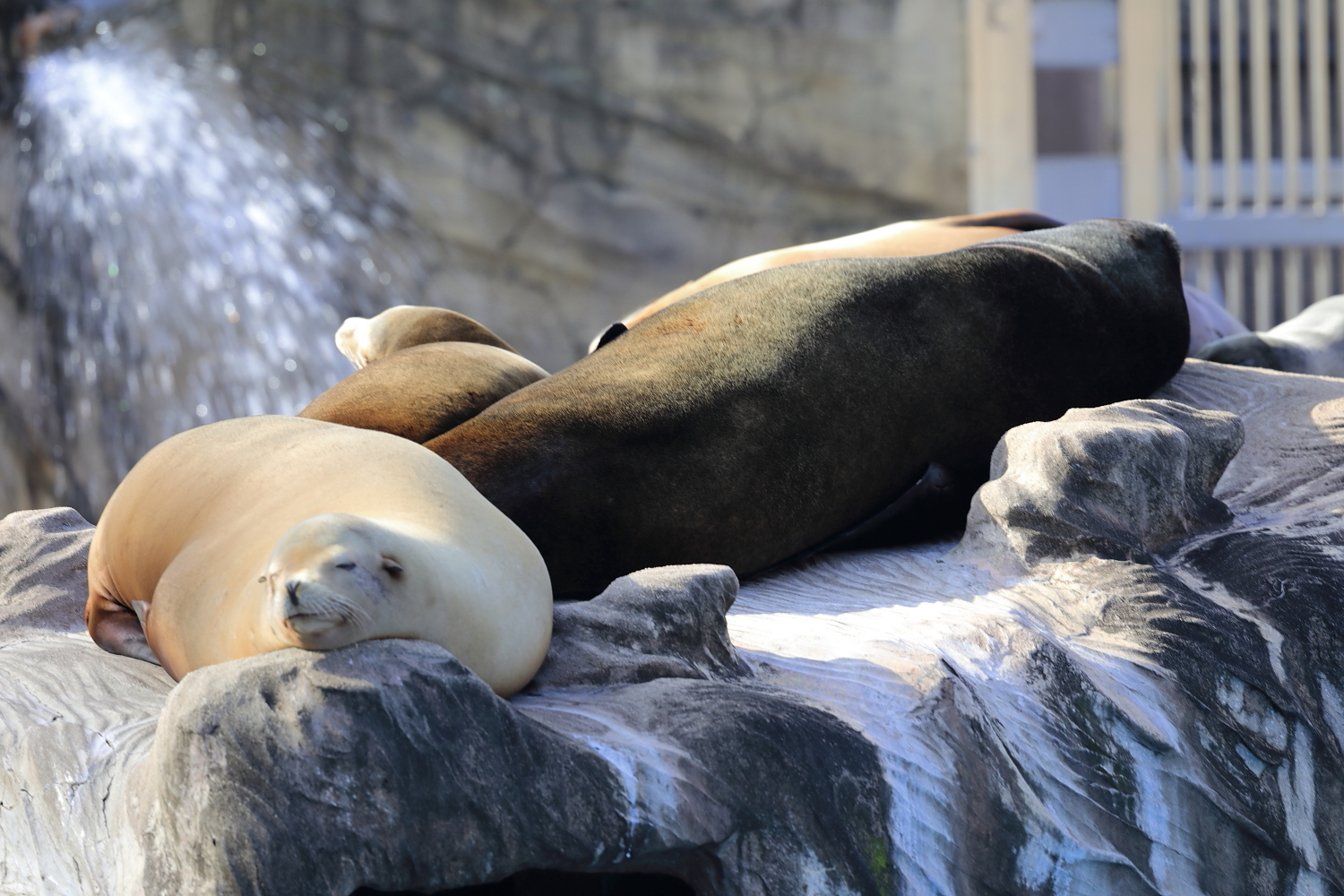
カリフォルニアアシカ （2021年（令和3年）1月）
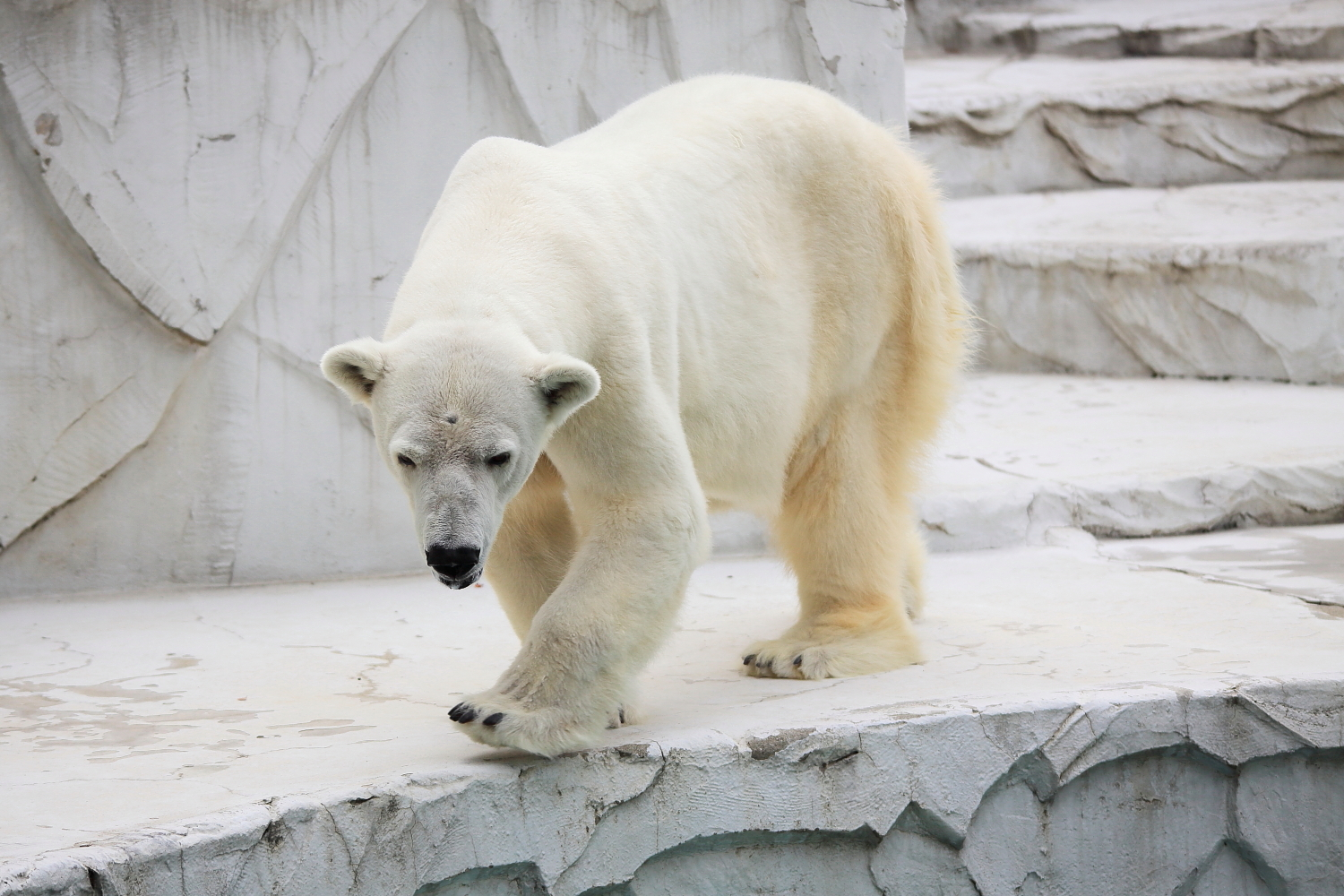
ホッキョクグマ （2012年（平成24年）9月）
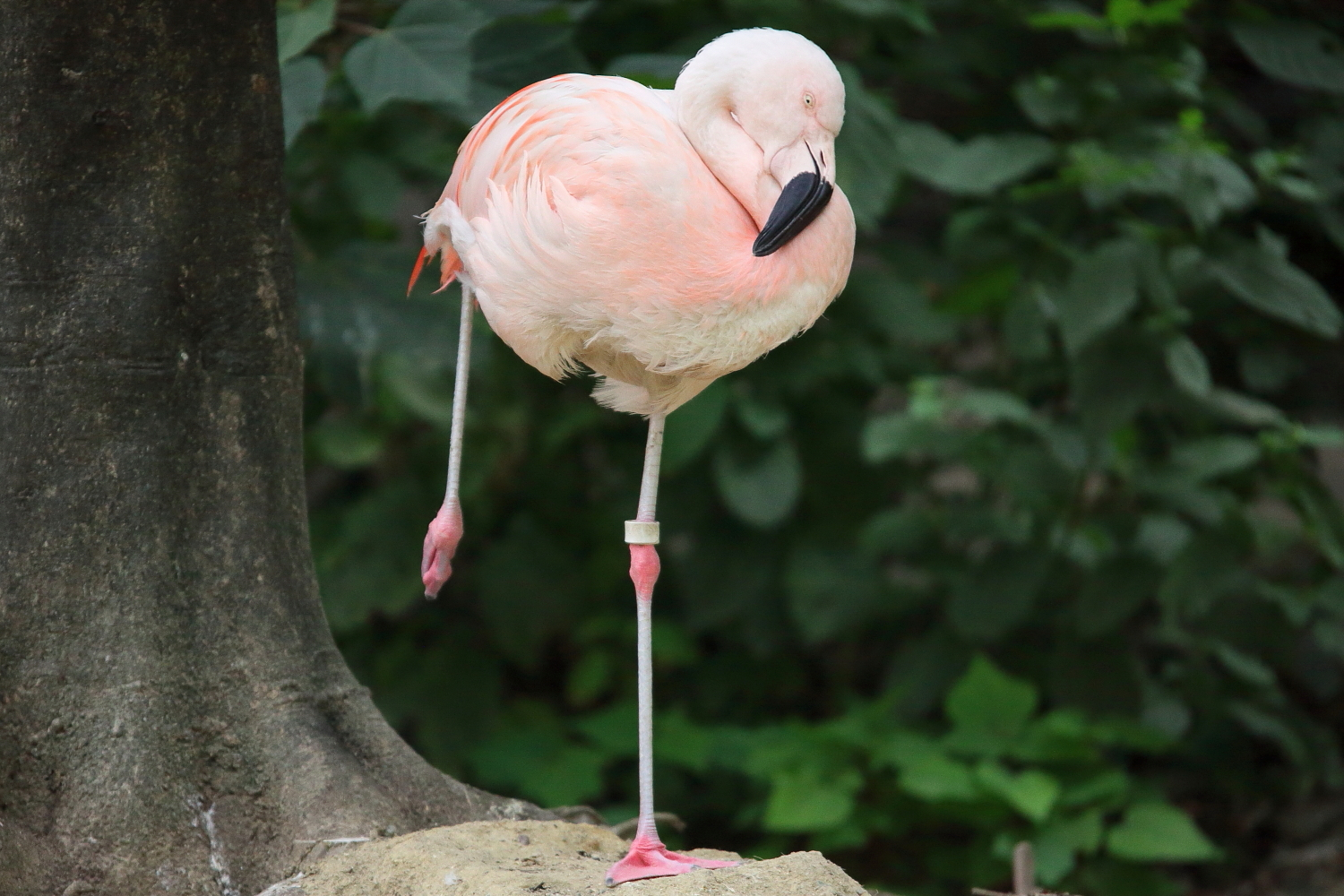
チリーフラミンゴ （2012年（平成24年）9月）
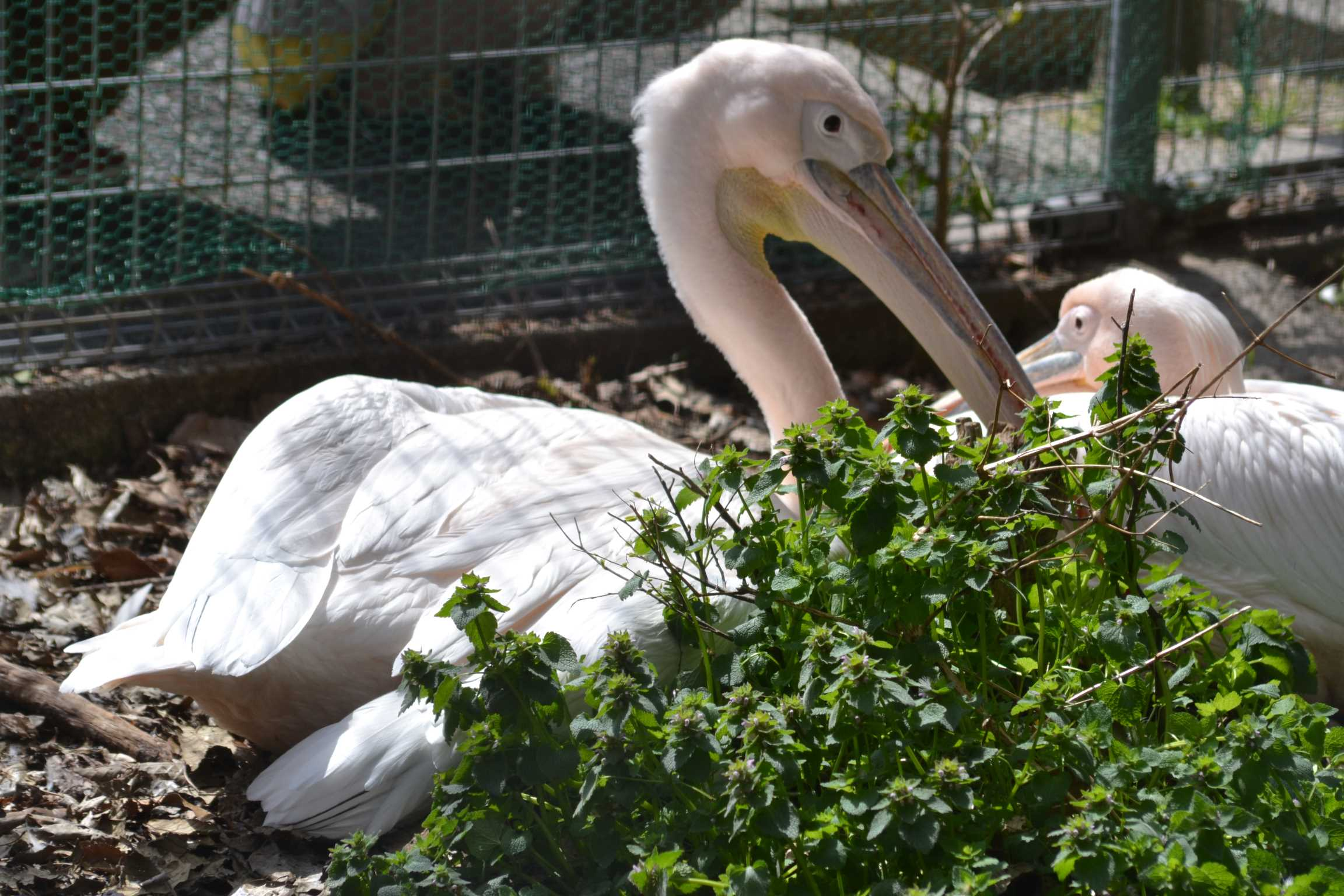
モモイロペリカン （2015年（平成27年）5月）
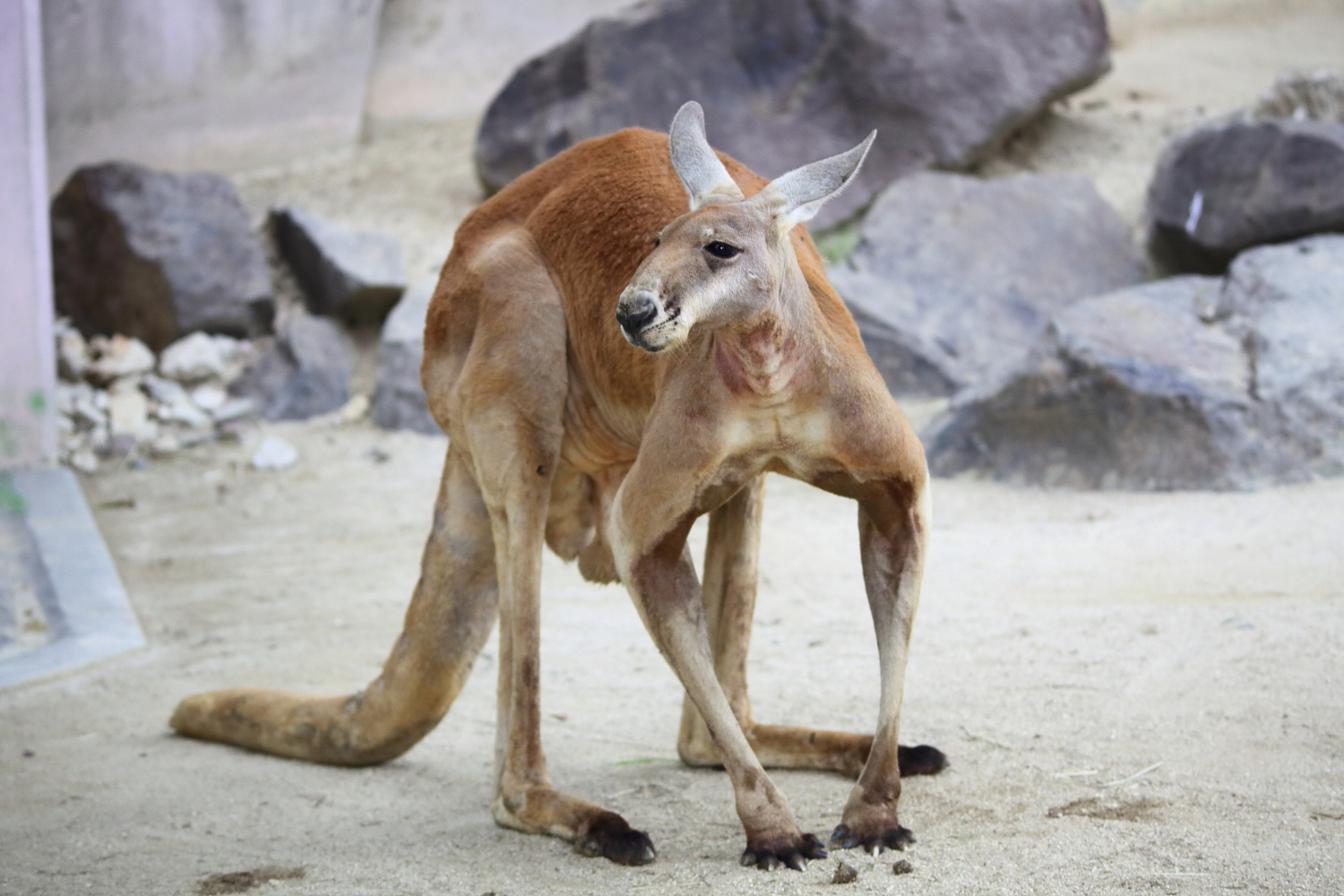
アカカンガルー （2012年（平成24年）9月）
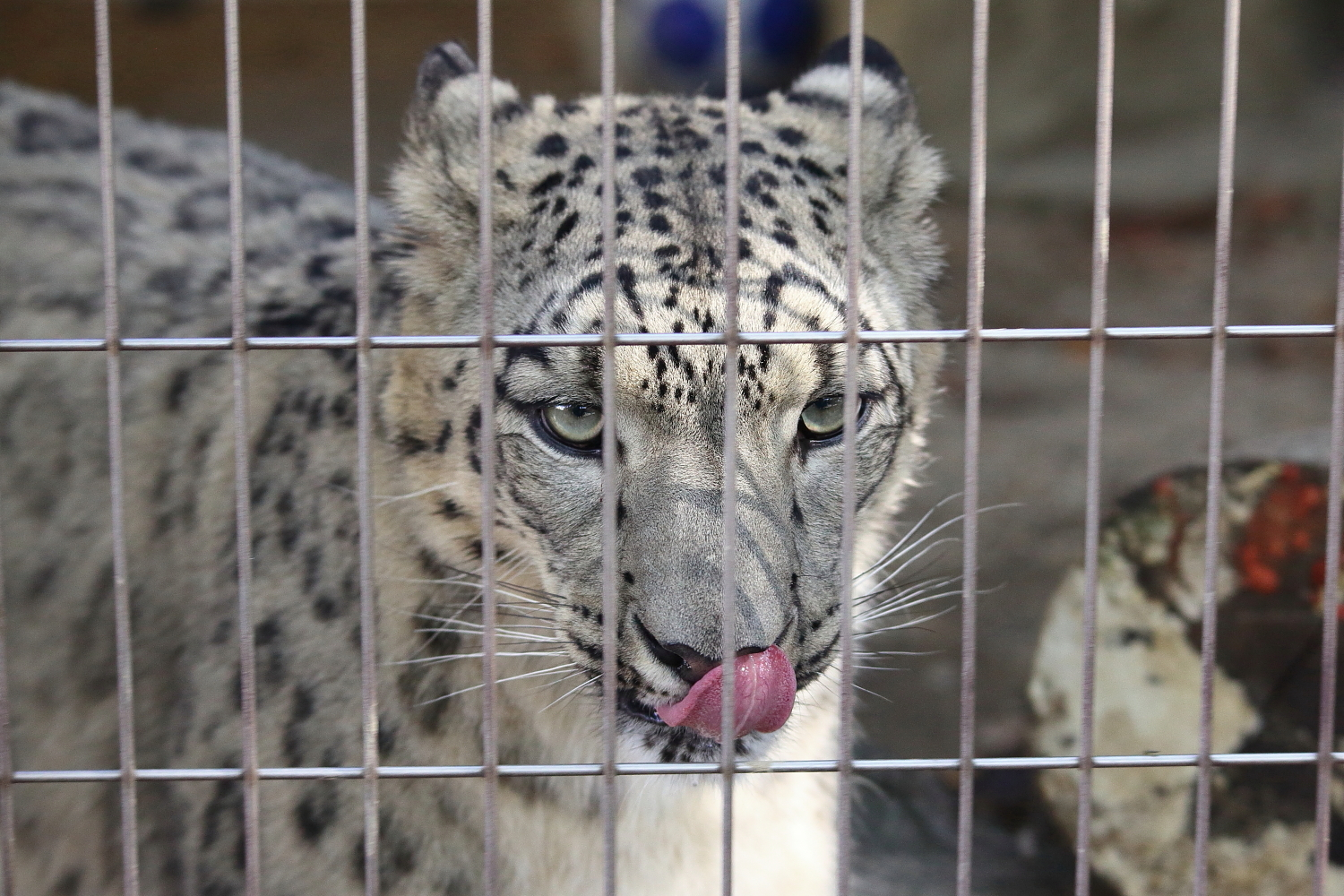
ユキヒョウ （2013年（平成25年）10月）
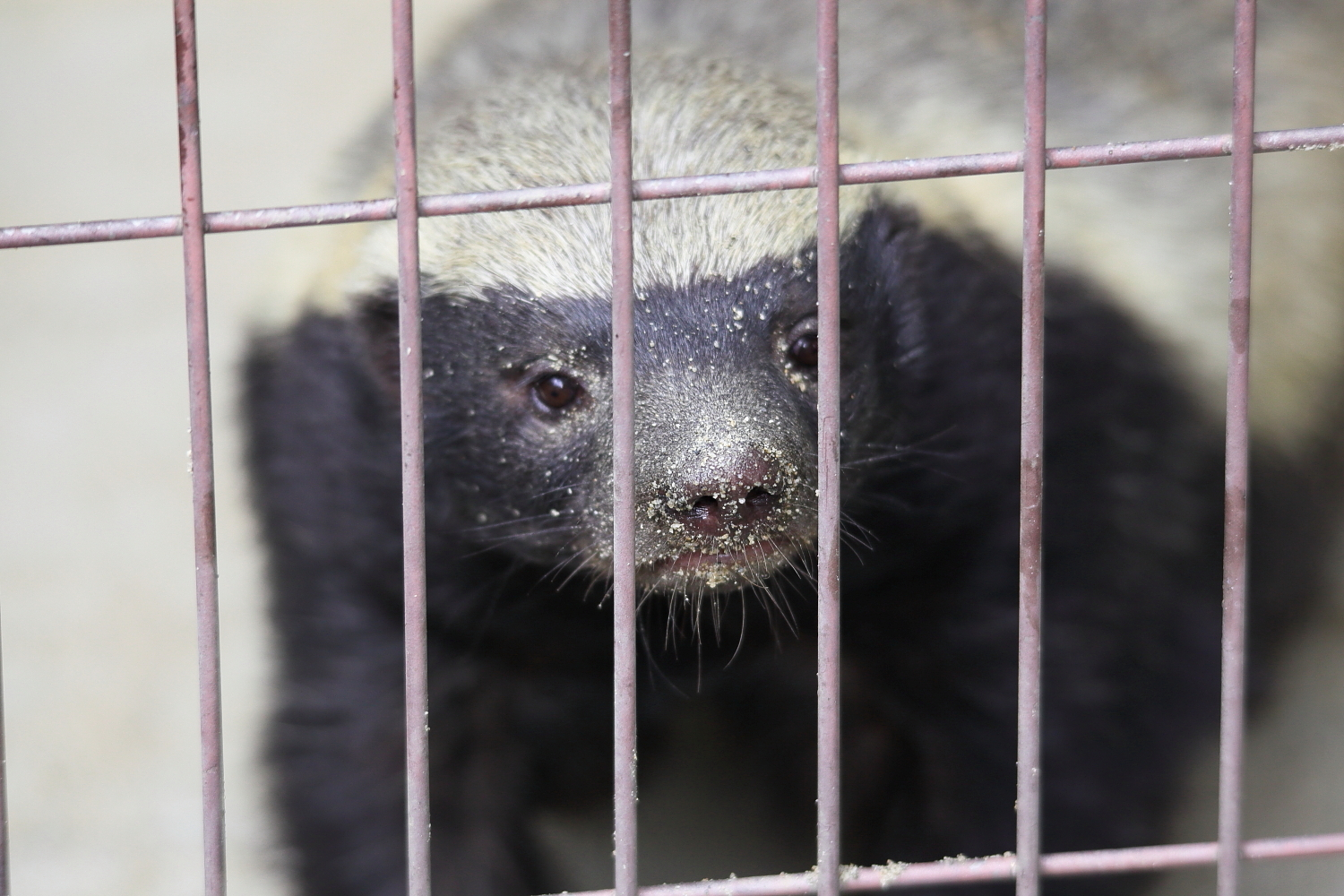
ラーテル （2012年（平成24年）9月）
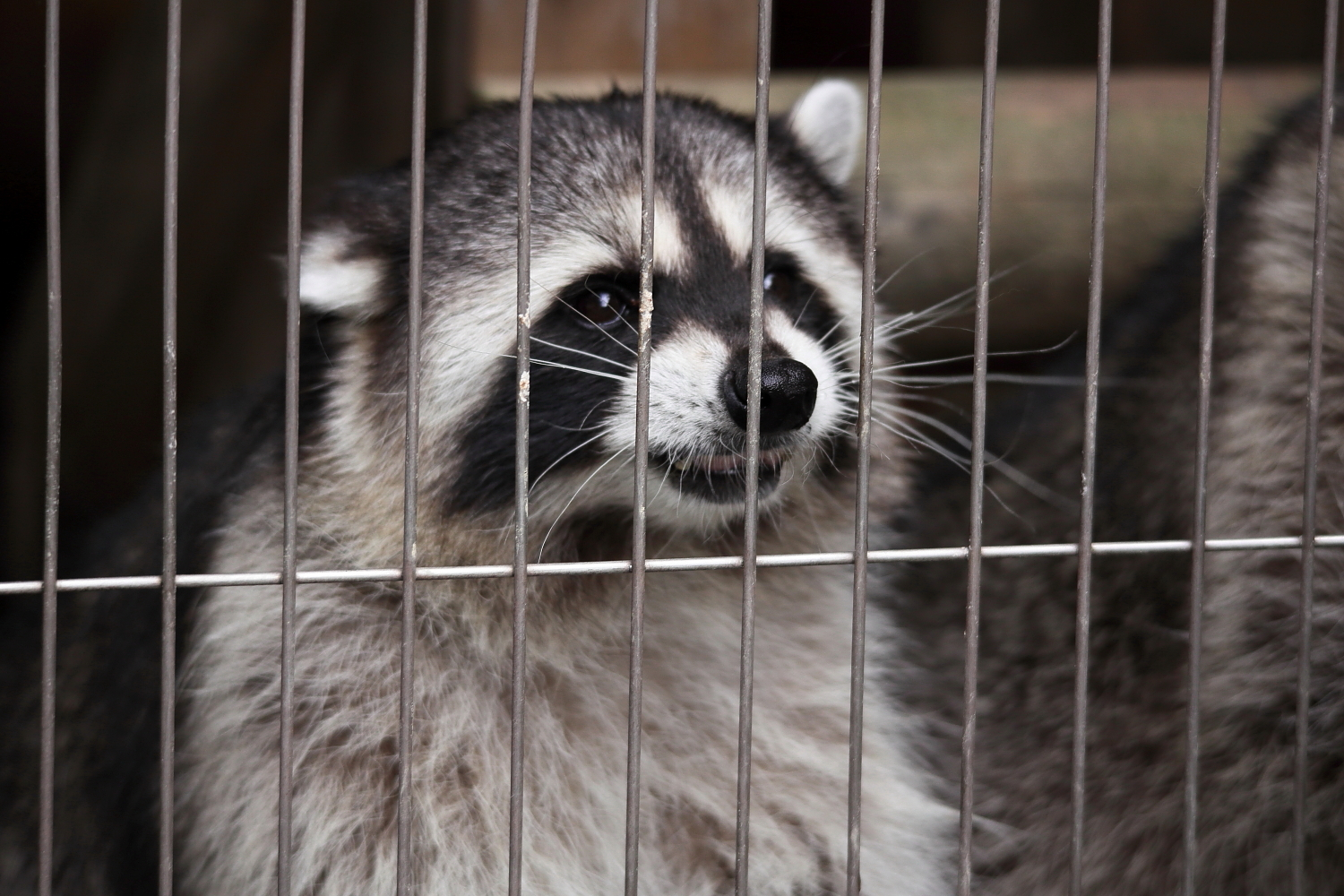
アライグマ （2012年（平成24年）9月）
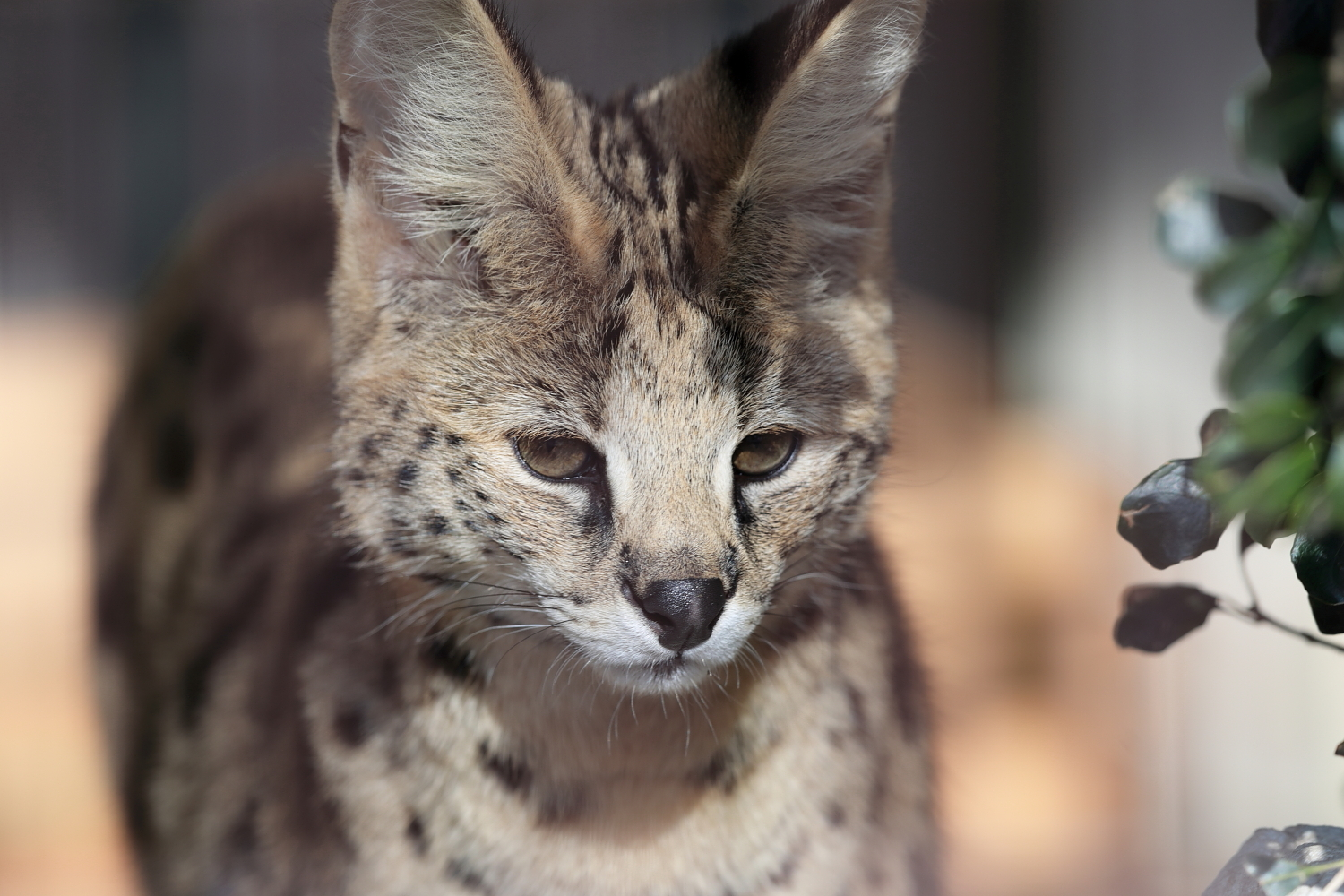
サーバル （2021年（令和3年）1月）
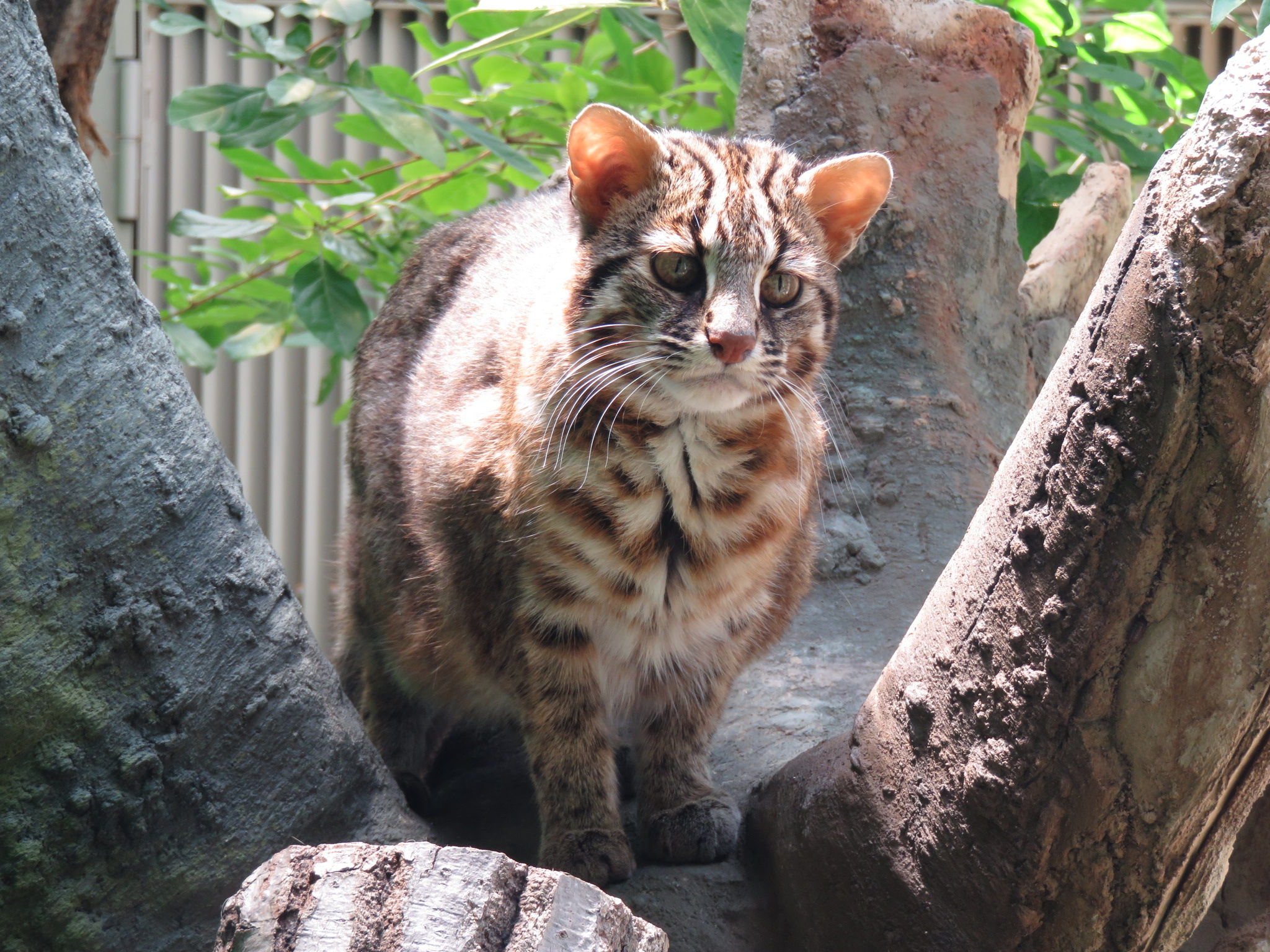
ツシマヤマネコ （2016年（平成28年）5月）

#### 北園
旧ゴリラ舎
- コモドドラゴン 、ボルネオテナガザル

テナガザル舎
- フクロテナガザル

サル舎

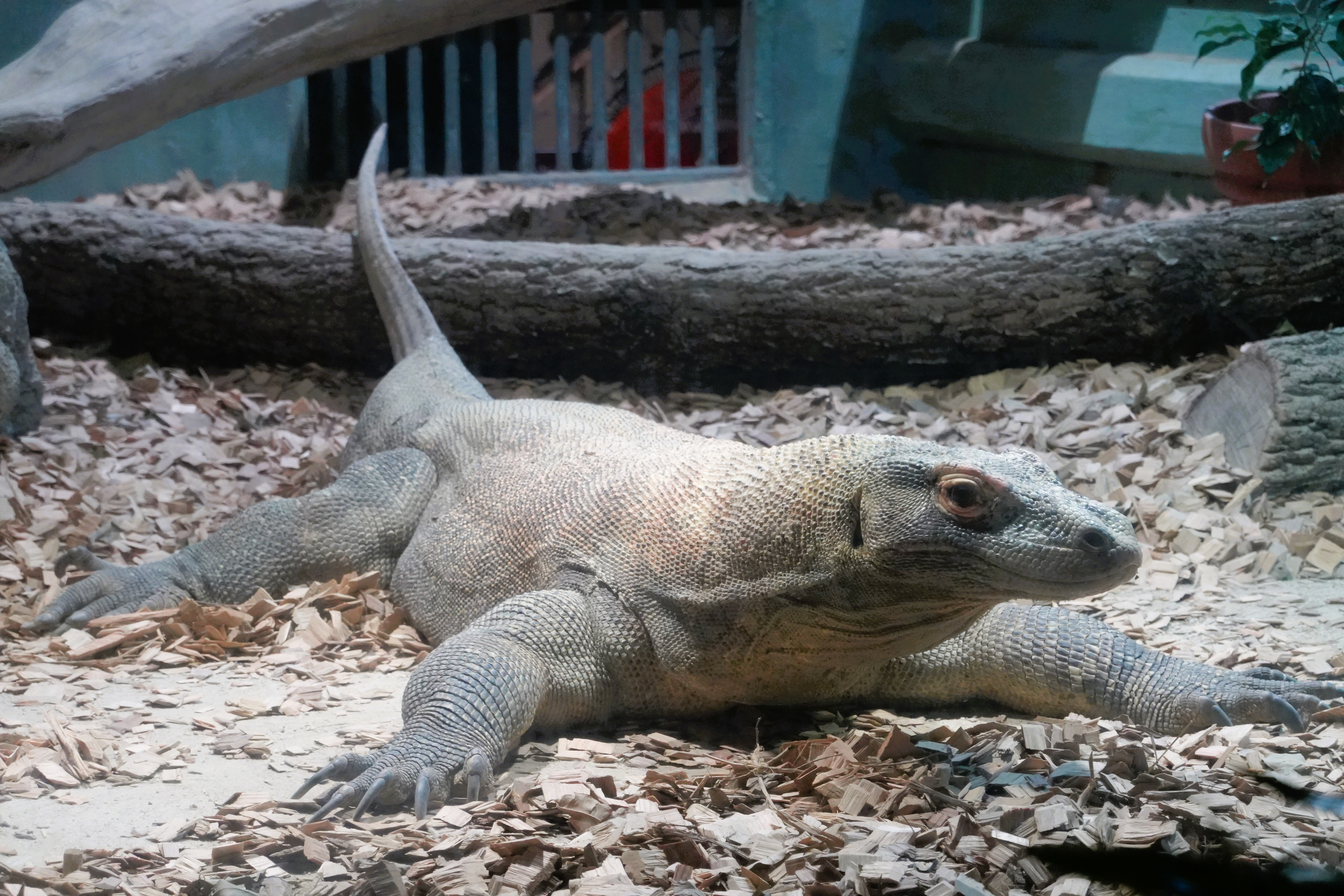
コモドドラゴン（個体名：タロウ）※2024年09月14日撮影

- クロシロエリマキキツネザル、ワオキツネザル、マンドリル、ヒゲサキ、サバンナモンキー、アビシニアコロブスなど。

アフリカの森
- ニシゴリラ、チンパンジー

コンドル舎
- アンデスコンドル

猛禽舎
- クロコンドル、ヒメコンドル、ダルマワシ、メンフクロウなど。

キジ・ツル舎
- タンチョウ、アネハヅル、クロヅル、ワライカワセミ、オオホウカンチョウ、ニジキジ、コサンケイなど。

アメリカ大陸コーナー
- シンリンオオカミ、アメリカバイソン、オグロプレーリードッグ、カナダヤマアラシ、オオアリクイ、ハクトウワシ、アメリカビーバー、ジャガーなど。

世界のメダカ館
大型草食獣舎
- クロサイ、カバ、コビトカバ

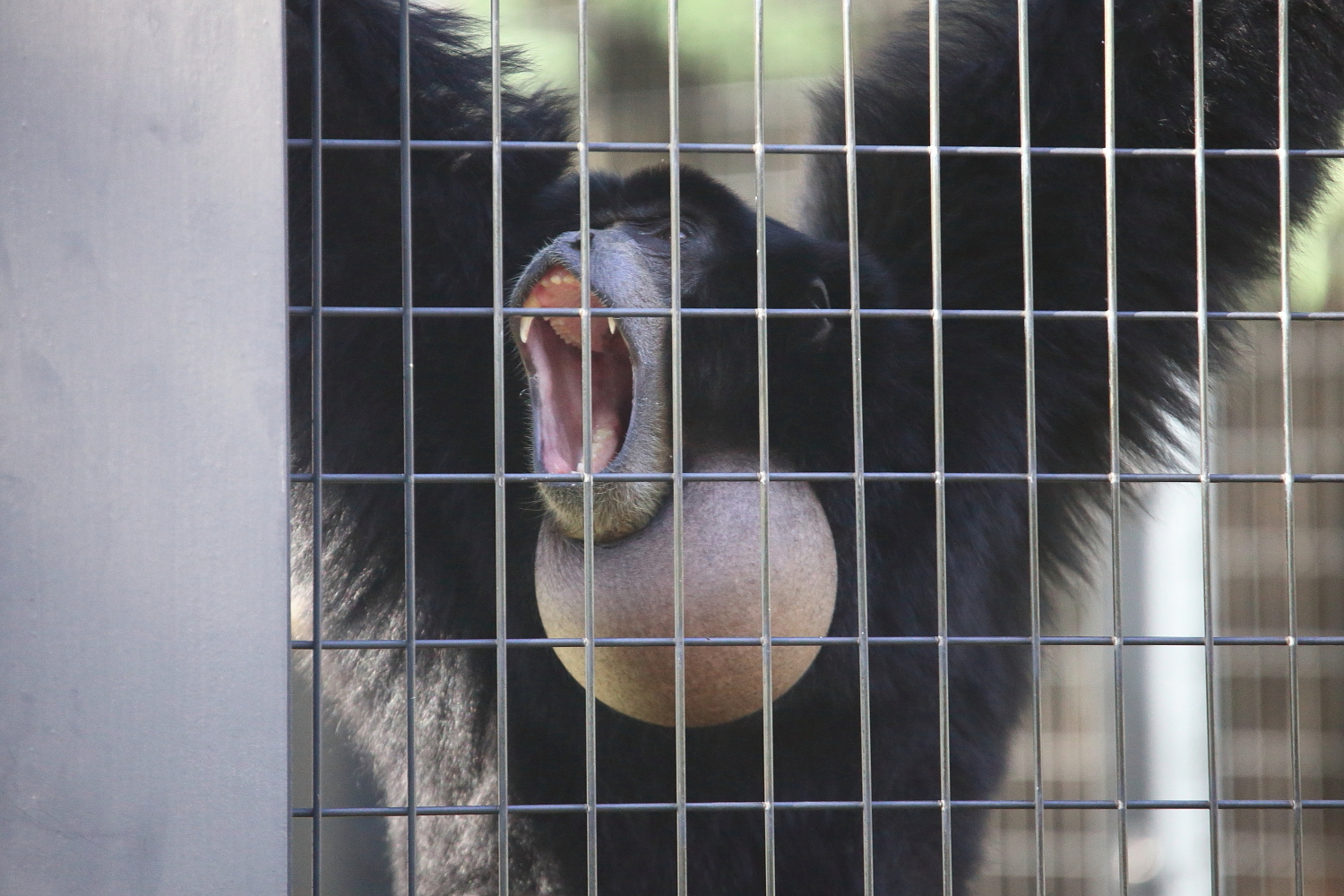
フクロテナガザル （2013年（平成25年）10月）
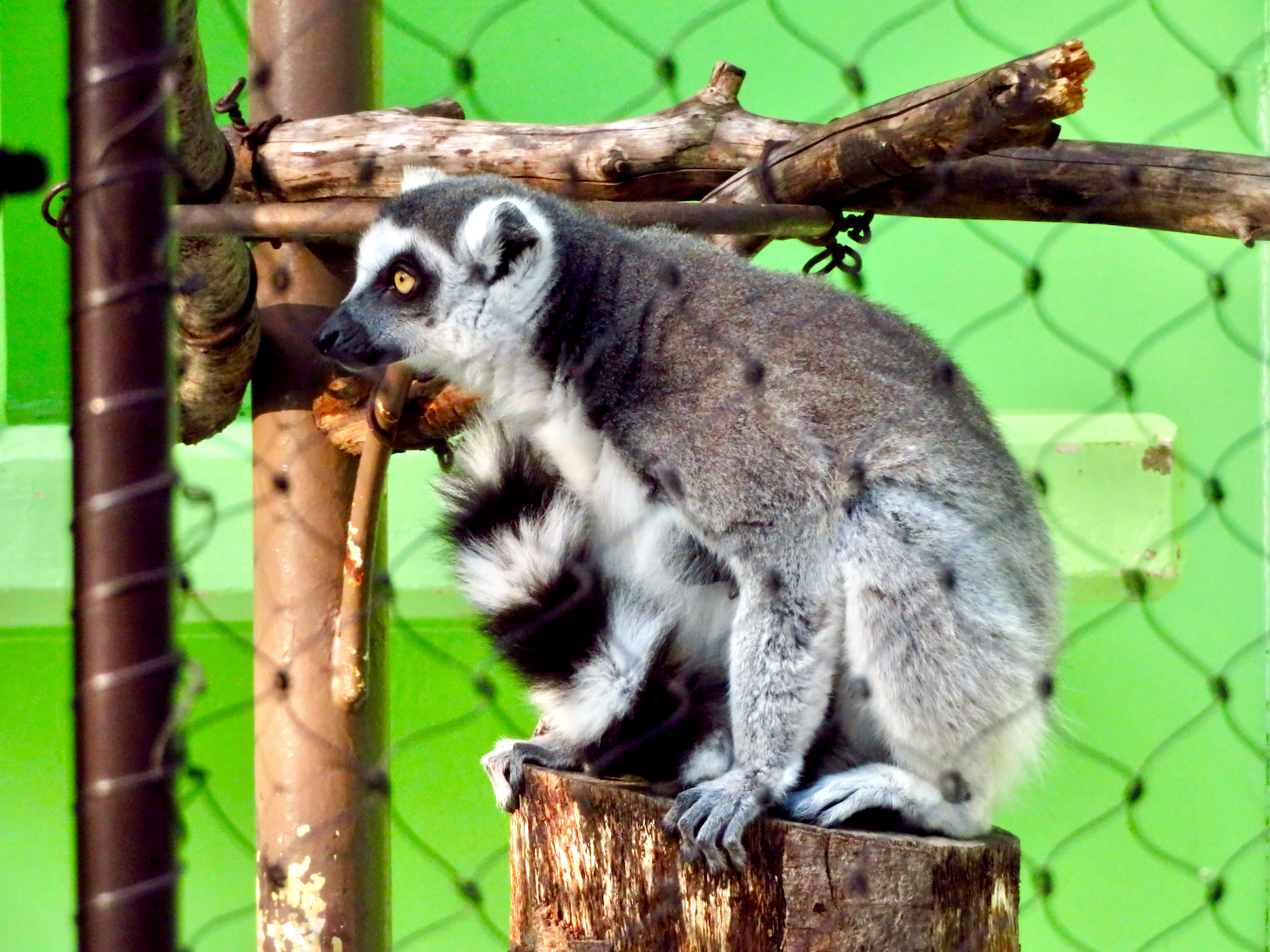
ワオキツネザル （2019年（令和元年）11月）
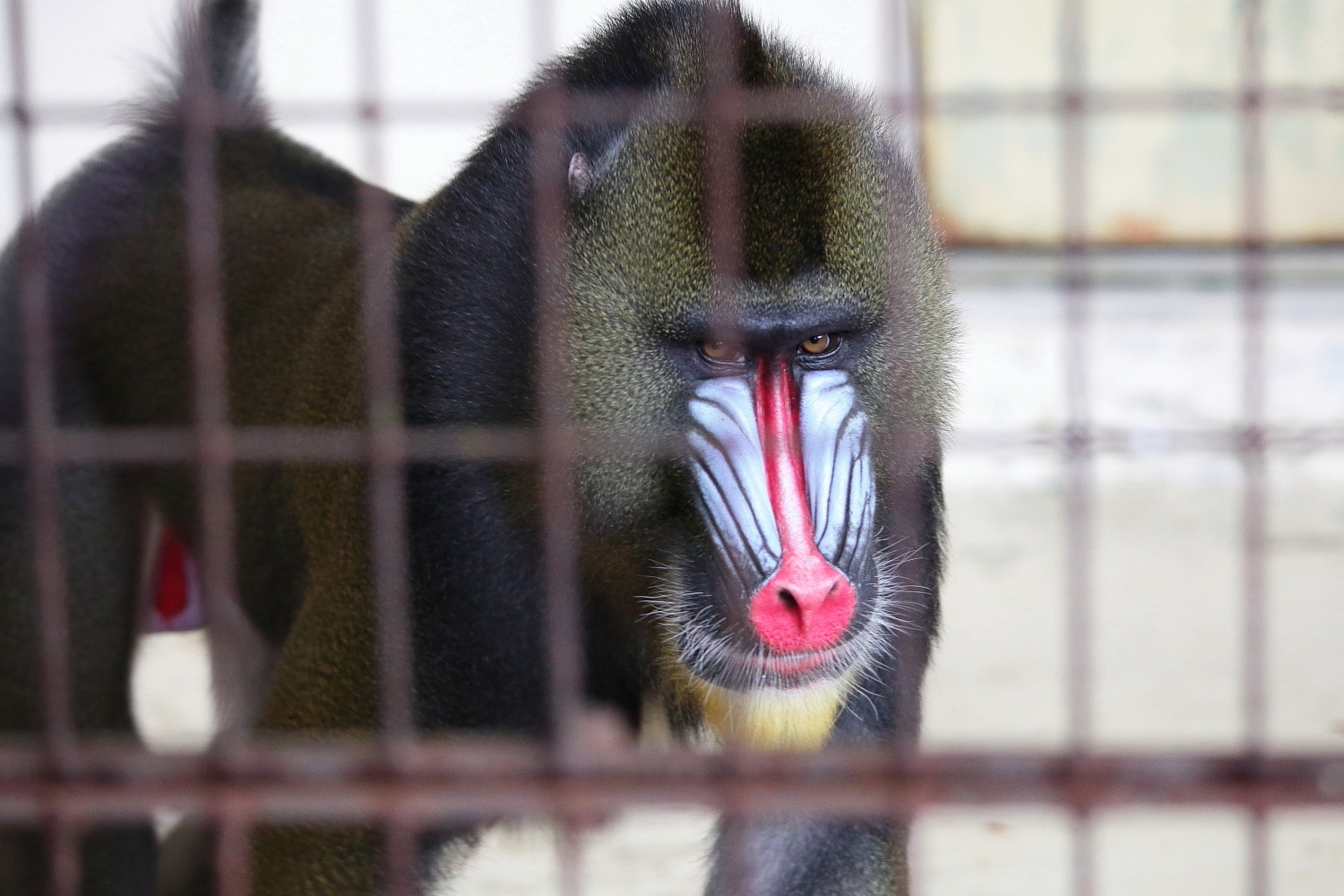
マンドリル （2012年（平成24年）9月）
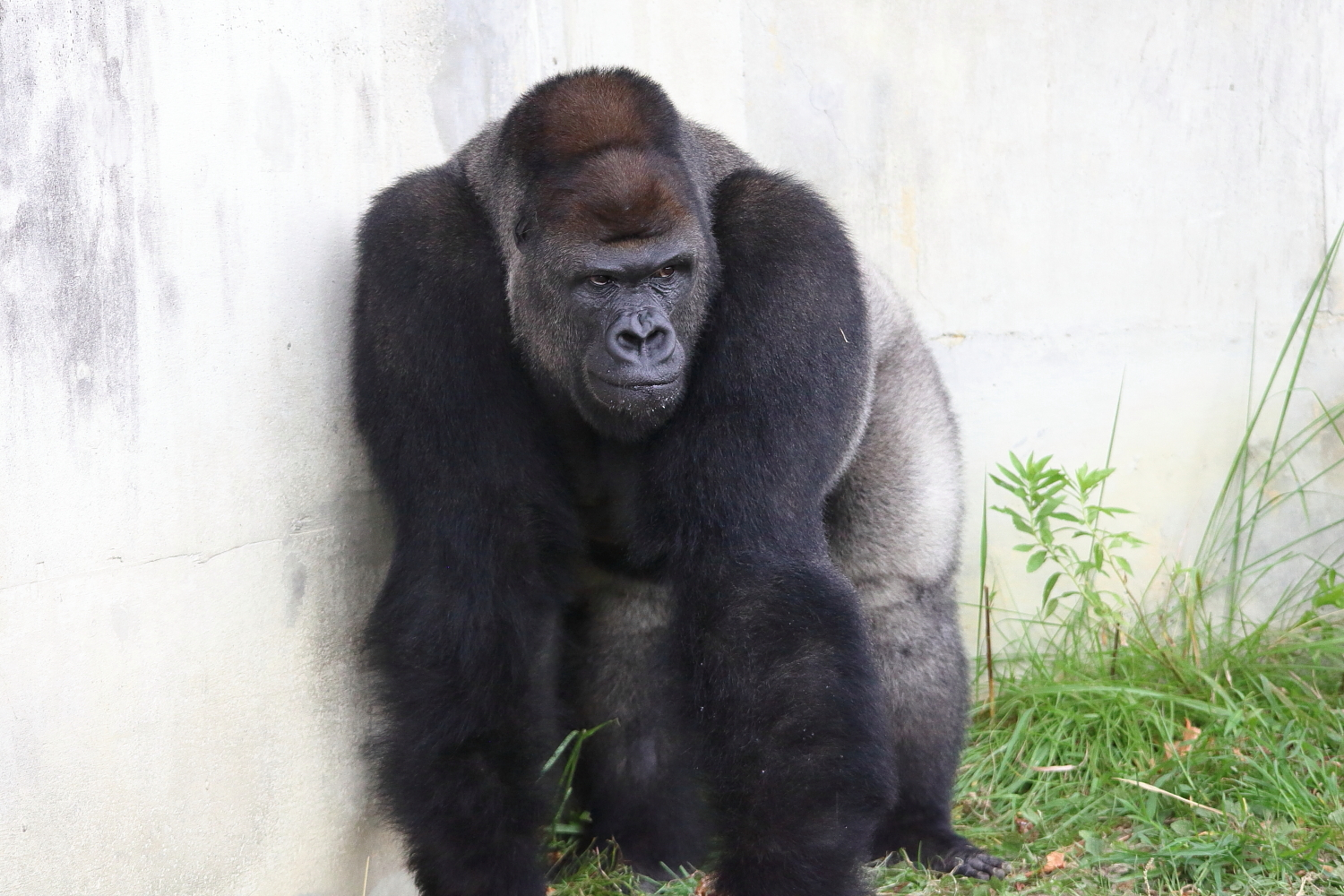
ニシゴリラ （2012年（平成24年）9月）
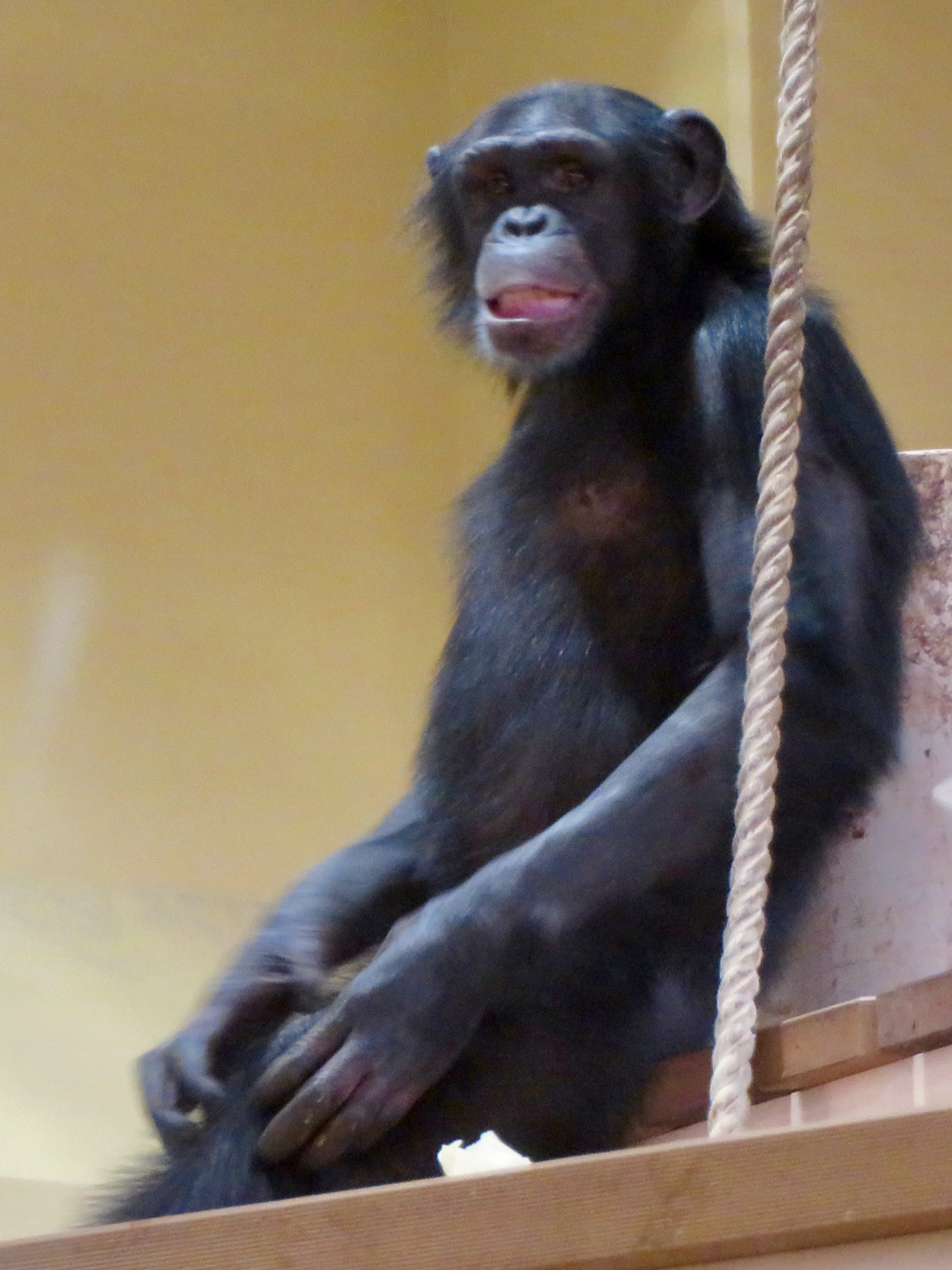
チンパンジー （2018年（平成30年）10月）
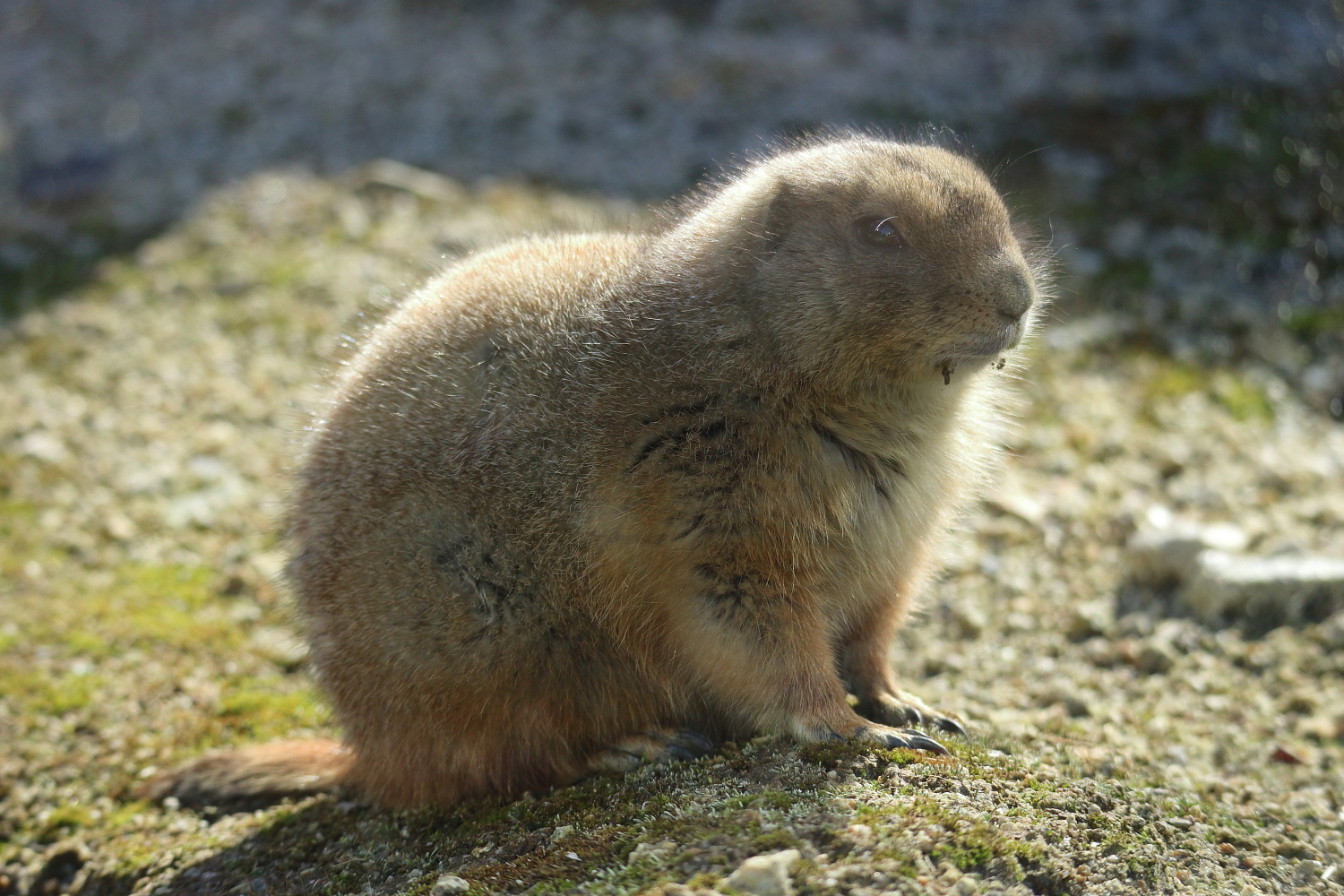
オグロプレーリードッグ （2018年（平成30年）1月）
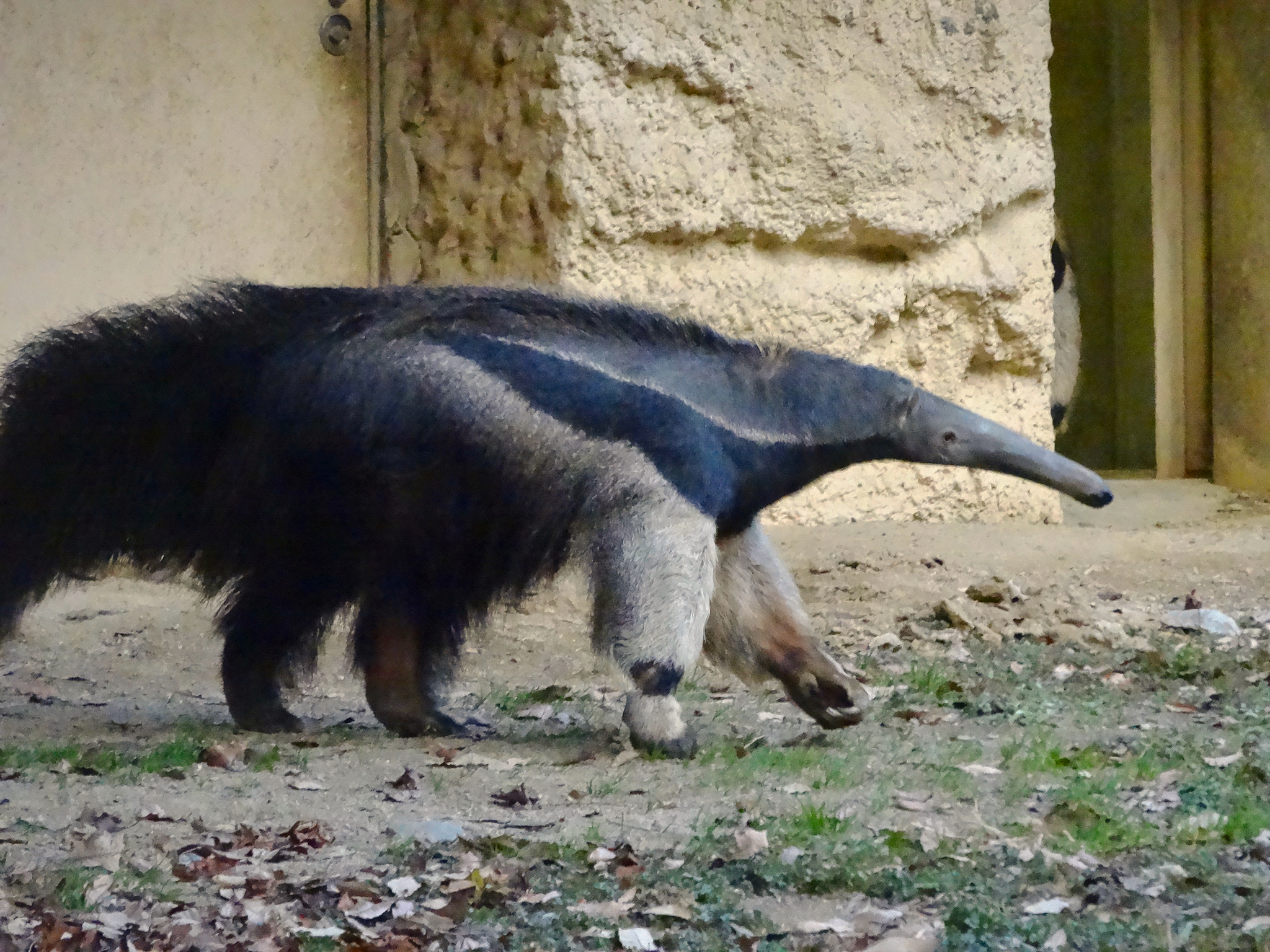
オオアリクイ （2017年（平成29年）1月）
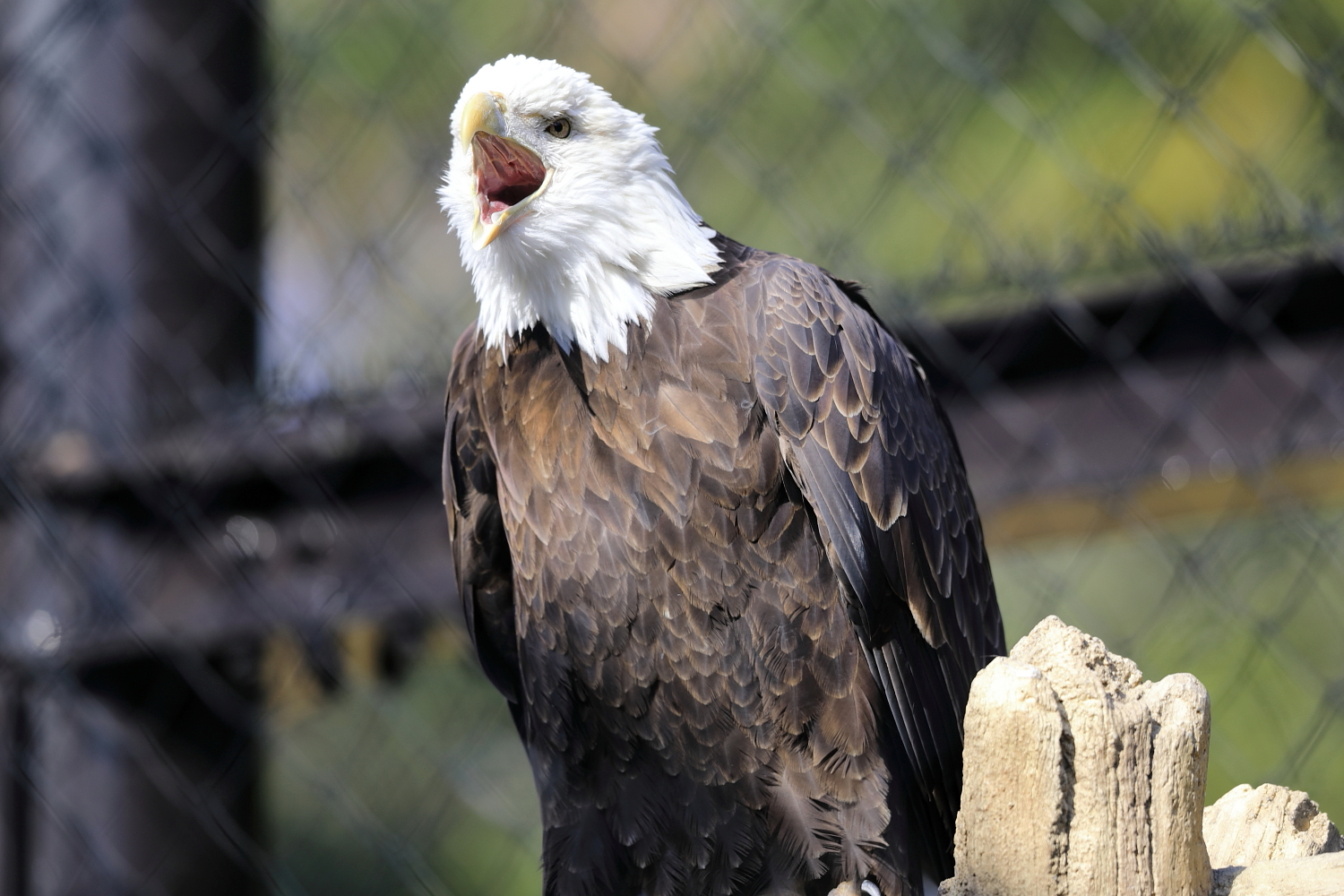
ハクトウワシ （2021年（令和3年）1月）
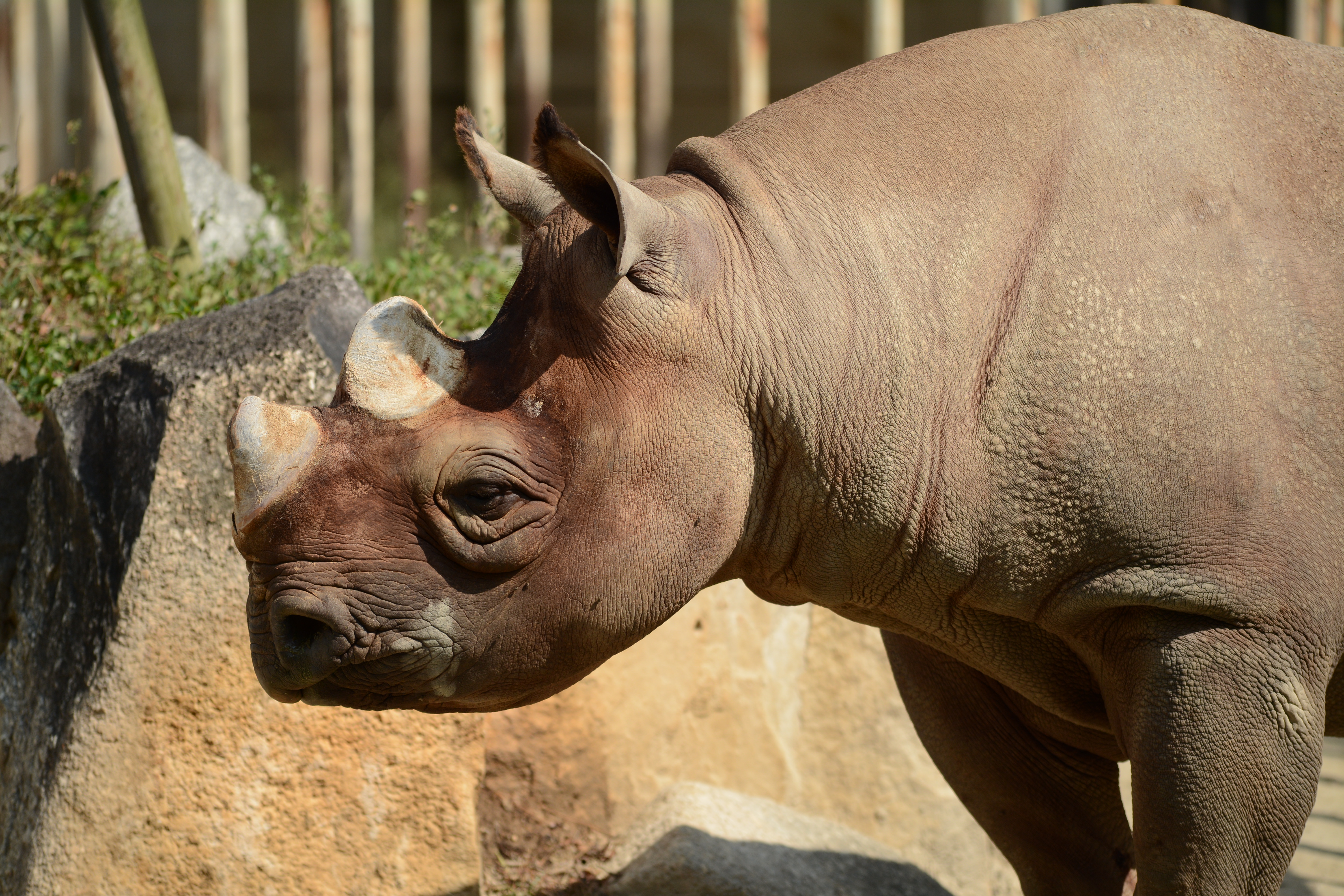
クロサイ （2014年（平成26年）9月）
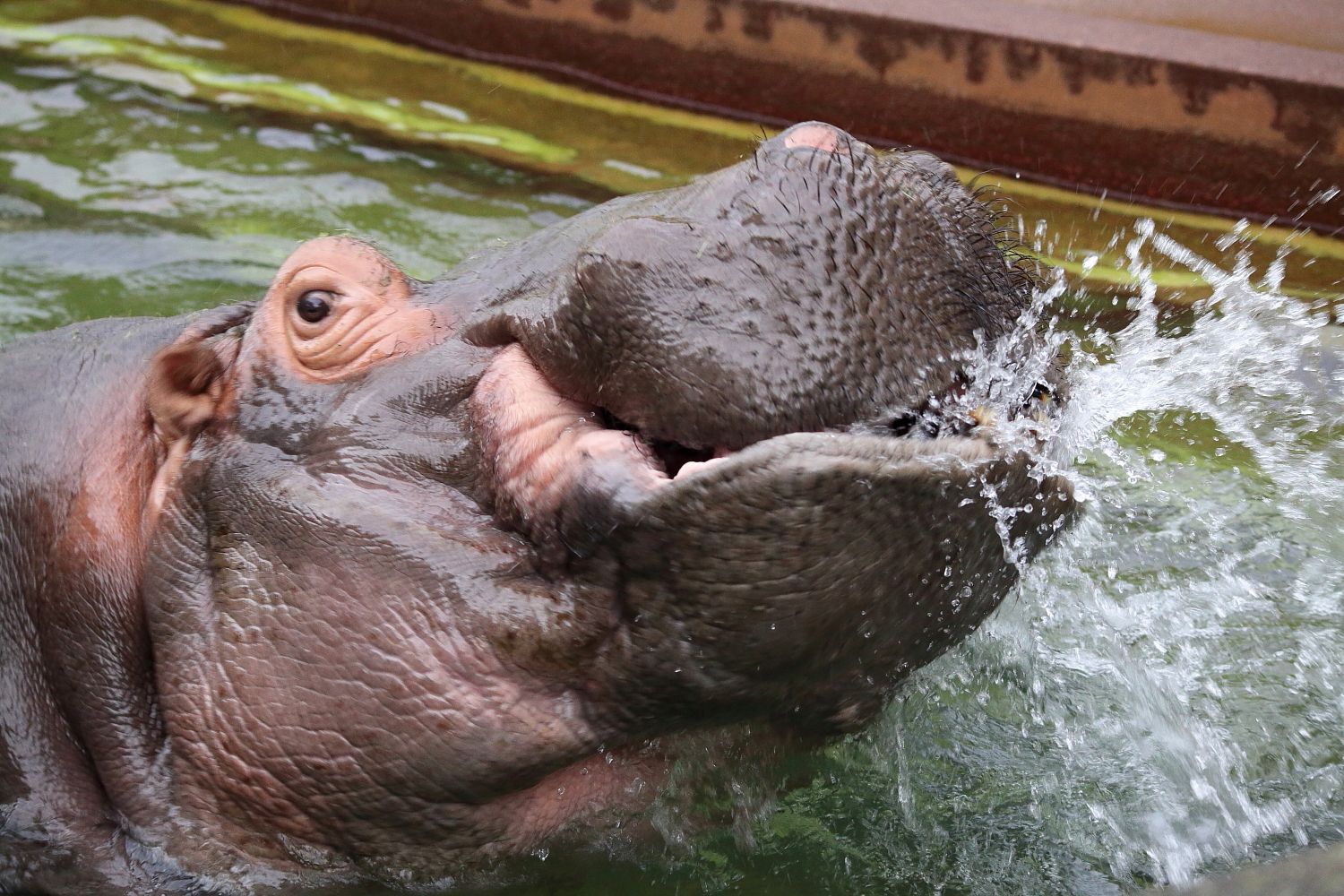
カバ （2012年（平成24年）9月）

##### 自然動物館
エキゾチックプロムナード
- ミシシッピワニ、ナイルワニ、ニシアフリカコビトワニ、ムツアシガメなど。

カメの仲間
- カミツキガメ、ワニガメ、スッポン、ニホンイシガメ、パンケーキリクガメ、ビルマホシガメ、トウブドロガメなど。

トカゲの仲間
- エボシカメレオン、ヒョウモントカゲモドキ、ミズオオトカゲなど。

ヘビの仲間
- ボアコンストリクター、オオアナコンダ、インドニシキヘビ、アフリカニシキヘビ、エメラルドツリーボア、アオダイショウ、シマヘビ、アカダイショウ、カリフォルニアキングヘビなど。

イモリ・サンショウウオの仲間
- オオサンショウウオ、チュウゴクオオサンショウウオ、カスミサンショウウオ、アホロートル、ファイヤーサラマンダー、アカハライモリなど。

カエルの仲間
- アフリカツメガエル、ベルツノガエル、アズマヒキガエル、オオヒキガエル、アイゾメヤドクガエル、マダラヤドクガエル、ダルマガエル、ニホンアマガエル、トノサマガエル、アフリカウシガエルなど。

夜行性動物
- コツメカワウソ、キンカジュー、フタユビナマケモノ、ツチブタ、ルーセットオオコウモリ、スローロリス、ヨザル、ビントロング、ムササビ、フサオネズミカンガルー、ミナミコアリクイ、マタコミツオビアルマジロ、ショウガラゴなど。

ゾウガメ舎
- アルダブラゾウガメ

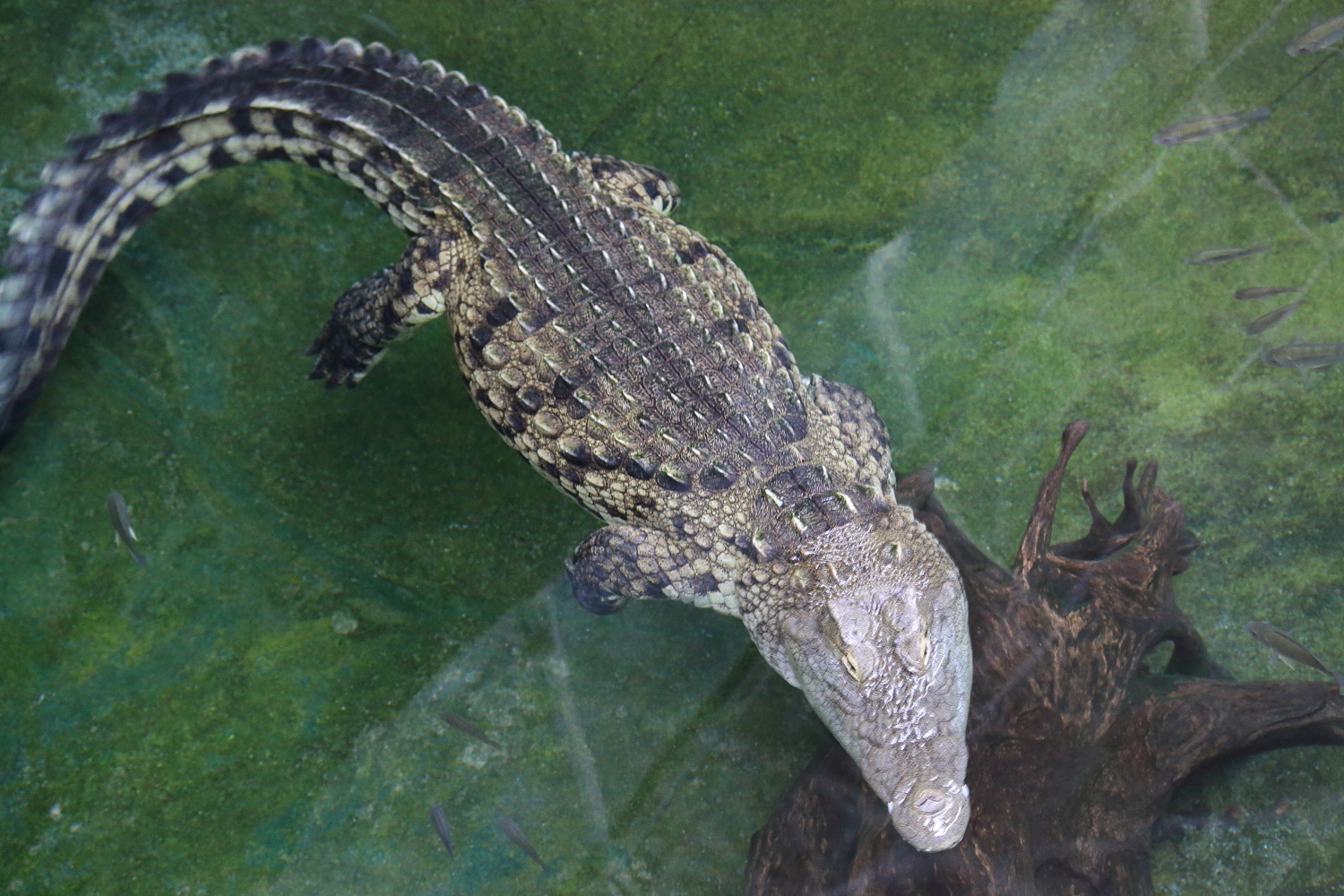
ナイルワニ （2013年（平成25年）10月）
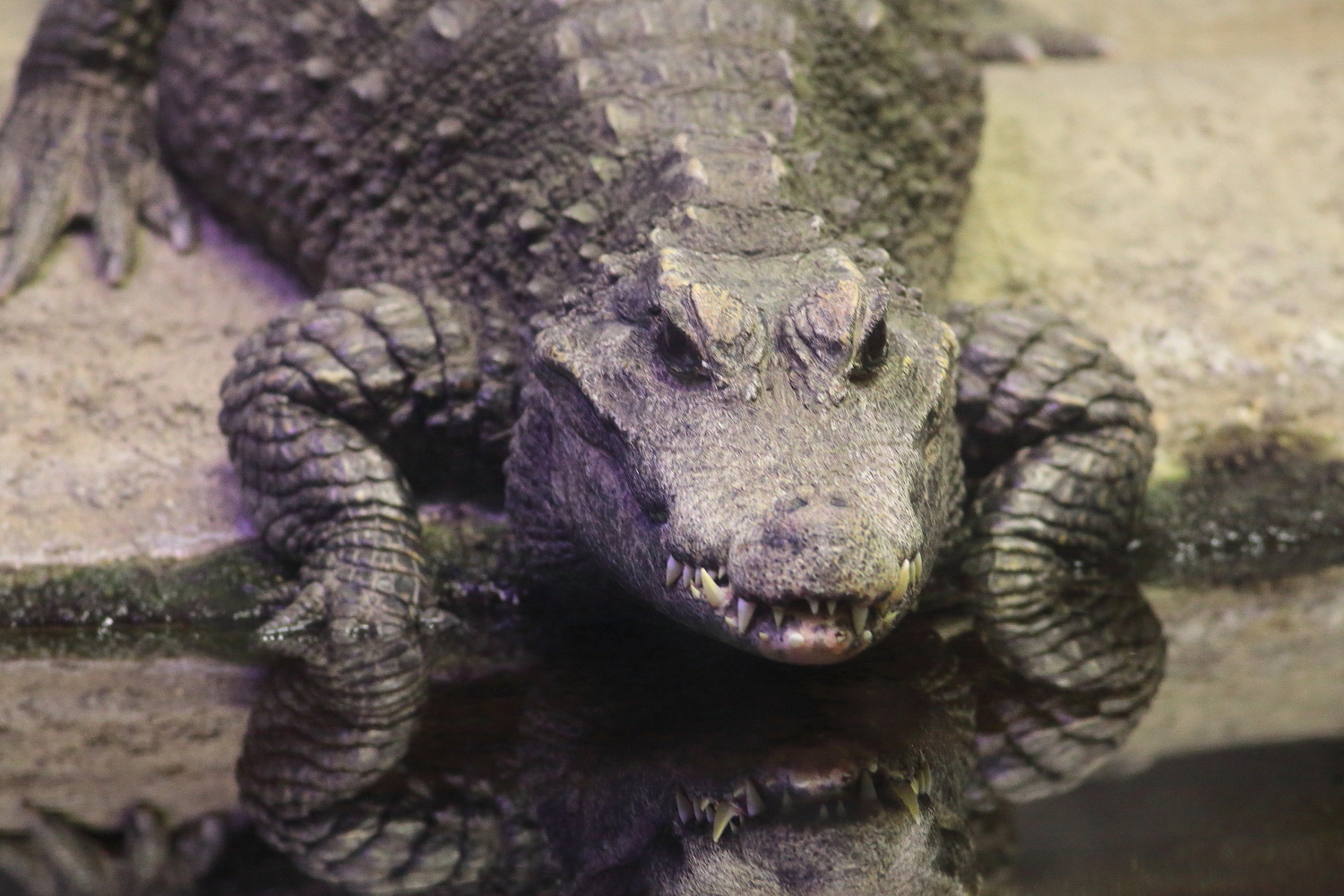
ニシアフリカコビトワニ （2018年（平成30年）1月）
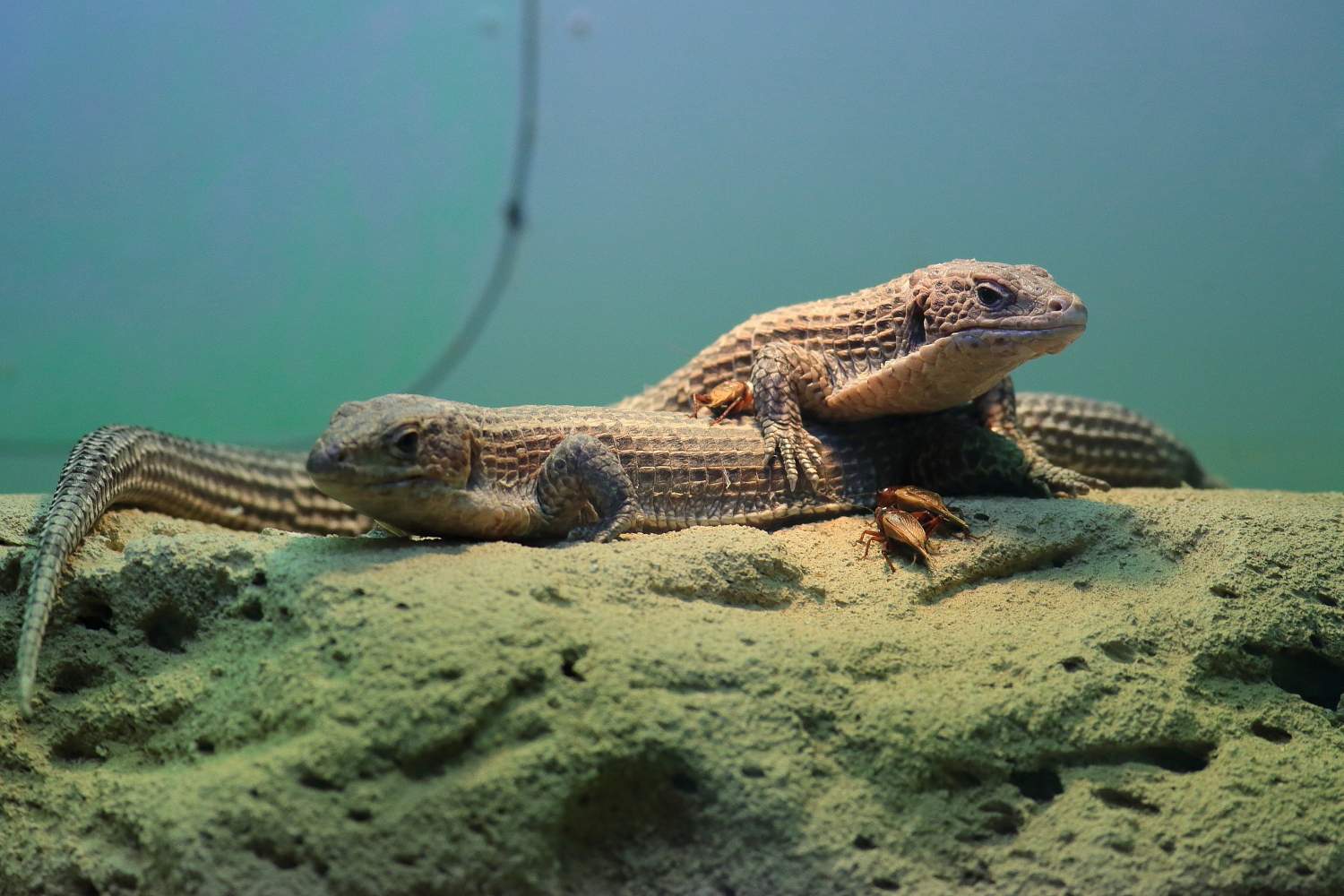
ニシオニプレートトカゲ （2018年（平成30年）1月）
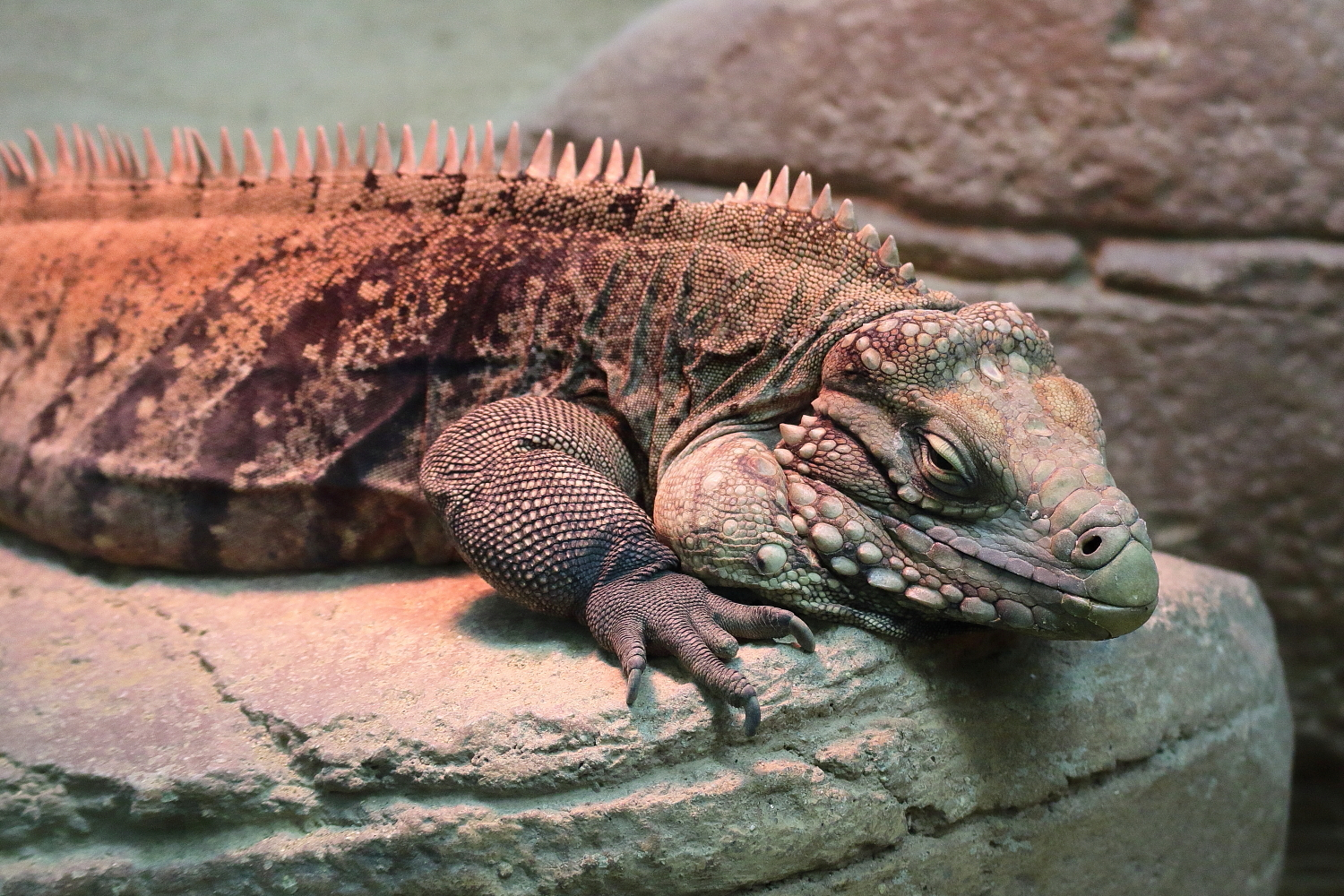
ケイマンイワイグアナ （2018年（平成30年）1月）
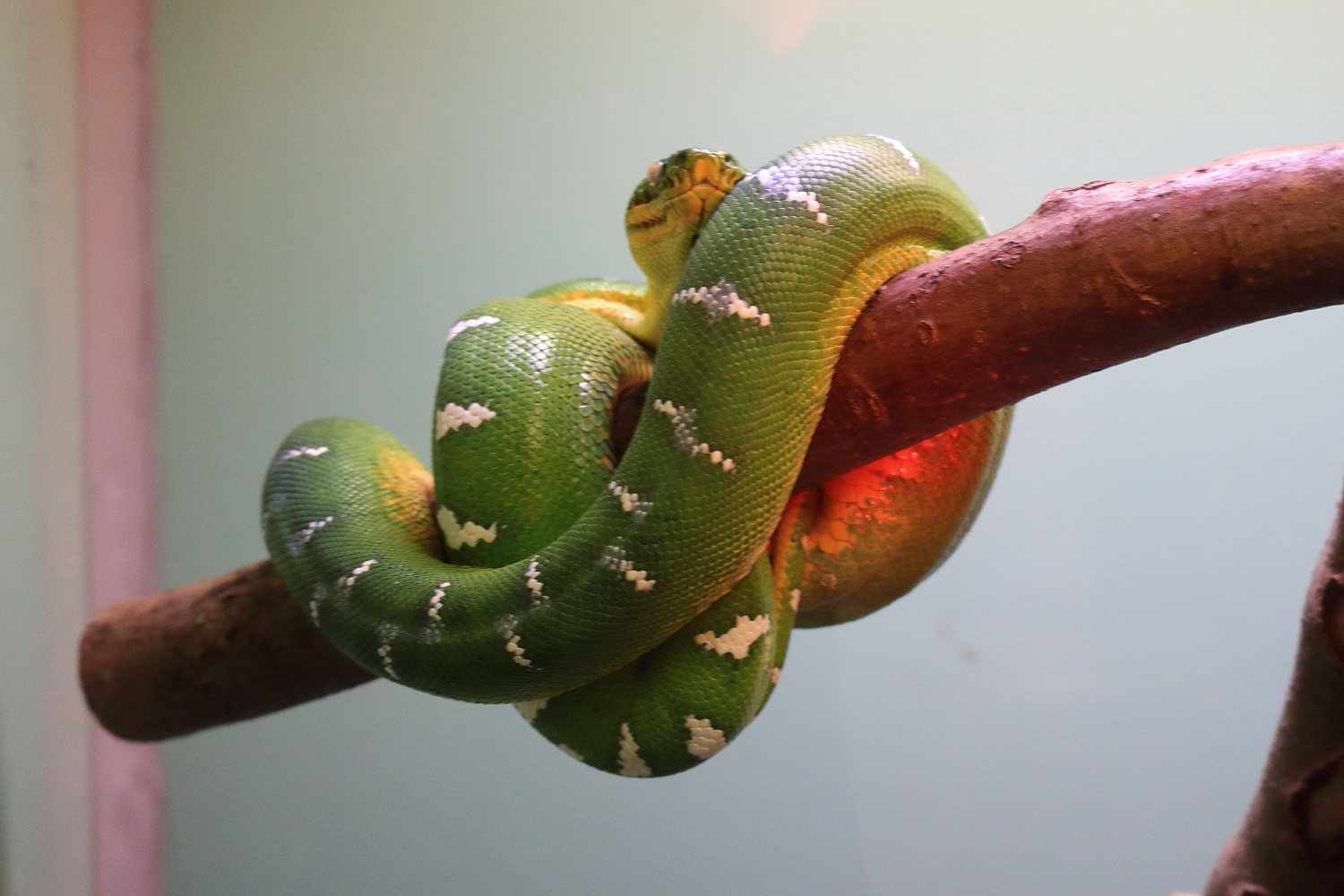
エメラルドツリーボア （2018年（平成30年）1月）
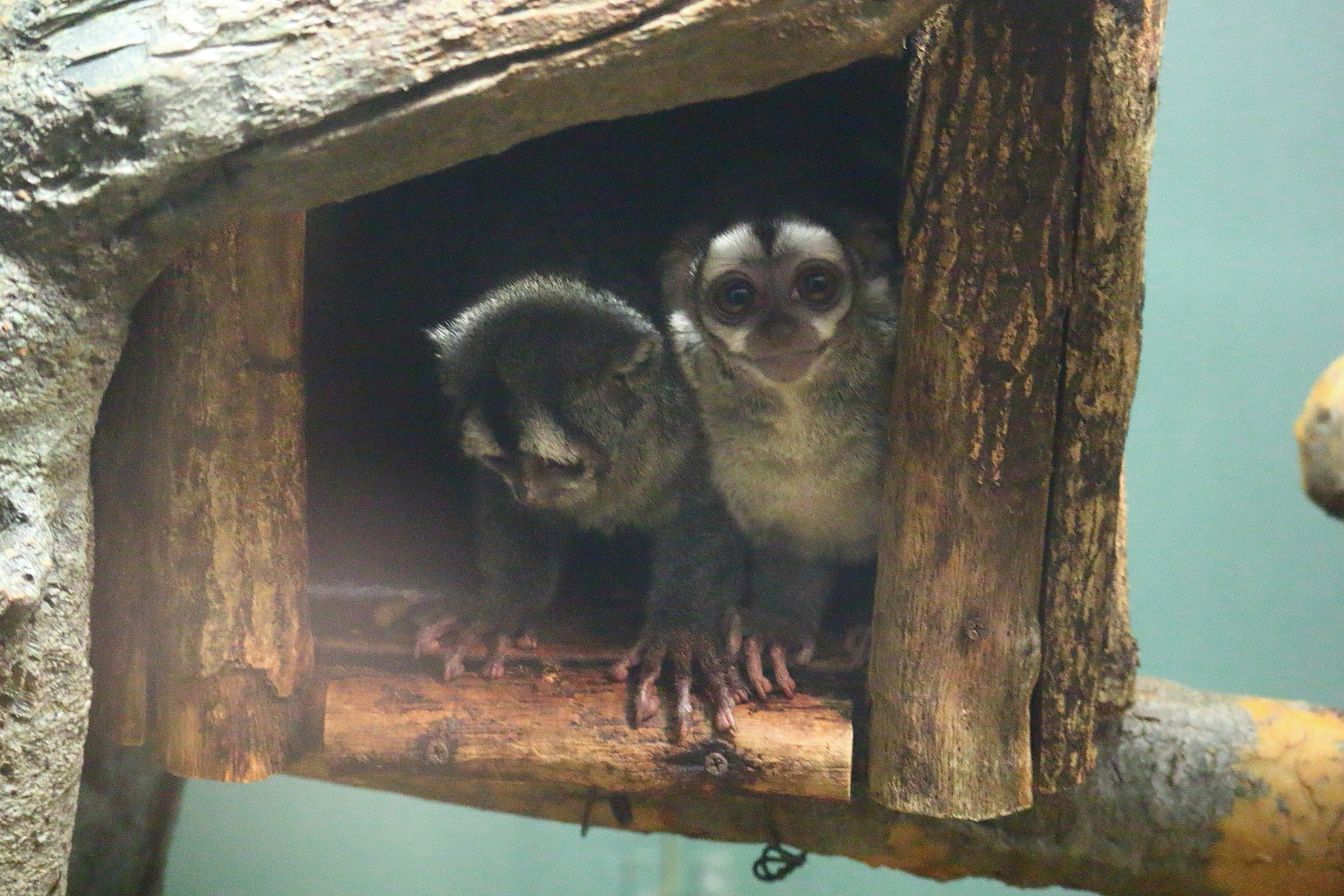
ヨザル （2018年（平成30年）1月）
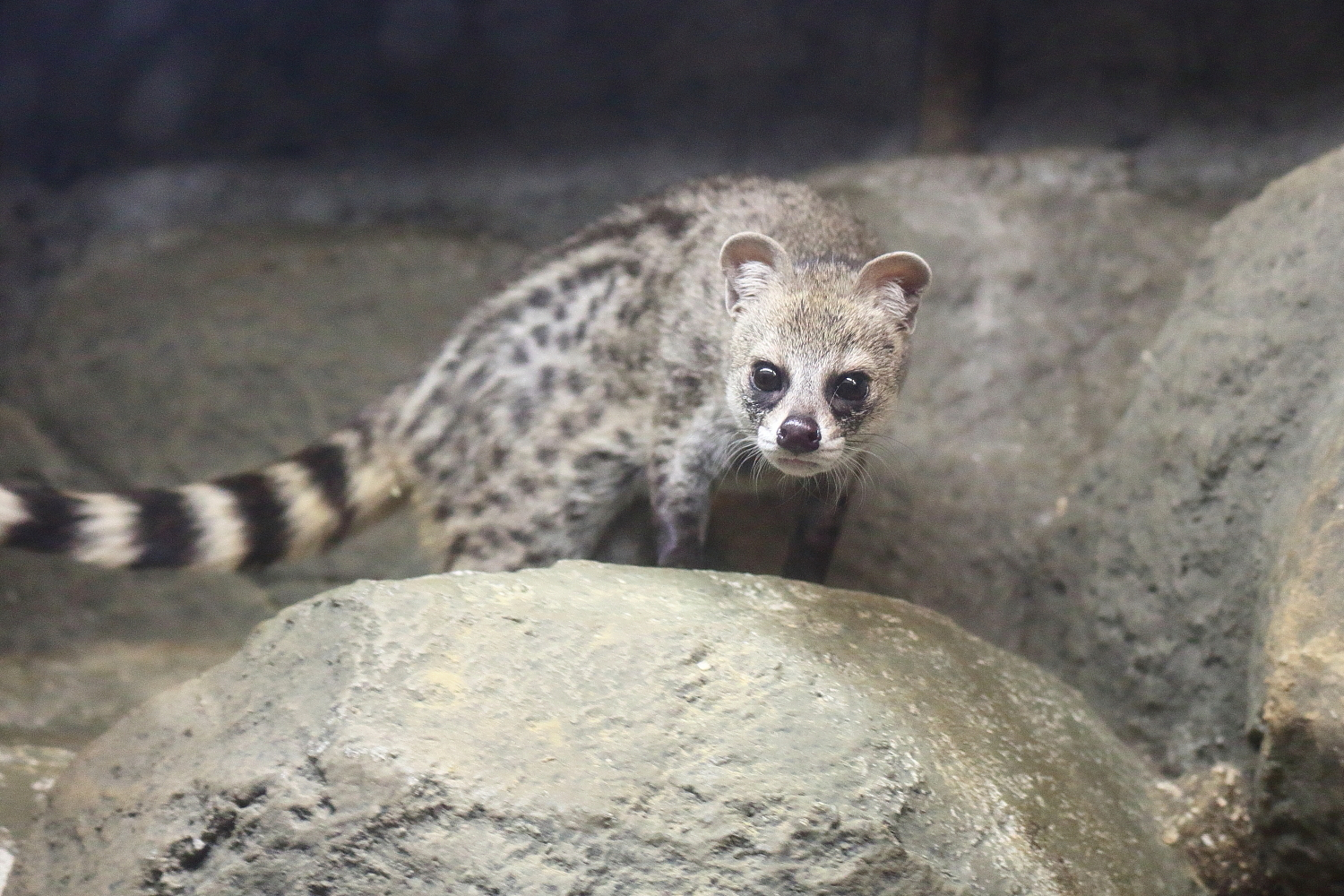
コジャコウネコ （2018年（平成30年）1月）
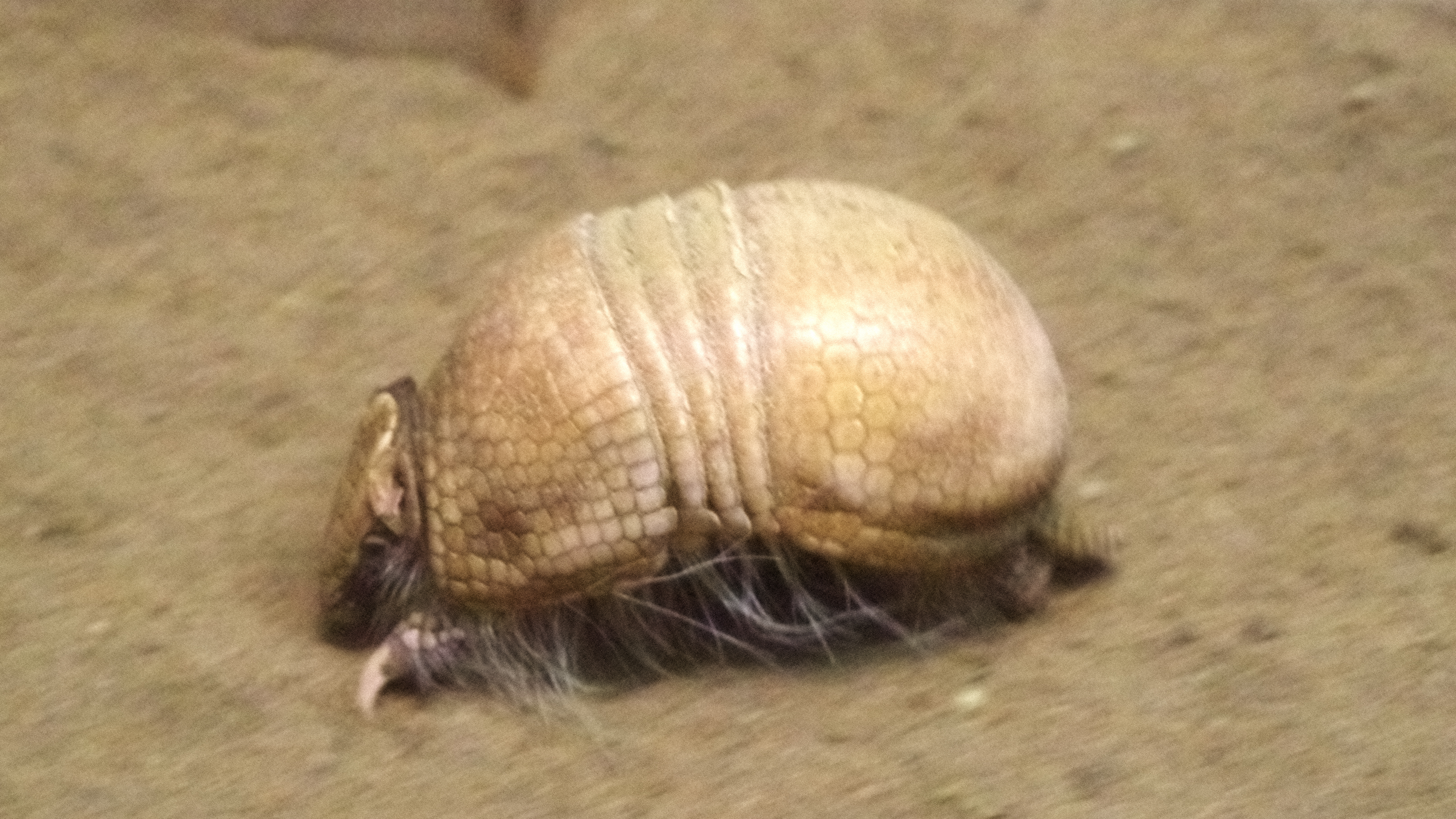
マタコミツオビアルマジロ （2024年（令和6年）6月）
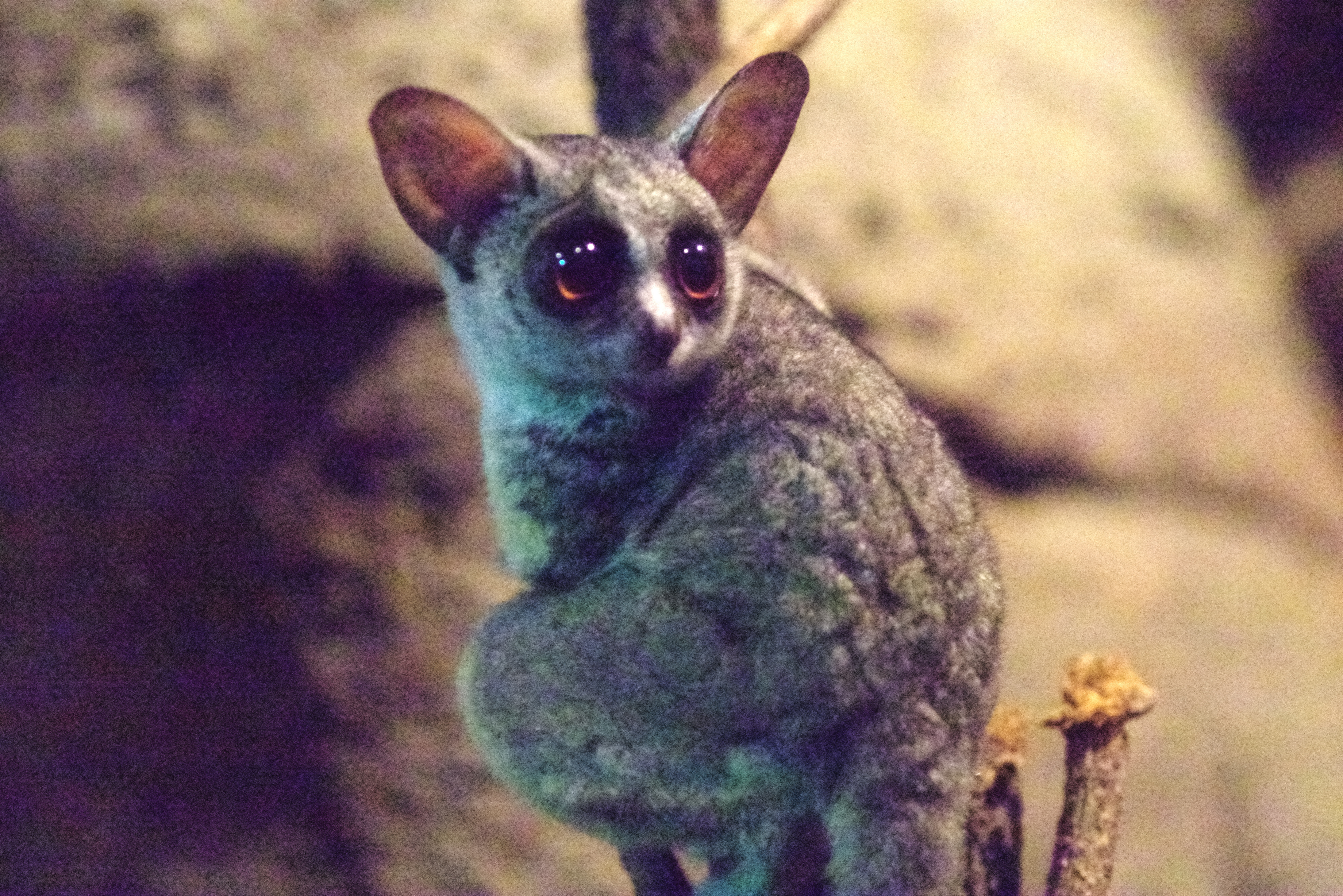
ショウガラゴ （2024年（令和6年）6月）

### 植物園
- 東山植物園温室前館
（2021年（令和3年）8月）
- サボテン
（2014年（平成26年）9月）
- ヴィクトリア・クルジアナ
（2014年（平成26年）9月）
- 熱帯スイレン「ディレクタ・G.T.ムーア」
（2013年（平成25年）11月）
- ガーデンテラス東山とガーデンステージ
（2021年（令和3年）8月）
- 散策路
（2014年（平成26年）11月）
- 旧兼松家武家屋敷門
（2021年（令和3年）8月）
- 也有園（宗節庵）
（2021年（令和3年）8月）
- 奥池
（2021年（令和3年）8月）
- 合掌造りの家
（2021年（令和3年）8月）
- お花畑
（2014年（平成26年）11月）
- アメリカ産植物見本園
（2017年（平成29年）6月）
- バラ園
（2017年（平成29年）6月）
- 展望デッキからの眺望
（2021年（令和3年）8月）

#### こども動物園
ふれあい広場
- 口之島牛、シバヤギ、アルパカ、ヒツジ、モルモット、ポニーなど。

日本産動物舎
- ホンドタヌキ、ニホンアナグマなど。

サル山
- ホンドザル

ヤマネコ舎
- ツシマヤマネコ

カモシカ舎
- ニホンカモシカ

小鳥とリスの森
- ニホンリス、フクロウ、オシドリ、コジュケイ、シジュウカラ、ウグイス、メジロ、ルリビタキなど。

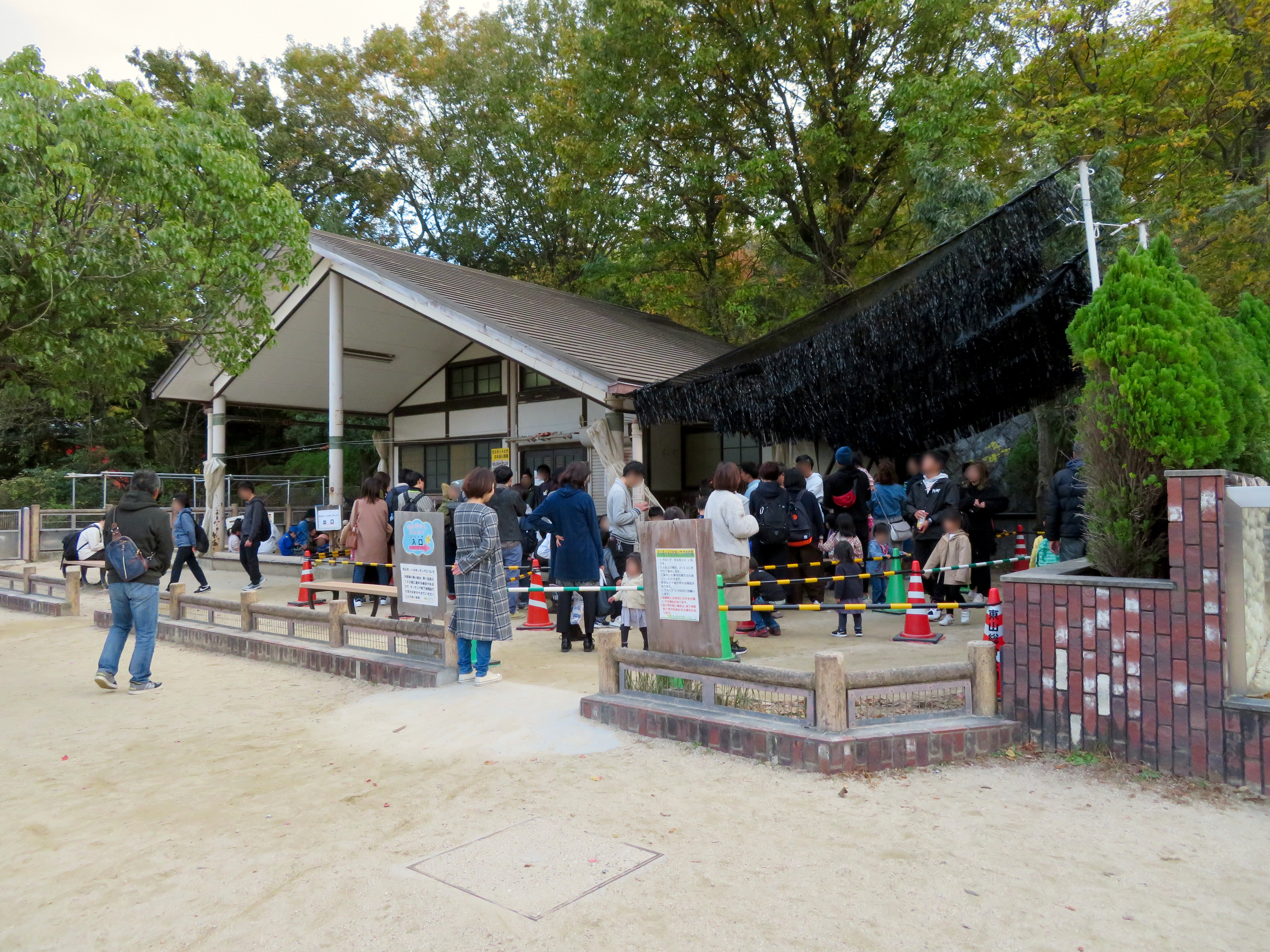
モルモットが触れるゾーン （2019年（令和元年）11月）
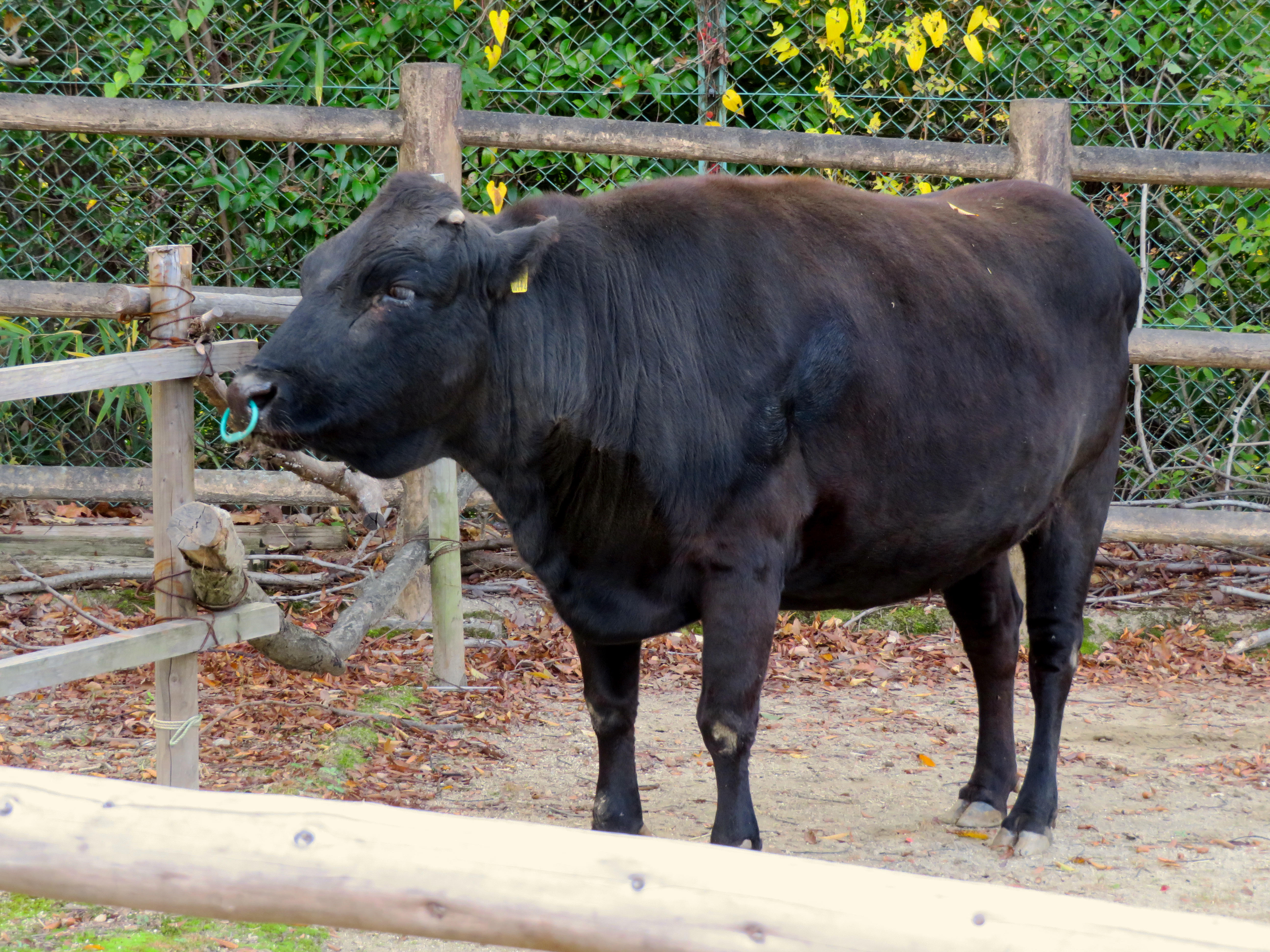
口之島牛 （2019年（令和元年）11月）
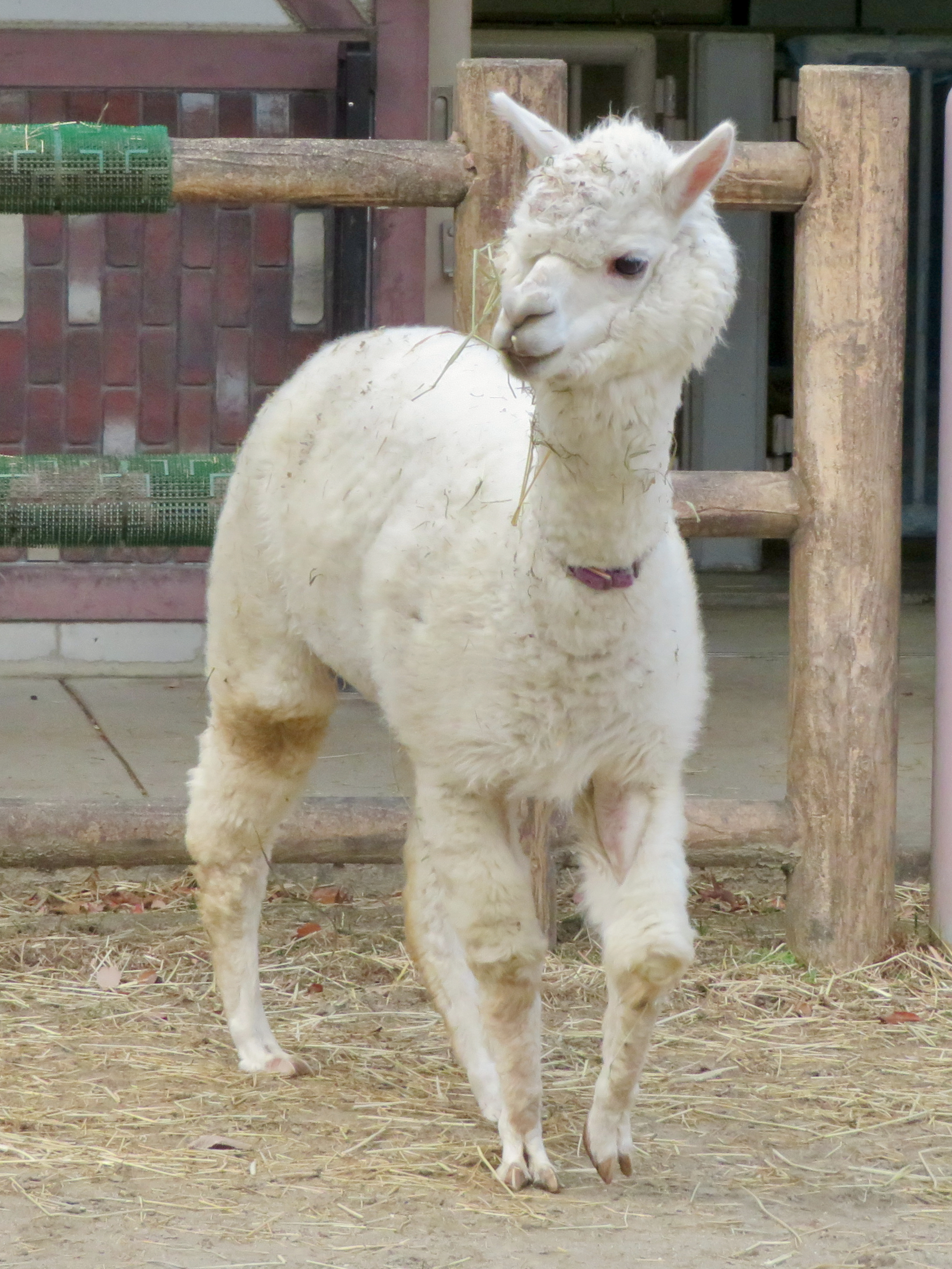
アルパカ （2019年（令和元年）11月）
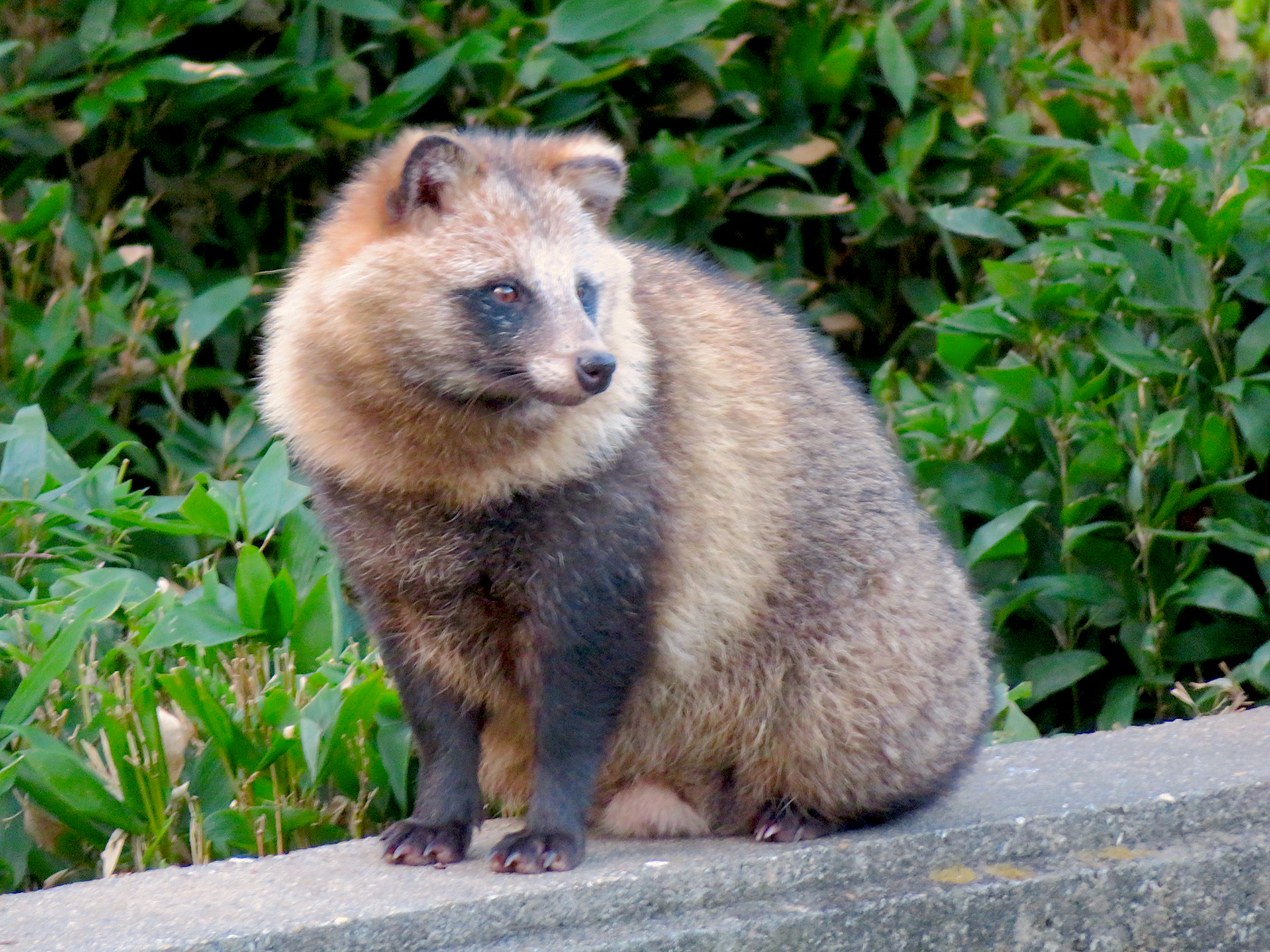
ホンドタヌキ （2018年（平成30年）10月）

## 主な歴史文化的施設
2010年（平成22年）の「東山動植物園再生プラン新基本計画」では「東山動植物園の歴史的資産」として13件を挙げ保全すべき施設等としている。
1. 正門の門柱・胡蝶池とケヤキの木に囲まれた噴水
開園当初からある施設の一つ[5]。
2. 噴水先の主園路サクラ並木（チェリーガーデン）
1961年（昭和36年）完成[5]。
3. ゾウ列車（モニュメント）
1999年（平成11年）に「ぞうれっしゃのなかまたち」の会から寄贈されたモニュメント[5]。
4. 動物慰霊碑とそのかたわらにあるクスノキ
動物慰霊碑は1964年（昭和39年）建立[5]。
5. ライオン舎
開園当初からある施設でドイツのハーゲンベック動物園が開発した無柵放養方式を日本で初めて取り入れた[5]。
6. 古代池と恐竜像
開園1周年を記念して制作された[5]。
7. トウカエデ並木
1935年（昭和10年）に中央広場（現：植物園門前の交差点）に至る園路の築造時に植えられた[5]。
8. 東山モノレール
1964年（昭和39年）から1974年（昭和49年）まで運行されていたモノレールで産業遺産として保存[5]。
9. 温室（前館）
現存する植物園温室としては日本最古のもので重要文化財（先述）[5]。
10. 武家屋敷門
1967年（昭和42年）に尾張藩士兼松家の門を名古屋市東区から移築したもので名古屋市文化財[5]。
11. 合掌造りの家
天保13年（1842年）築[5]。岐阜県大野郡白川村大牧の鳩谷ダム建設に伴う水没予定地から1956年（昭和31年）に移築された[5]。
12. ほたる沼脇のメタセコイア
1950年（昭和25年）にアメリカから贈られた100本のうちの一本[5]。
13. 古窯
日本庭園造成中の1971年（昭和46年）に見つかった名古屋市埋蔵文化財・東山古窯跡群の一つ[5]。